# Prieuré Saint-Arnoul de Crépy-en-Valois
L'ancien prieuré Saint-Arnoul est situé dans la commune de Crépy-en-Valois, dans le département français de l'Oise en région Hauts-de-France. 
Il est issu de la réforme d'une abbaye bénédictine fondée par le comte Gautier II le Blanc en 1008, qui se substitua elle-même à un chapitre de chanoines installé vers 935 / 943 par le comte Raoul II de Valois. En 1076, le comte Simon de Valois effectue un pèlerinage à Rome, et le pape Grégoire VII lui présente Hugues de Cluny. Raoul et Hugues se lient d'amitié pendant leur voyage de retour vers la France, et Hugues décide de donner l'abbaye à l'ordre de Cluny. Hugues reste à Crépy le temps de mettre en place la réforme, et doit lutter contre la résistance des moines, mais le prieuré finit par connaître un développement très favorable grâce à de nombreuses donations jusqu'au début du XIIIe siècle. Il bénéficie de l'exemption, relève directement de l'abbaye-mère de Cluny, et occupe l'un des premiers rangs dans la hiérarchie de l'ordre. Le nombre de vingt-huit moines prévu par la charte de fondation est même dépassé au premier tiers du XIVe siècle. La prospérité du monastère est mise à mal par la guerre de Cent Ans, et le chœur de l'église est incendié par les Anglais vers 1431. Il n'est jamais reconstruit. Le prieuré met près d'un siècle pour retrouver un fonctionnement normal. Au XVIe siècle, les prieurs commendataires renouvellent le mobilier de l'église, et au XVIIIe siècle, les bâtiments conventuels subissent des reconstructions importantes.
En 1790, la Révolution française impose la dissolution des ordres religieux, et le prieuré est supprimé. Le logis du prieur de 1759 devient une résidence privée, et le reste à ce jour. L'aile orientale des bâtiments monastique est utilisée comme pensionnat jusqu'en 1940, et est ainsi préservée. Tous les autres bâtiments sont abandonnés, et tombent en ruines à moins d'être démolis.
Les vestiges médiévaux sont inscrits au titre des monuments historiques par arrêté du 24 février 1943. Le portail d'entrée de la cour du logis du prieur de 1759 est inscrit par arrêté du 9 mars 1979. Malgré la protection, plusieurs murs médiévaux sont abattus fin 1964, quand la ville réaménage le site sans implication du service des Monuments historiques. L'aile orientale est prise sous la houlette de l’Association pour la restauration et l'animation de Saint-Arnoul. Elle comporte une galerie du cloître et trois salles voûtées d'ogives, qui sont restaurées et ouvertes au public. Ces parties sont de style gothique, et résultent d'au moins quatre campagnes de construction entre 1170 et 1260. Subsistent en outre des vestiges de l'église, dont notamment le mur occidental de la crypte romane du dernier quart du XIe siècle. C'est cette crypte surtout qui attire l'intérêt des chercheurs, car se démarquant par ses dimensions exceptionnelles, et son architecture influencée par l'abbaye de Saint-Benoît-sur-Loire, éloignée des conventions régionales.

## Localisation
L'ancien prieuré Saint-Arnoul est situé en France, en région Hauts-de-France et dans le département de l'Oise, dans le Valois, sur la commune de Crépy-en-Valois, à l'extrémité nord-est de l'enceinte fortifiée médiévale, en surplomb du vallon dans lequel coule le rû des Taillandiers, place Saint-Simon. Le mur occidental de l'ancienne crypte sous le chœur, et l'aile orientale des bâtiments conventuels, avec sa façade de 1727, font face à la façade occidentale de l'église Saint-Denis. Ces deux parties se situent en dessous du niveau du sol de la place, et délimitent à l'ouest un petit jardin municipal aménagé en 1964. C'est par la porte de la façade signalée que l'on entre dans la partie du prieuré ouverte à la visite le dimanche après-midi d'avril à octobre. Les vestiges de la crypte sont visibles derrière une grille. Également visibles depuis le domaine public sont le mur septentrional du bas-côté nord de l'église priorale, avec quelques colonnettes à chapiteaux, et les fondations du mur méridional et des deux tours orientales, ainsi que plus loin à l'ouest, le portail d'entrée de la cour du logis du prieur de 1757. L'ancien cloître, dont seule la galerie orientale subsiste, se trouve circonscrit par ce logis, par le mur de l'église, par le bâtiment ouvert à la visite, et par un bâtiment ruiné et éventré, qui est intégré dans la muraille de la ville, et visible depuis le jardin public au pied des fortifications, dans le vallon du rû des Taillandiers, près de la RD 116. On y aperçoit également le logis du prieur, qui sert d'habitation depuis la Révolution française.

## Histoire

### Les origines

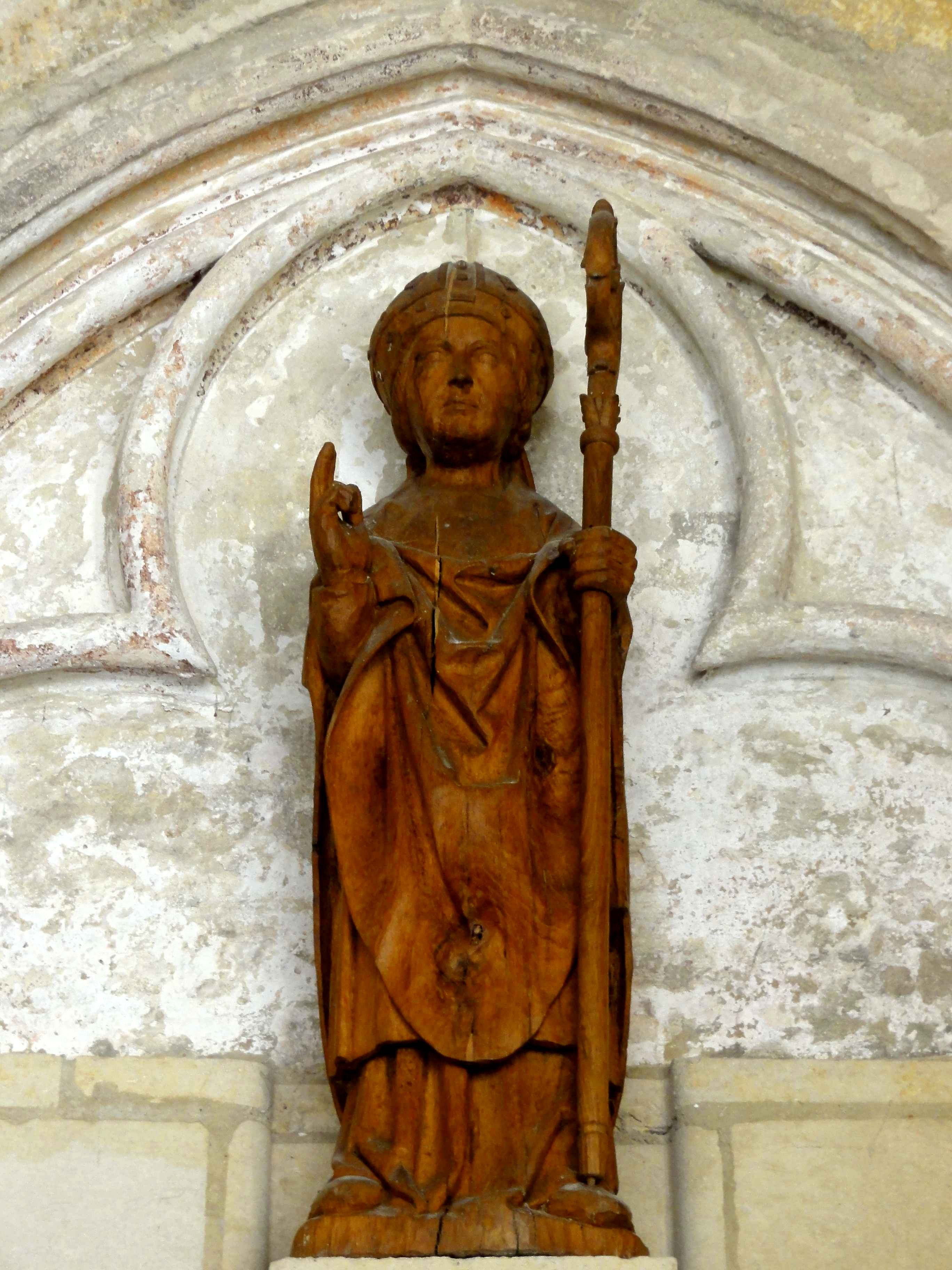
Statue de saint Arnoul.

Le prieuré est précédé d'une abbaye, et l'abbaye, d'un chapitre de chanoines. Sa fondation par le comte Raoul II de Valois, entre 935 et 943, est motivée par l'arrivée à Crépy-en-Valois d'une partie des reliques de saint Arnoul, subtilisées par le prêtre Constance, originaire de Vez, aux chanoines de Saint-Arnoult-en-Yvelines. La fondation ressort, de manière implicite, de la Translatio Sancti Arnulphi, récit plus ou moins légendaire du début du XIe siècle, qu'Éliane Vergnolle attribue à Lescelin. Cet abbé de Saint-Arnoul entre 1027 et 1031 est connu pour être l'auteur de la Vita metrica sancti Arnulphi. Selon la Translatio, le comte Raoul, informé des miracles provoqués par les reliques dans diverses localités des environs de Crépy, demande à Constance de venir les déposer dans la chapelle de son château, et crée un collège de chanoines qu'il dote à cette occasion. Deux générations plus tard, les chanoines mènent une vie déréglée. En 1008, le comte Gautier II le Blanc, petit-fils du fondateur, et sa femme Adèle, remplacent les chanoines par des moines bénédictins. Gautier choisit comme abbé Gérard, qui avait été élève de Gerbert d'Aurillac (le futur pape Sylvestre II) en même temps que le roi Robert II le Pieux, et poursuivi ses études à l'école de Chartres. L'acte de fondation est signé par le roi Robert. Dans sa biographie du roi Robert, Helgaud de Fleury attribue ainsi la fondation au roi : « Au château de Crépy, construit avec magnificence par le puissant Gautier dans le Soissonnais, le noble roi éleva une noble abbaye en l'honneur de saint Arnoul et la rendit illustre à jamais ». Quand Gérard quitte Crépy en 1027 pour réformer l'abbaye de Fontenelle (où il meurt assassiné en 1031), il est remplacé par Lescelin, qui entretient d'excellentes relations personnelles avec Robert le Pieux. Le troisième abbé installé en 1031 est Hugues, et son long abbatiat dure jusqu'en 1065. L'on ne sait pas grande chose de lui, sauf que ce fut un ancien moine de Rebais, et qu'il assiste au sacre de Philippe Ier en 1059. La vie de l'abbaye est également mal documentée. Son destin change sous le comte Simon, qui est le sixième comte après Raoul II. Un an après son avènement en 1074, il entreprend un pèlerinage vers Rome afin d'y faire pénitence pour les désolations engendrées par ses opérations militaires. Il y rencontre le pape Grégoire VII, qui lui présente l'abbé de Cluny, Hugues de Semur (le futur saint Hugues). Simon et Hugues effectuent ensemble le voyage de retour vers la France. En 1076, Simon dote l'abbaye de nouveaux biens, fait transporter les corps de son père Raoul IV de Vexin et de sa première femme Adèle dans l'église abbatiale, et donne l'abbaye à l'ordre de Cluny par une charte souscrite par le roi Philippe Ier. L'événement est rapporté par Hildebert de Lavardin dans sa Vie de saint Hugues. Celui-ci se charge lui-même de l'introduction de la règle clunisienne dans l'ancienne abbaye devenu prieuré, et doit faire face à l'opposition des moines. Sans attendre l'issue de la réforme, Simon prend l'habit de moine en 1077, se retire dans l'abbaye de Saint-Claude, et abandonne tous ses biens à sa sœur Alix,.

### L'histoire du prieuré

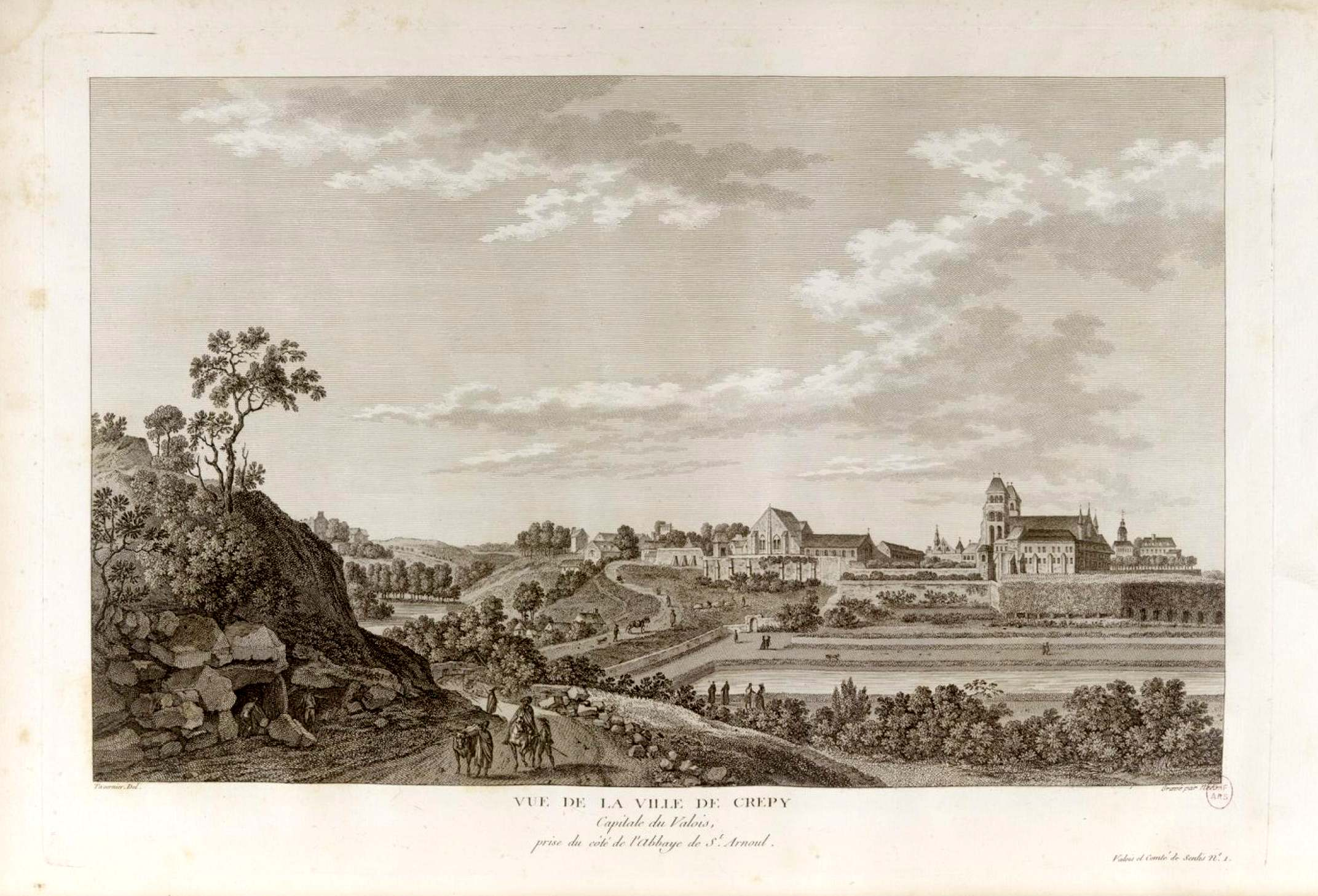
Vue sur la ville de Crépy, prise près du côté de l'abbaye de St-Arnoul, par Tavernier de Jonquières, 1787.

La fondation du prieuré clunisien Saint-Arnoul marque apparemment un revirement dans la politique royale, qui visait, depuis l'époque carolingienne, toujours l'indépendance de la monarchie vis-à-vis du pape. Ainsi, d'autres fondations de prieurés clunisiens dans la région se succèdent à brève intervalle : Saint-Martin-des-Champs en 1079, Saint-Leu-d'Esserent en 1081, Saint-Christophe-en-Halatte en 1083, Saint-Nicolas-d'Acy en 1098. Le prieuré Saint-Arnoul est directement rattaché à l'abbaye-mère de Cluny, et bénéficie comme elle de l'exemption, c'est-à-dire, qu'elle n'est pas soumise à l'évêque diocésain, et relève directement du pape. Le nombre de moines est fixé à vingt-huit par la charte de fondation, ce qui est considérable, et illustre sa riche dotation. L'on voit donc que le prieuré occupe une place de choix dans la hiérarchie de l'ordre de Cluny, et l'on considère qu'il doit être classé directement après les cinq prieurés principaux, qui sont La Charité-sur-Loire, Lewes, Saint-Martin-des-Champs, Sauxillanges et Souvigny. Cette circonstance n'est pas fortuite, mais peut être considéré comme le fruit de l'implication personnelle de saint Hugues dans la fondation, et des relations de confiance qui le lient au comte Simon et au pape réformateur Grégoire VII. Après sa conversion, Simon séjourne à plusieurs reprises au Vatican auprès de Grégoire VII. En 1081, il effectue un pèlerinage en Terre sainte, et rapporte plusieurs reliques, dont un fragment de la Vraie Croix, un morceau du Saint-Sépulcre, un autre de la crèche où le Christ est né, ainsi qu'un du tombeau de la Vierge. Elles lui sont offertes par l'abbé Hugues de Josaphat, ancien moine à Crépy-en-Valois, qui veut faire un présent à son abbaye d'origine. Peut-être la crypte est-elle destinée plus spécialement à abriter ces insignes reliques. Toujours est-il qu'en 1103, date approximative de l'achèvement de la crypte, les reliques sont-elles transférées dans une nouvelle châsse. Simon meurt à Rome en 1082, et est enterré dans la basilique Saint-Pierre dans un tombeau de marbre offert par la reine Mathilde, auprès de laquelle il avait passé une partie de son enfance. Un mausolée est érigé pour lui dans l'église Saint-Arnoul. Il perpétue le souvenir de l'amitié entre Simon et Grégoire VII, et est conservé jusqu'à la Révolution française,.
En plus des circonstances particulières, la conjoncture générale est également favorable aux monastères à la fin du XIe siècle : il y a, d'une part, un mouvement général de restitution de biens ecclésiastiques usurpés par les différents seigneurs, et d'autre part, de nombreux nobles qui partent pour la première croisade effectuent des dons, et sont également enclins à restituer des biens spoliés. À l'instar de ses prédécesseurs, le comte Hugues Ier fait preuve de son attachement au monastère, et après sa mort survenue lors d'une expédition en Terre Sainte en 1101, sa veuve Adèle continue de protéger le prieuré, et le dote de nouveaux biens. Tout au cours du XIIe siècle, les successeurs de Hugues restent fidèles à cette politique. Très tôt, les habitants de plusieurs villages souffrent des abus commis par les avoués locaux du prieuré. Ils plaident leur cause, et le prieur s'efforce à réparer les torts. En juin 1131, le pape Innocent II, en venant de compiègne, honore le prieuré d'une visite. Thibaud, prieur vers 1162, est créé cardinal en 1164, et devient supérieur de l'ordre de Cluny en 1180. Le prieur de Saint-Arnoul nomme aux cures de Sainte-Agathe et Saint-Denis de Crépy-en-Valois, Auger-Saint-Vincent, Feigneux, Francières, Lachelle, Ormoy-Villers, et de la chapelle de Francières, alternativement avec l'évêque de Beauvais. Les religieux ont dans leur censive la majeure partie du bourg, et possèdent de nombreuses terres dans le voisinage immédiat, ainsi que dans les paroisses des environs. Ils possèdent aussi les marchés de Crépy et Pondron. Par une bulle du 12 mai 1184, le pape Lucius III confirme l'ensemble des possessions du prieuré. Selon Aurélien Gnat , « L'abbaye Saint-Arnoul apparaît l'un des pôles fixateurs de l'habitat, par son établissement à l'intérieur du castrum. Son importance au Moyen Âge, notamment au sein de la congrégation clunisienne, ses nombreuses possessions et son rôle très probablement déterminant dans le lotissement du bourg primitif, intimement lié aux rapports privilégiés qu'elle entretenait avec l'aristocratie comtale, en font donc un établissement de premier plan non seulement pour la ville de Crépy mais également pour toute la région du Valois ».

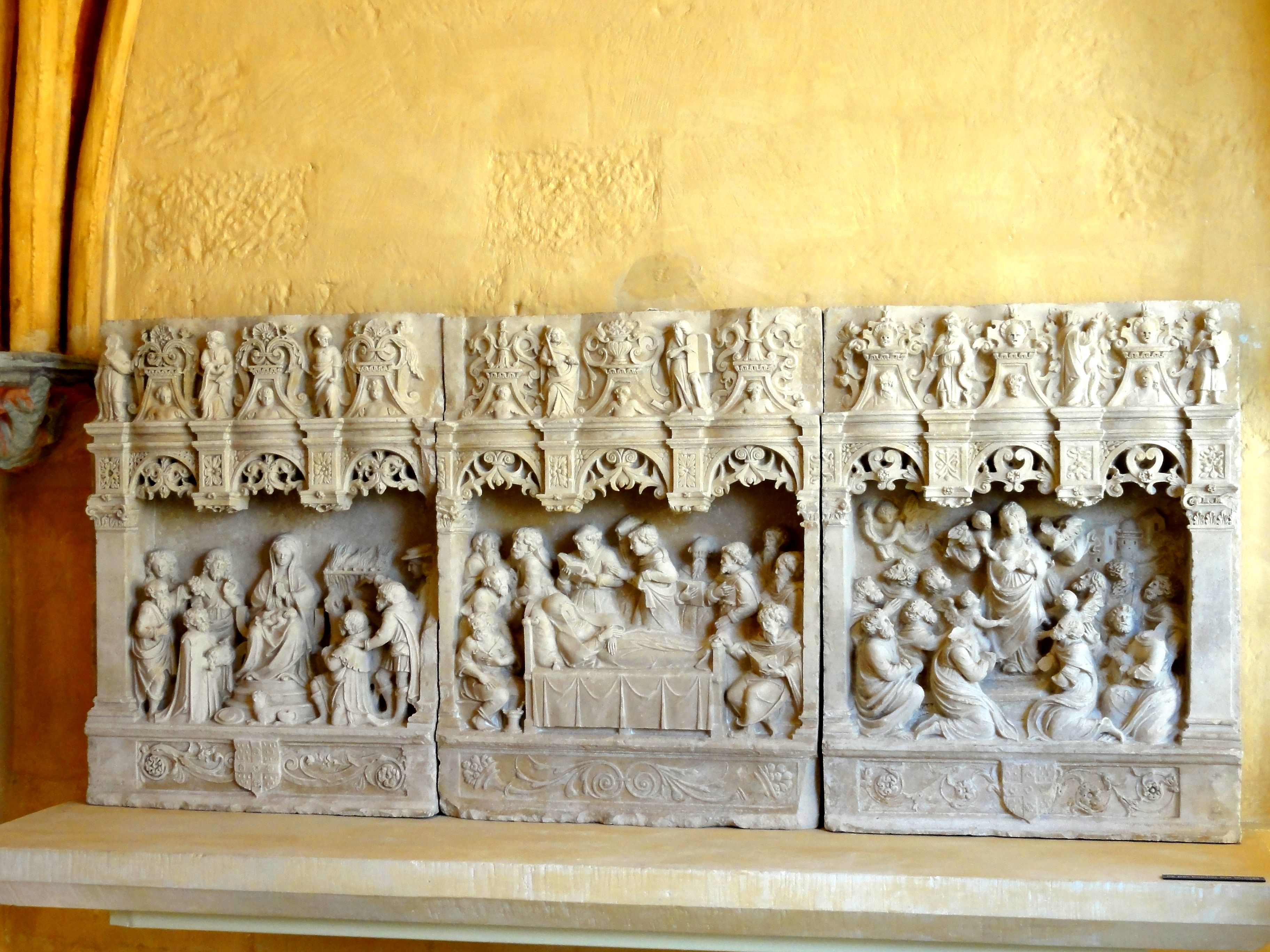
Retable de la Vierge, vers 1520 / 1540, aujourd'hui à ancienne abbaye Saint-Corneille de Compiègne.

Le rattachement du comté de Valois à la couronne en 1214 n'entraîne pas vraiment un revirement de la situation favorable du prieuré, mais le roi n'entretient pas non plus des liens privilégiés avec le prieuré Saint-Arnoul. Périodiquement, des conflits éclatent, comme par exemple en 1310, quand un différend entre le prieur de Saint-Arnoul et Charles de Valois à propos de droits de haute justice sur des localités des environs de Crépy est arbitré en faveur du roi. En revanche, la ville bénéficie de nombreux privilèges, et le prieuré profite indirectement de sa prospérité, qui perdure au moins jusqu'à l'éclatement de la guerre de Cent Ans. Elle se traduit par le nombre de moines, qui dépasse les vingt-huit prévus par la charte de fondation en 1289, et se maintient à trente-trois ou trente-quatre jusqu'en 1318, quand il descend à vingt-huit. En cette année, le nombre de convers se monte à trente-deux. À partir de 1335, le nombre de moines diminue progressivement, et atteint le minimum historique de douze en 1394. Beaucoup de bâtiments sont vétustes. La raison évidente est la chute spectaculaire des revenus, qui en 1374 ont diminué de deux tiers par rapport à la période de paix. Pour la dernière fois avant la fin de la guerre, des travaux de réparation sont encore signalés en 1410. La prise de Crépy par les Anglais en 1434 n'arrange pas la situation, et l'église est incendié (voir le chapitre ci-dessous). Seulement trois moines restent sur place, qui ne sont plus en mesure de vivre selon la règle de l'ordre. Le prieuré ne parvient plus de s'acquitter de la redevance annuelle de 200 livres envers l'abbaye-mère, et en 1435, le prieur Josserand se réfère au pape pour obtenir une remise de sa dette. Ce cas de figure se répète au cours des années suivantes, et les papes plaident la cause du prieuré, tels que Nicolas V en 1450. La restauration de la règle est attestée par un compte-rendu de visite de 1449, et le nombre de moins s'élève désormais à cinq, chiffre qui se maintient stable jusqu'à la fin du XVe ou au début du XVIe siècle. C'est en vain que le chapitre général de l'ordre demande des réparations et l'augmentation du nombre des moines. La situation se redresse assez tardivement, au second quart du XVIe siècle,.
Selon Louis Graves, le dernier prieur régulier est Guillaume Saisset, procureur général de l'ordre de Cluny, en 1400. Le régime de la commende n'étant généralisé qu'après la conclusion du Concordat de Bologne, le 18 août 1516, cette affirmation ne doit certainement pas être interprétée dans le sens que les prieurs suivants sont commendataires : il est plus vraisemblable que les conditions préalables à l'élection d'un prieur ne sont pas réunies. Le renseignement fourni par Éliane Vergnolle, que le deuxième prieur commendataire est Guillaume Duprat, entre 1522 et 1560, va dans le même sens. Ce prieur est ordonné évêque de Clermont en 1530, et ne réside certainement pas sur place, mais fait exécuter des stalles pour le chœur et offre un lutrin en forme d'aigle. Au mois d'avril 1578, le prieur Pierre Habert obtient des lettres patentes de Henri III, portant confirmation des privilèges du prieuré. Quelques personnalités illustres assument la charge du prieur commendataire au XVIIe siècle : Nicolas Charron, conseiller et aumônier du roi, en 1631 ; Gabriel de Boislève, ancien évêque d'Avranches, en 1657 ; Charles-Maurice Le Tellier, évêque futur archevêque de Reims, en 1678 ; le cardinal Guillaume-Egon de Fürstenberg, en 1681 ; et Louis de Courcillon de Dangeau, membre de l'Académie française, en 1697. Il reste cinq ou six moines au moment de la suppression du prieuré à la Révolution française. Au total, l'on recense soixante-cinq prieurs de 1008 jusqu'à la suppression du prieuré en 1791.

### L'évolution des bâtiments du prieuré

#### Introduction

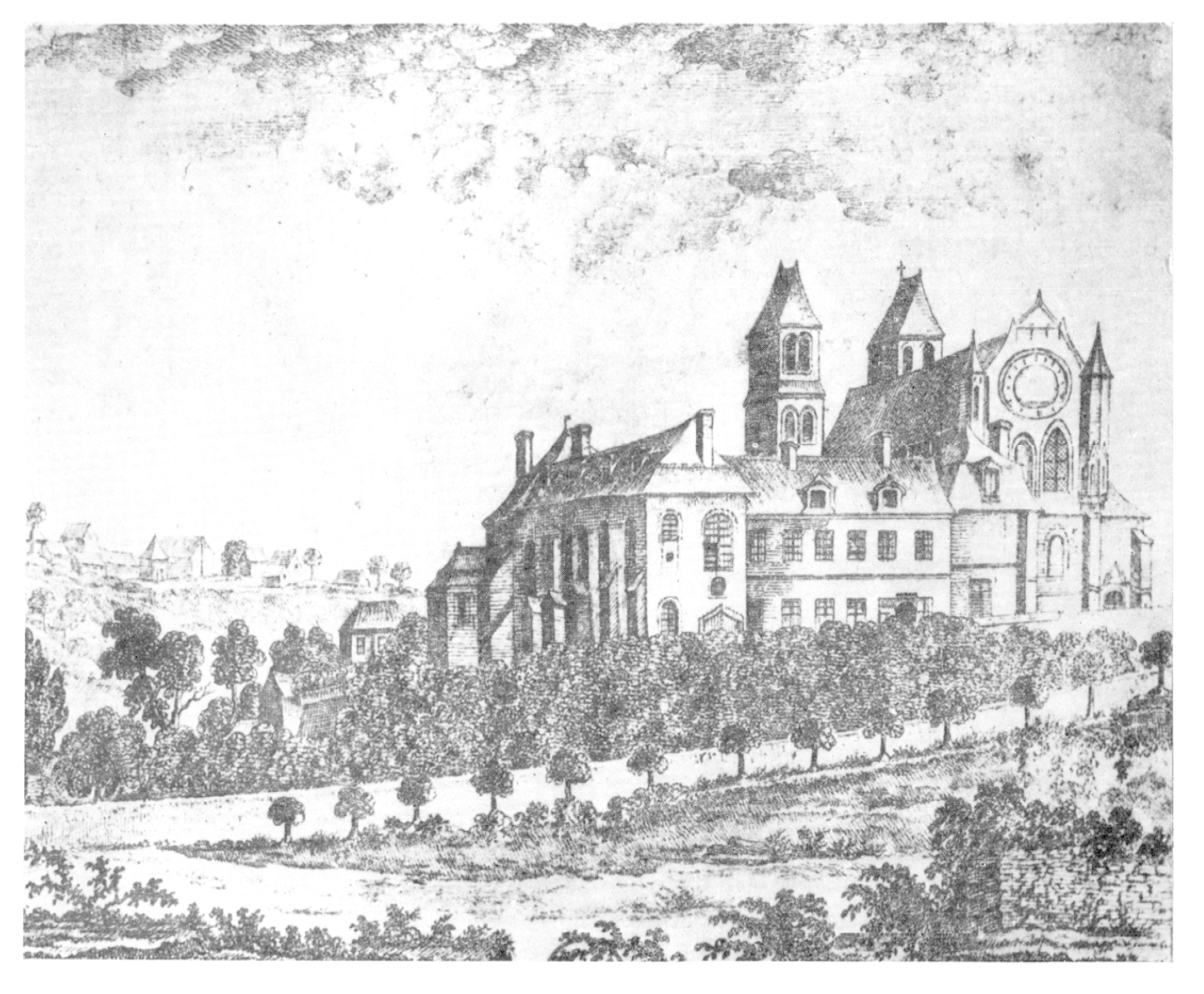
Vue depuis l'ouest en 1795, gravure de J.A.G. Boucher.

En 1983, Éliane Vergnolle a reconstitué l'évolution des bâtiments du prieuré en confrontant les résultats de l'analyse stylistique aux textes et aux rares documents iconographiques anciens. En 2002, Aurélien Gnat a fait un nouveau point sur l'état des connaissances en tenant compte des recherches archéologiques effectuées depuis la parution du premier article (voir la bibliographie). Ces travaux constituent les seules publications synthétiques sur le sujet depuis le début du XXe siècle. Quant aux auteurs du XIXe siècle, ils s'appuient pour l'essentiel sur les historiens du XVIIIe siècle, et restent beaucoup trop imprécis et évasifs ; aussi, ne connaissent-ils pas la totalité des vestiges crypte, qui ne sont dégagés qu'en 1964. Le cartulaire s'étant perdu, les principaux documents susceptibles de fournir des renseignements sont les comptes-rendus des visites effectuées régulièrement par l'abbaye-mère ; le nécrologe du prieuré ; le Gallia Christiana ; l'historiographie sur les comtes de Valois ; et les écrits de certains historiens du XVIIIe siècle, dont notamment l'abbé Claude Carlier et l'abbé Antoine Muldrac, qui ne sont pas très précis, mais ont l'avantage d'exploiter de nombreux documents d'archives aujourd'hui disparus. Les lacunes restent très importantes, et le prieuré ayant été en grande partie démolie, et jamais systématiquement fouillé, l'on ne peut plus prétendre à une étude systématique de l'histoire de l'église abbatiale, de la crypte, et des bâtiments conventuels médiévaux. La présentation partira donc des vestiges conservés en élévation, pour évoquer ensuite les transformations subies par les différents édifices dans la mesure qu'elles sont encore retraçables. Les recherches archéologiques depuis le milieu des années 1970 seront passées en revue dans un chapitre séparé (voir ci-dessous Les recherches archéologiques), et les vestiges du prieuré seront soumis à une description détaillée dans une autre section de l'article (voir Description).

#### L'église

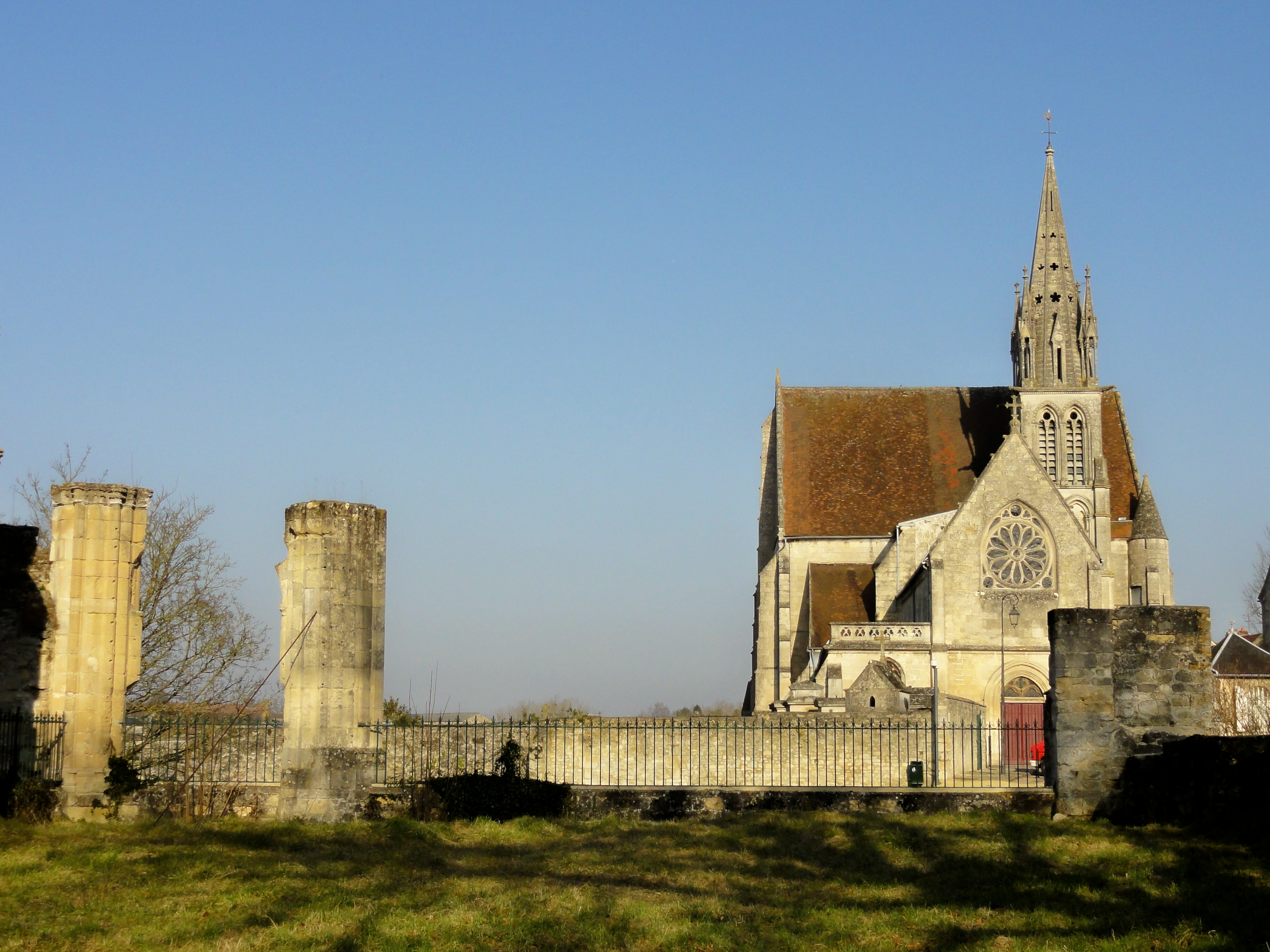
Piliers repris en sous-œuvre du clocher nord, et vue sur l'église Saint-Denis.

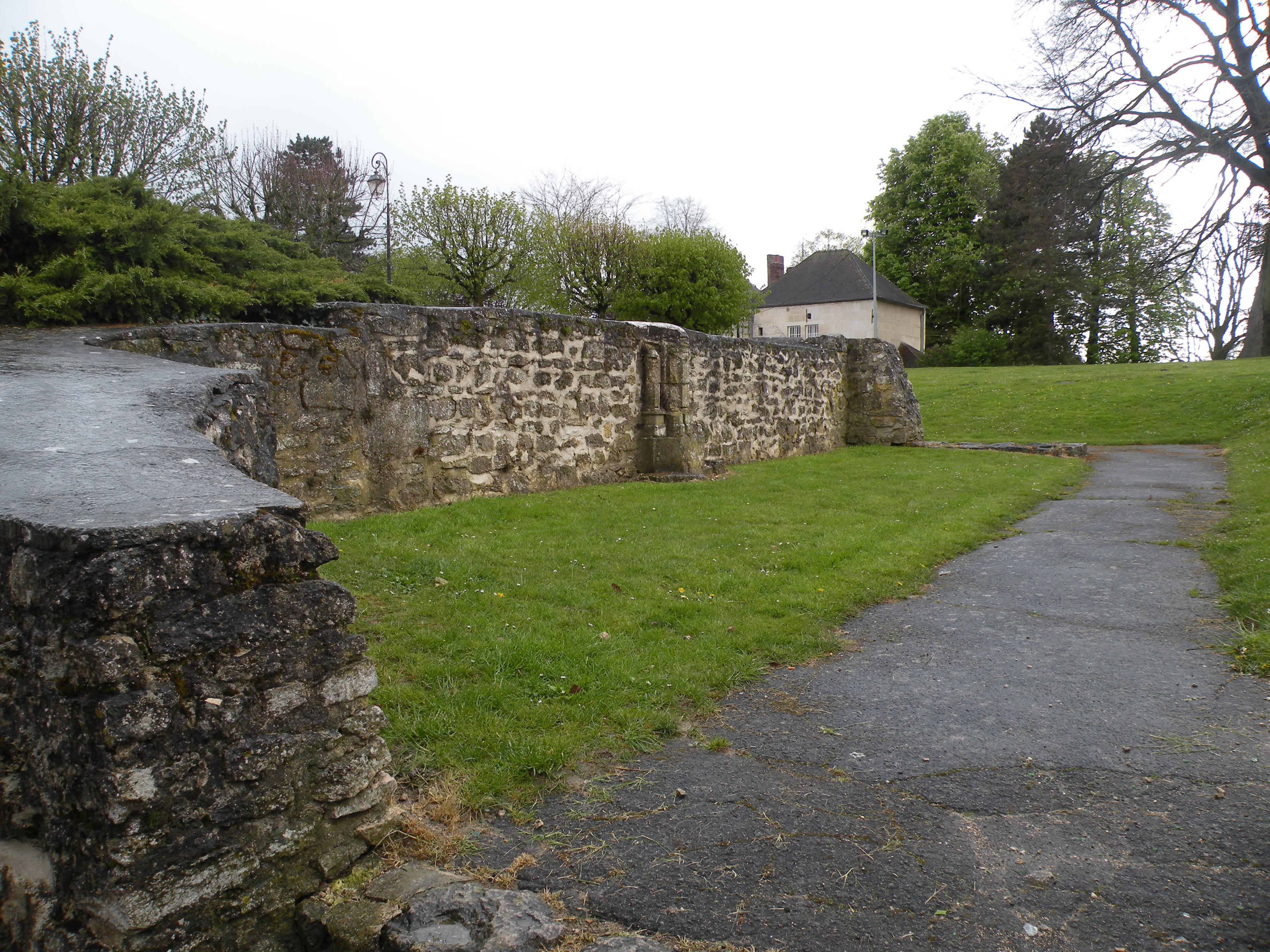
Vestiges du chœur côté sud, vue vers le sud-ouest - clocher et bas-côté sud ou chapelle latérale ?

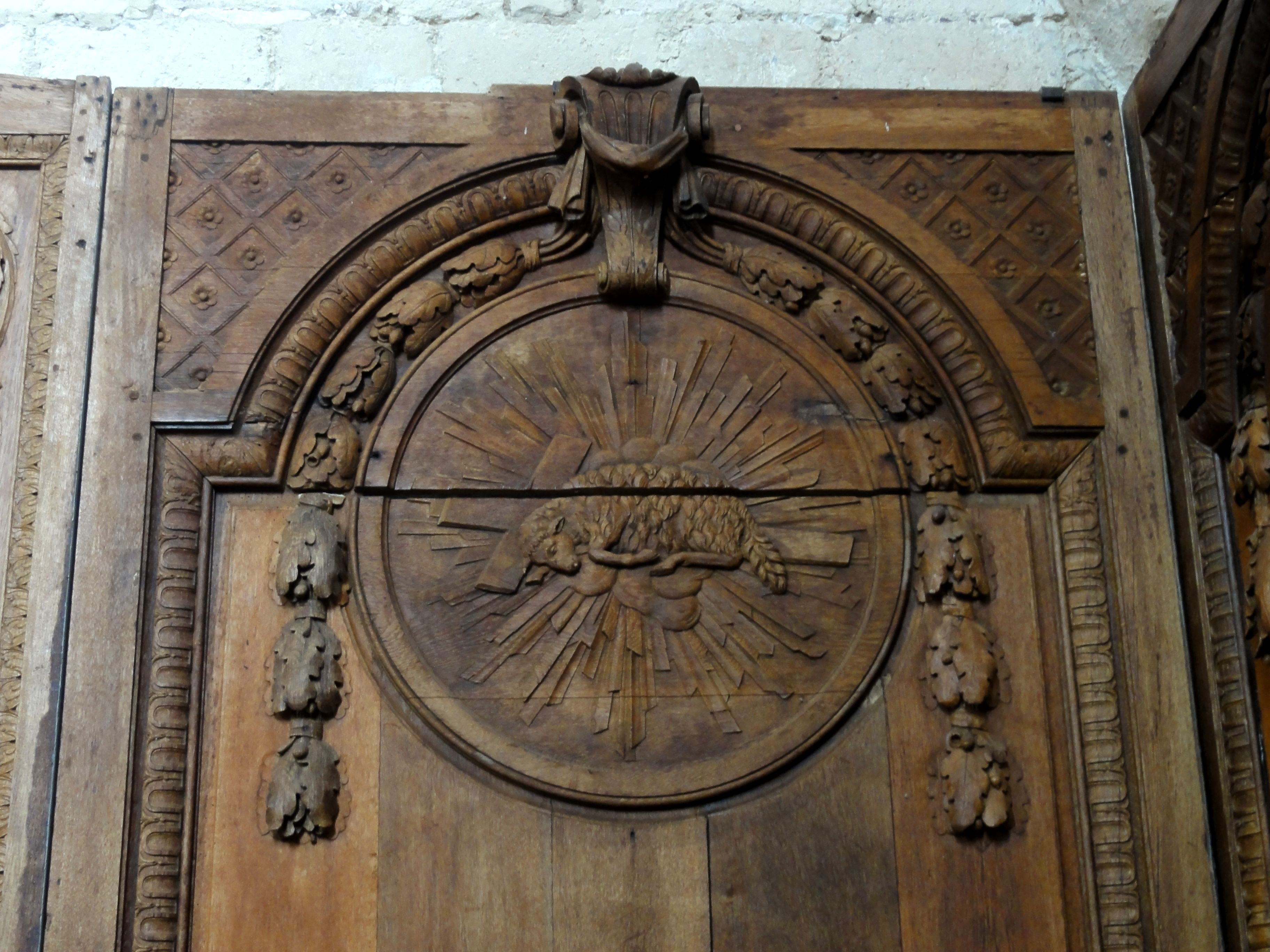
Exemple des boiseries du chœur, aujourd'hui au musée de l'Archerie et du Valois.

Le mur septentrional de l'église, soit le mur gouttereau du bas-côté nord, en même temps mur méridional de l'aile méridionale du cloître, pourrait remonter en partie au début du XIe siècle, comme le donnent à penser des portions de mur construites en petits moellons avec quelques assises en opus spicatum (visibles depuis le cloître). L'on peut situer la construction de l'église dans le contexte de la fondation de l'abbaye, en remplacement du chapitre de la collégiale, par Gautier le Blanc en 1008, et de l'abbatiat de Gérard, qui quitta Crépy pour l'abbaye de Fontenelle en 1027. Mais ce ne fut que sous ses successeurs Lescelin (1027-1031) et Hugues (1031-1065) que l'œuvre s'acheva. L'on sait par l'étude des sources que l'église fut remaniée pendant la seconde moitié du XIIe siècle, et que les parties hautes furent entièrement reconstruites à partir des grandes arcades, sous le prieur Nicolas (1252-1264). Les archives sont riches en renseignements sur les multiples travaux et les acquisitions de mobilier aux XVIIe et XVIIIe siècles, mais pratiquement plus aucune trace n'en est visible sur place : transformation de certaines fenêtres de l'église en 1601 ; restauration des clochers du chevet et de la façade occidentale avec ses deux petits clochers en encorbellement et sa grande rosace en 1637 ; réfection du portail méridional « à grandes figures » peu avant 1648 ; exécution d'un autel et d'un retable en pierre pour la chapelle Sainte-Marguerite ; réparation de la couverture de la nef, du chœur et du collatéral sud la même année ; réfection du pignon occidental et du lambris de l'église en 1684 ; réparation des vitraux et des réseaux des fenêtres de la nef en 1701, de la toiture et des vitraux encore en 1712. En 1723 encore, le pavement de l'église et une partie de sa charpente furent refaits, le portail occidental repris et le mur de l'église, du côté de la chapelle Sainte-Marguerite, partiellement reconstruit, tandis que dans la chapelle Saint-Sébastien, deux piliers soutenant la voûte furent repris. — L'on ignore à quel moment la nef fut démolie, et par quelles étapes. Louis Graves écrit en 1843 qu'il n'en reste plus rien, mais il a vraisemblablement été induit en erreur par un mauvais renseignement, et n'a pas vérifié sur place. En effet, pendant les années 1860, quand le Dr Alfred Bourgeois se mit à décrire les monuments de la ville, les vestiges de l'église paraissaient encore assez significatifs. À une période indéterminée du XIXe siècle, une maison fut construite contre le mur qui ferma l'arc-doubleau vers le chœur après la ruine de ce dernier (voir ci-dessous), et une grange, contre le mur du bas-côté nord, dans l'angle avec la façade. Ces bâtiments furent démolis en novembre 1964, et avec eux, tout ce qui pouvait encore rester du mur méridional du bas-côté sud.
L'église abbatiale était dépourvue de transept. Le chœur était muni de deux collatéraux, dont la première travée de chacun servait de base à un clocher carré de la période romane. En se basant sur des gravures anciennes, Dominique Vermand estime que ces clochers ressemblaient aux deux tours de chevet de Morienval. À partir de la deuxième travée, le chœur était fondé sur la crypte, et ses piliers étaient implantés directement au-dessus de ceux de la crypte. Au cours des années 1340, le prieur Jean de Santanay fit entreprendre d'importants travaux : reprise en sous-œuvre des piliers de la tour du nord (dont trois subsistent encore), et reconstruction totale de la partie du chœur situé au-dessus de la crypte. Les travaux portaient également sur la réfection du mur septentrional, et furent apparemment achevés en 1357. Au XVe siècle, pendant la guerre de Cent Ans, en 1431 selon Louis Graves, le chœur et la chapelle Sainte-Marguerite furent incendiés par les Anglais, et furent tellement endommagés que les murs tombèrent tout seul. La chapelle Sainte-Marguerite, qui semble correspondre au collatéral à l'est de la tour septentrionale, contenait les tombes des anciens comtes de Crépy. Le vocable fut transféré vers un autre autel. Les tombes furent laissées à l'abandon à partir du XVIIe siècle, sauf le mausolée du comte Simon. Le prieuré fut rénové pendant la première moitié du XVIe siècle, mais le chœur ne fut apparemment jamais reconstruit, et l'on se contenta apparemment de fermer l'arc-doubleau au-dessus du mur occidental de la crypte, ainsi que les doubleaux orientaux des bases des deux clochers, par des murs. De la sorte, l'église se terminait désormais par un chevet plat après la première travée du chœur et des collatéraux. Les clochers furent démolis après la Révolution, et comme déjà signalé, une maison fut construite contre l'ancien chevet au cours du XIXe siècle. Elle a été démolie en novembre 1964, et avec elle, le mur de clôture, qui datait tout de même du milieu du XIVe siècle, et selon les clichés d'époque publiés par Aurélien Gnat, même les parties basses de la tour sud et les allèges du mur méridional du bas-côté sud. Abstraction faite de la crypte, tout ce qui subsiste du chœur sont donc trois piliers du clocher nord refaits entre 1340 et 1357, et les fondations des deux clochers. Le site ayant été déblayé à la pelle mécanique entre novembre 1964 et février 1965, il n'est aujourd'hui plus possible de reconstituer la configuration exacte du chevet, d'autant plus que les témoignages anciens sont assez confus et ne concordent pas,,,.

#### La crypte

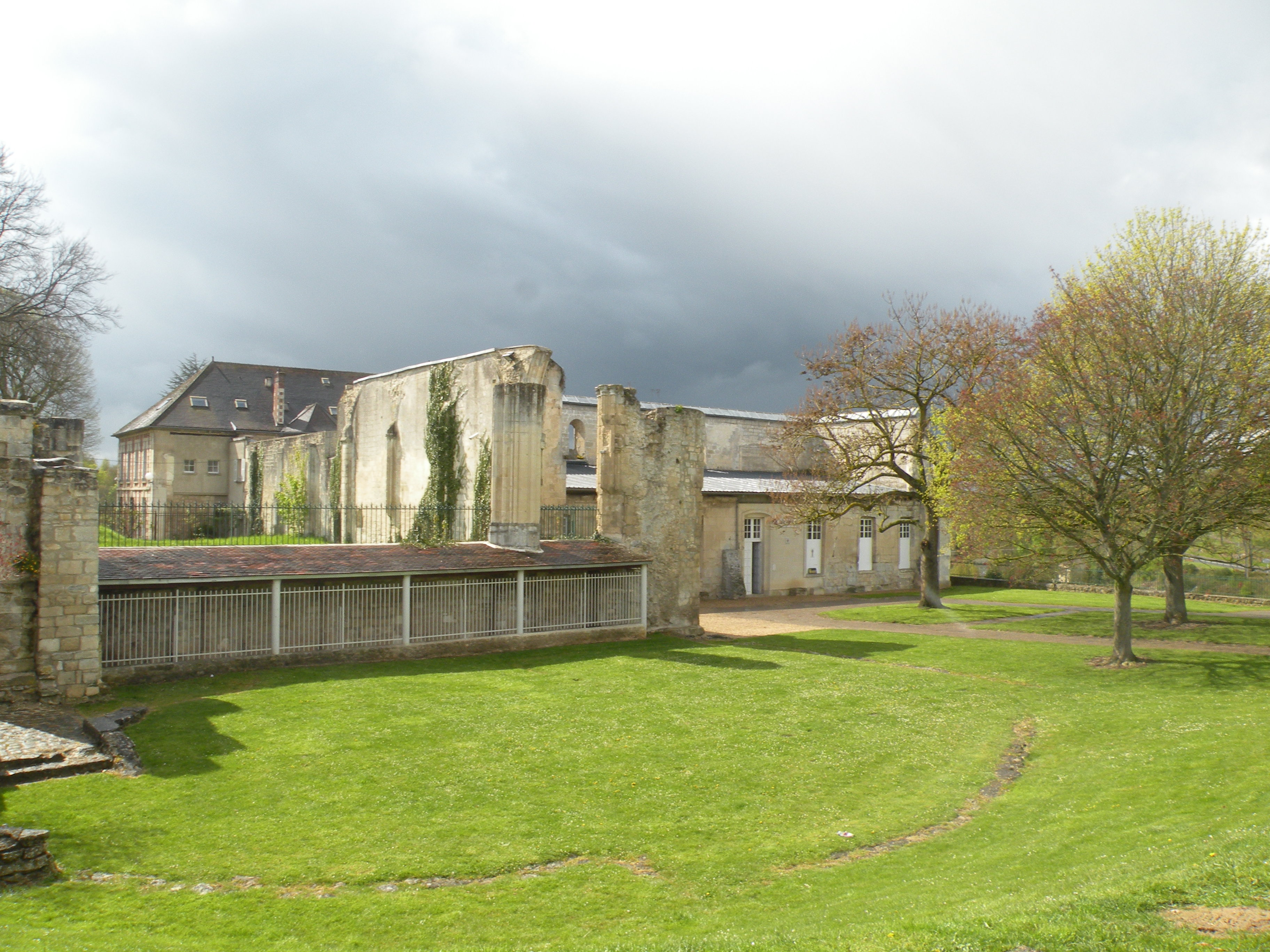
Emprise de la crypte, vue vers le nord-ouest. Le rapport du muret enterré au premier plan avec l'église n'est pas établi.

La crypte sous le chœur de l'église peut être datée, par les textes et par l'analyse archéologique, du temps du premier prieur Étienne (1080 – vers 1103). Seul le mur occidental et la première travée du mur méridional en subsistent. La configuration des supports indique qu'elle s'organisait en un vaisseau central accompagné de deux bas-côtés. Sachant que l'abbaye fut donnée à l'ordre de Cluny en 1076 par le comte Simon, qui dota Saint-Arnoul de nouveaux biens, l'on doit penser que la construction de la crypte fut motivée par cette donation. La translation des reliques dans une nouvelle châsse en 1103 marqua sans doute la fin des travaux. Selon les connaissances actuelles, la crypte fut déjà abandonnée vers 1340, quand l'on s'apprêtait à reconstruire le chœur : en effet, le sol du chœur se situait proche des tailloirs des chapiteaux de la crypte, et en dessous du sommet des voûtes, quelle que fût leur nature. À moins que les voûtes ne furent remplacées par de grandes dalles, l'intérieur de la crypte a dû être remblayé, et quand les premiers historiens amateurs s'y intéressèrent au XIXe siècle, seulement quelques-uns des chapiteaux étaient visibles. En novembre 1964, le projet d'aménagement d'un jardin municipal motiva le déblaiement du site du chevet à la pelle mécanique. L'on évacua la terre mêlée à des débris de destruction, et démolit un mur de renfort qui se superposait au mur occidental de la crypte. Ainsi, l'on découvrit les vestiges de la crypte dans leur totalité. Afin de les protéger des intempéries, l'on bâtit un auvent en ciment armé recouvert de tuiles, en excluant toutefois le premier pilier intermédiaire du mur sud. Encore bien conservé en 1982, son chapiteau est considéré comme perdu en 2002. L'on mit également au jour les fondations d'un petit édifice de six travées, d'abord apprécié comme antérieur à la crypte, puis identifié comme postérieur à la démolition du chœur au milieu du XVe siècle lors des fouilles en 1998. L'intervention de 1964-1965 étant dirigée par les services techniques municipaux, sans le concours du service des Monuments historiques ou d'un archéologue, de nombreux vestiges archéologiques ont été anéantis, et la topographie du terrain a été bouleversée,. Plus récemment, à l'issue des dernières fouilles, les fondations de l'édifice de six travées ont été enterrées à des fins conservatoires.
Dans le contexte de l'exploitation des résultats des sondages menés en 1980 sur l'emprise de l'église, Philippe Racinet considère dans un premier temps la crypte comme le chœur de l'église, tout en reconnaissant que son sol se situe à plus de trois mètres en dessous du niveau de la nef, puis admet qu'il pouvait bien s'agir d'une crypte. Étant frappé par la faible hauteur des piliers, il conclut que la crypte aurait été arasée lors de la première reconstruction de l'église. L'auteur ne se rend ici pas compte que la crypte appartient déjà à la deuxième grande campagne de construction, et qu'il n'y a pas eu plusieurs églises successives, mais que l'ensemble des reconstructions ne portaient que sur certaines parties. Éliane Vergnolle commente ainsi l'interprétation des données par Philippe Racinet : « La conclusion de l'auteur visant à restituer trois édifices successifs (en tenant compte du sol de la crypte comme de celui d'une église haute) est d'autant moins recevable que l'existence de ces trois campagnes de construction est envisagée en dehors de toute réelle analyse archéologique des vestiges conservés, et sans référence aux textes : ainsi l'auteur semble-t-il ignorer tout ce qui s'est passé à Saint-Arnoul avant le rattachement à Cluny ; sa restitution d'une première église — restitution qui relève d'ailleurs de la pure fiction — est placée dans un passé indéterminé (début du XIe siècle) tandis qu'une reconstruction générale est attribuée au XIIe siècle et une autre à la fin du XIIIe siècle ».

#### Les bâtiments conventuels

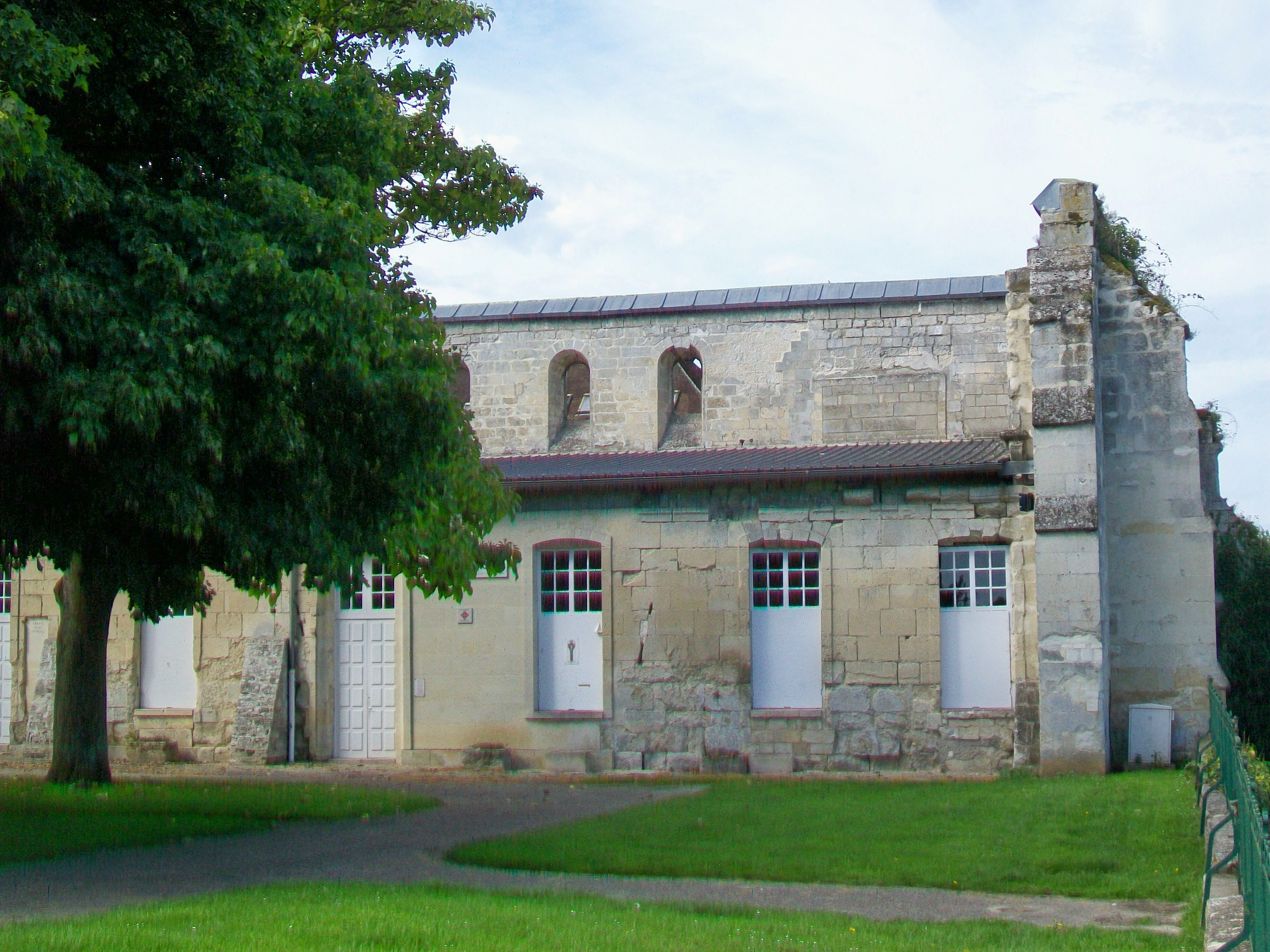
Aile orientale des bâtiments conventuels, façade de 1727.

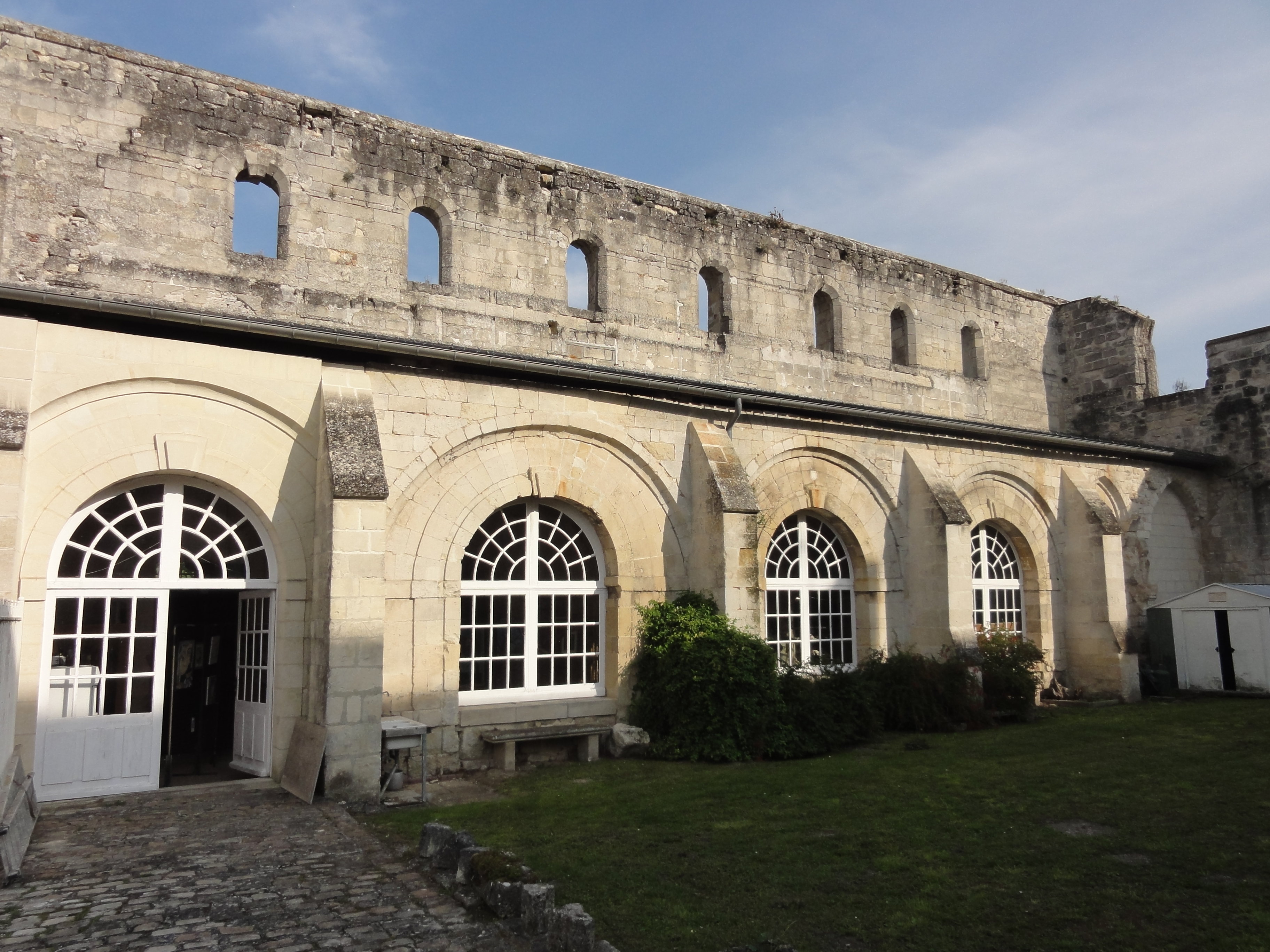
Galerie orientale du cloître, façade de 1727.

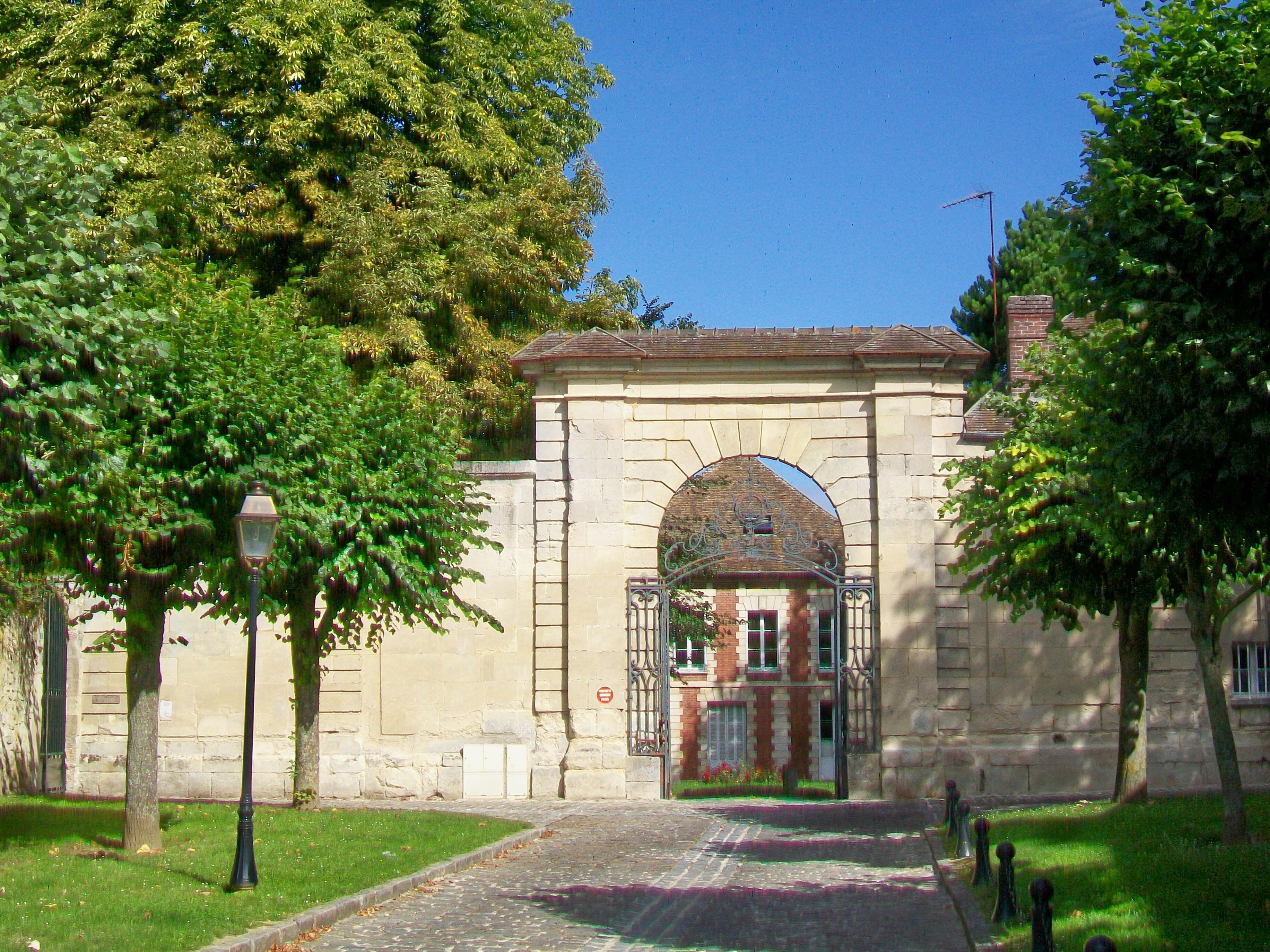
Portail extérieur de la cour du nouveau logis du prieur.

Le chauffoir, soit la dernière des deux petites salles desservies par la galerie orientale du cloître, peut être daté de la première période gothique, et selon Éliane Vergnolle, plus précisément des années 1175-1180 grâce à sa modénature et la sculpture de ses chapiteaux. Aurélien Gnat signale des travaux de reconstruction sous le priorat de Thibaud de Vermandois, qui dure de 1160 à 1176, et qui porteraient probablement sur les bâtiments conventuels. Pour concilier les deux hypothèses, l'on pourrait retenir le début ou le milieu des années 1170. Les auteurs ne s'attardent pas sur le parloir, soit la première des deux petites salles, entre le chauffoir et la salle capitulaire. Cette grande salle, les colonnettes et chapiteaux de l'arcade et des deux baies la séparant de la galerie orientale du cloître paraissent dater des années 1220-1230. Éliane Vergnolle rattache les voûtes de la galerie orientale du cloître à la même campagne, mais les culs-de-lampe engagés dans le mur est, devant le parloir et le chauffoir, s'apparentent à ceux qui sont engagés dans le mur de la galerie méridionale du cloître, et que la même auteure date des années 1250. Les clés de voûte « tournantes » (suggérant un mouvement de rotation) sont également d'un style plus tardif que celles de la salle capitulaire, bien que tout à fait compatibles avec l'époque de cette dernière. Mais les deux salles ainsi que la galerie remplacent de toute évidence un édifice de la première moitié du XIIe siècle. Peut-être les arcs-doubleaux sculptés de bâtons brisés de l'arcade et des deux baies mentionnées subsistent de cette époque. Plus difficiles à étudier sont les deux niveaux de salles adossées au rempart de la ville, au nord du cloître. Il n'en reste que les murs extérieurs. Les différents vestiges encore debout proviennent de plusieurs campagnes de construction entre le XIe et le XIIe siècle,.
En 1667/68, un grand escalier fut construit pour desservir l'étage des bâtiments monastiques. La chapelle de la Vierge, qui était accolée à l'église et à la salle capitulaire du côté est, et se trouvait déjà en mauvais état, fut munie de deux étages de « chambres ». Par conséquent, soixante ans plus tard, en 1727, la chapelle menaça l'effondrement, et dut être démolie. C'est à cette occasion que l'on donna à l'aile orientale sa façade actuelle, par laquelle l'on entre aujourd'hui dans les parties du prieuré ouvertes à la visite. Toujours dans le contexte des travaux de 1727, l'on refit les trois arcades de la galerie orientale du cloître, sans toucher toutefois aux supports des voûtes. L'aile occidentale du cloître et le bâtiment conventuel attenant furent démolis peu avant 1759, date de construction du nouveau logis du prieur.
Après la suppression du prieuré, les bâtiments furent divisés en deux lots, et vendus comme Bien national aux sieurs Gatté et Maurice, le 7 pluviôse an V. Le 8 fructidor an VIII, l'aile orientale fut  rachetée par un ancien prêtre, Alizet dit Lorangé, qui y établit un pensionnat. Cette utilisation se poursuivit jusqu'à la Seconde Guerre mondiale, et sauva cette partie du prieuré de la destruction. L'inscription au titre des monuments historiques intervint par arrêté du 24 février 1943. Laissées à l'abandon pendant plus vingt ans, l'aile orientale du cloître et les deux salles attenantes furent néanmoins promises à une rapide démolition en 1964. Plusieurs voûtes s'étaient déjà effondrées. Le sauvetage n'intervient qu’in extremis par les membres de l’Association pour la restauration et l'animation de Saint-Arnoul. Aurélien Gnat retrace les travaux entrepris hâtivement : « Tous les espaces intérieurs sont déblayés et le plus souvent surcreusés, détruisant encore une fois les niveaux archéologiques, afin de faciliter la pose des étais de soutien des voûtes. Les nombreuses cloisons modernes et contemporaines qui redistribuaient les espaces médiévaux originels sont détruites en fonction d'appréciations parfois très aléatoires. Ainsi, certaines réparations s'apparenteront parfois à de véritables reconstructions […] : l'ouverture ogivale menant à la galerie nord du cloître disparue est mise à bas et reconstruite sur le modèle des trois autres ainsi que le centre de la façade afin de fermer la salle dite « du parloir ». Tout cet ensemble sera enfin couvert d'une charpente faite de bois et de tôles métalliques ».

### Les recherches archéologiques

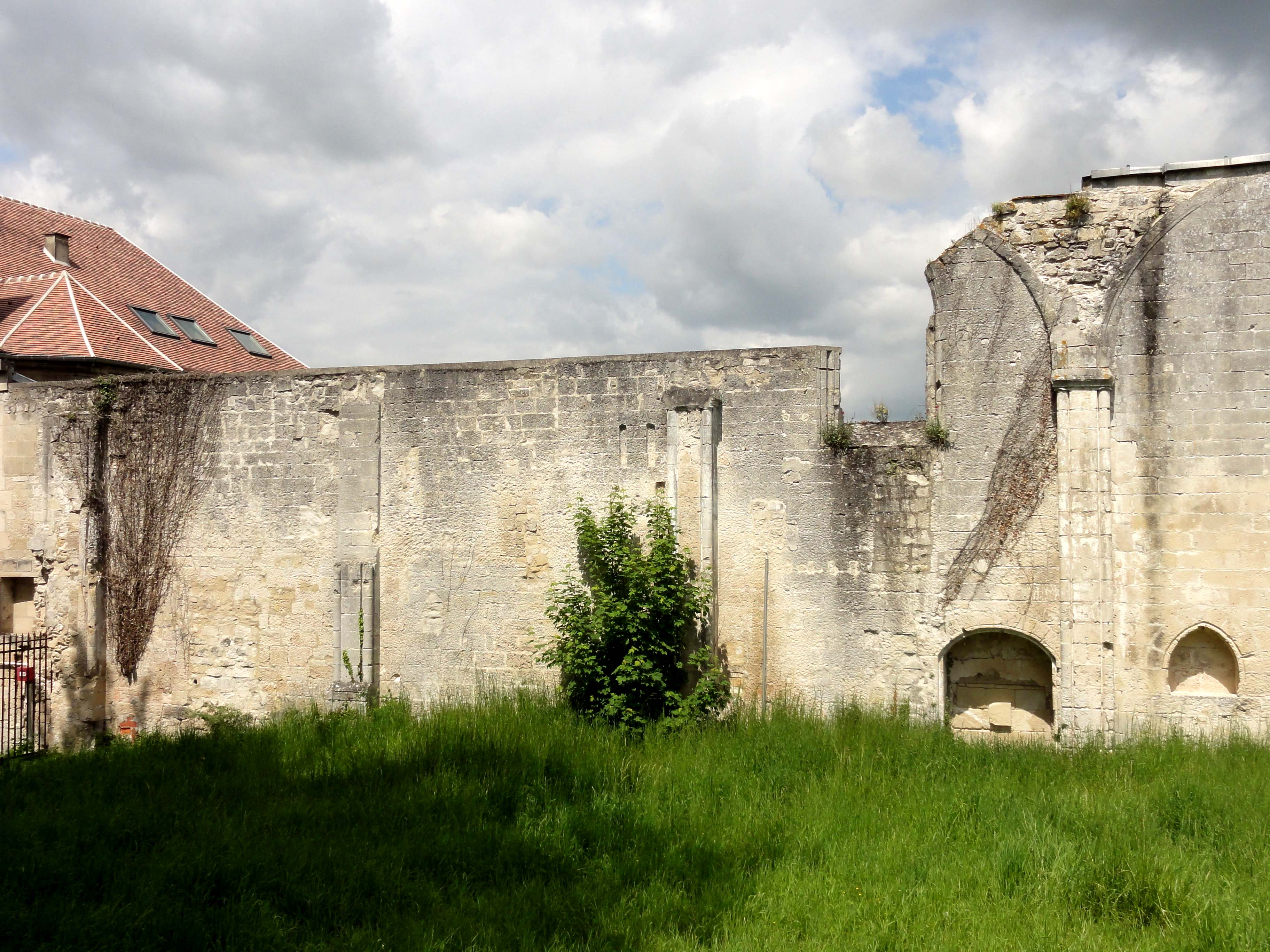
Ruine de l'église abbatiale, mur du bas-côté nord, 2e-4e travées.

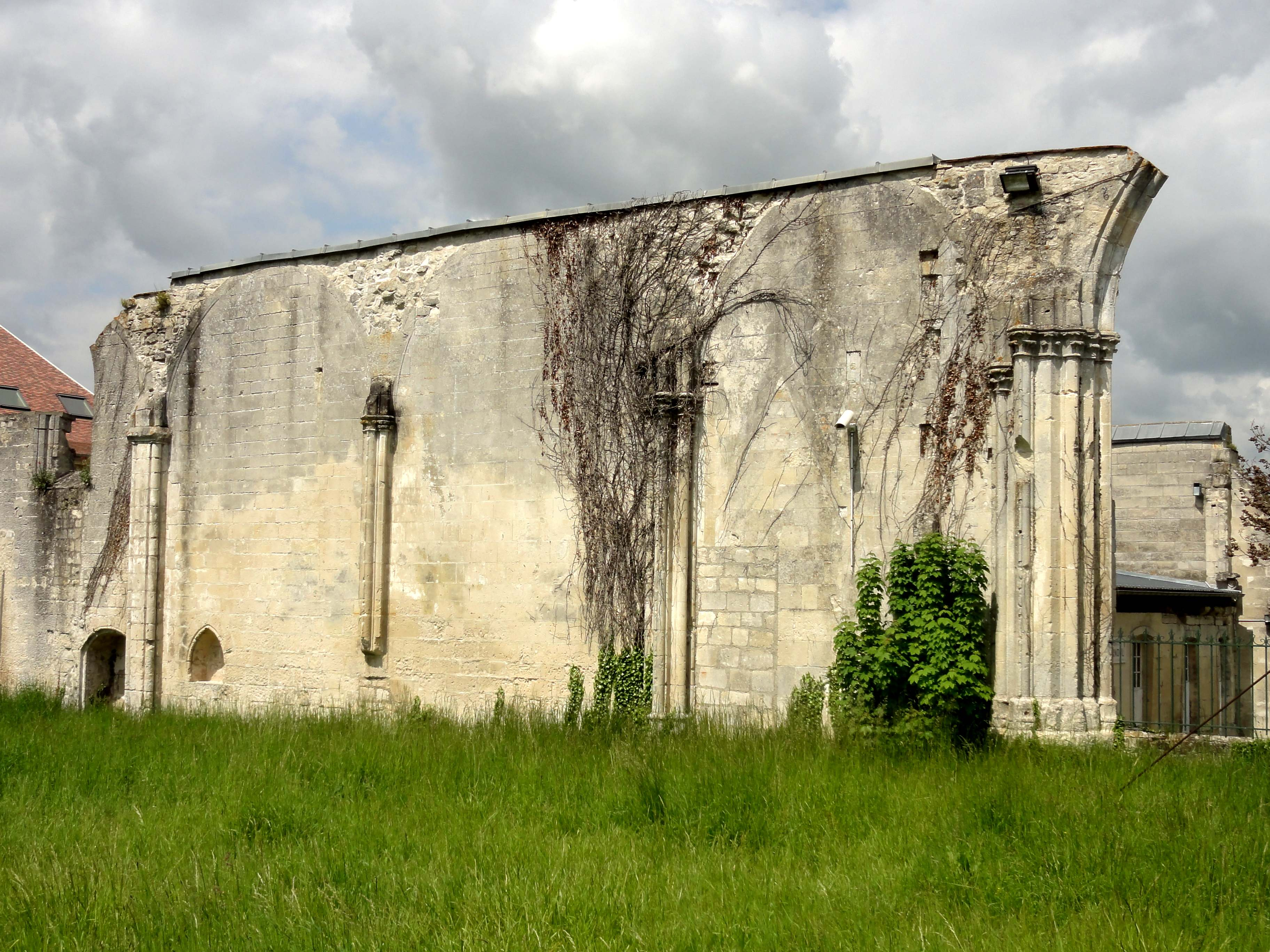
Ruine de l'église abbatiale, mur du bas-côté nord, 5e-7e travées.

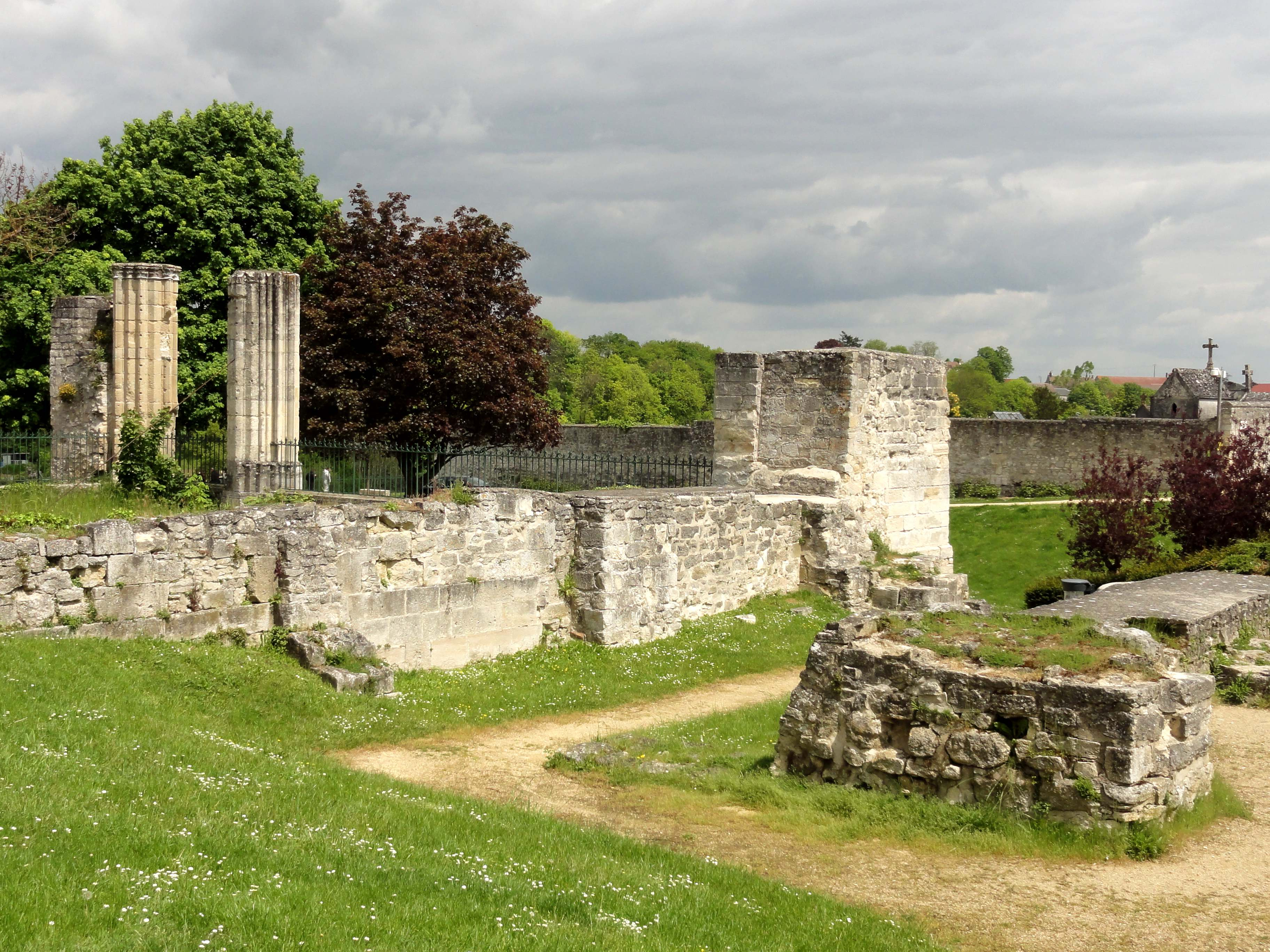
Structure au sud de la 7e et 8e travées, vue vers le nord-est.

Aucun plan du prieuré du temps de l'Ancien Régime ou de la Révolution française n'étant connu, ni aucun relevé des bâtiments avant leur destruction, l'exploration archéologique apparaît comme le seul moyen pour identifier les indices susceptibles de permettre une reconstitution de l'ensemble, et éventuellement, définir les différentes campagnes de construction. En dépit de l'intérêt exceptionnel du site, seulement quelques fouilles sauvages ont lieu avant les travaux entre novembre 1964 et mars 1965. Or, ces travaux vont de pair avec la démolition de la plupart des vestiges médiévaux encore debout, et l'effacement du contexte archéologique de la plupart des vestiges au sol, à plus forte raison sur le site du crypte et du chœur. Selon Aurélien Gnat, « c'est, avec les démolitions post-révolutionnaires, la deuxième catastrophe archéologique qui frappa cet ensemble monastique ». Un petit nombre d'habitants s'émeuvent de ces ravages, et fondent l'Association pour la restauration et l'animation de Saint-Arnoul, qui prend en charge la restauration et l'entretien de l'ancien monastère dès le printemps 1965. Comme déjà signalé dans le contexte des bâtiments conventuels, la démarche adoptée est toutefois loin d'être exemplaire. La recherche archéologique sérieuse ne commence qu'en juillet 1975, quand Jean-Luc François et Jean-Marie Tomasini effectuent un sondage à l'intérieur du salle capitulaire, près du mur méridional. Il permet de connaître la nature du sol d'origine, et de reconstruire par la suite le banc de pierre à deux niveaux qui allait jadis tout autour de la salle. En décembre 1976, la même équipe met au jour les fondations d'un mur parallèle à la façade occidentale de l'église. La première campagne de fouilles plus importante est entreprise par Philippe Racinet et Jean-Marie Tomasini en juillet et août 1980. L'objectif est de retrouver le plan de l'église. Concrètement, quatre sondages sont effectués, au sud de l'arcade ayant relié le bas-côté nord à la galerie sud du cloître ; dans l'avant-dernière travée de la nef ; dans la première travée du chœur, immédiatement devant la crypte ; et dans la base du clocher sud, où l'on découvre les vestiges de l'un des deux escaliers desservant la crypte. Il avait été bloqué par des blocs de pierre grossièrement équarris. Éliane Vergnolle épingle les conclusions erronées publiées par Philippe Racinet (voir ci-dessus). Ce que l'on peut néanmoins retenir, est que le sol supérieur s'élève vers l'est et que le sol inférieur semble antérieur à l'implantation des supports du XIVe siècle conservés dans le collatéral et à l'entrée du chœur.
Un programme de recherches pluridisciplinaire sous la direction du Laboratoire d'archéologie de l'Université de Picardie débute en 1997. Il s'échelonne sur neuf ans, et vise à la mise en place d'une chronologie précise pour les différentes composantes du prieuré, et au-delà, à une étude de la pierre avec les différents lieux d'extraction, et une étude fine des mortiers et des couches d'enduits et picturales pour l'ensemble du bâti médiéval du Valois. Au départ, l'on ambitionne une fouille quasi exhaustive de l'ensemble monastique. Dans les faits, seulement trois campagnes de sondages sont effectivement mises en œuvre, qui portent sur le secteur à l'est du mur occidental de la crypte, et sur l'angle entre l'aile orientale des bâtiments conventuels et le mur septentrional de l'église. En 1998 et 1999, l'on s'intéresse au bâtiment rectangulaire de six travées édifié sur l'emprise du chœur après sa destruction. L'on constate que tout son sol a disparu, et qu'il n'y a pas de piliers engagés, ce qui laisse le choix entre un plafond charpenté ou une voûte retombant sur des culs-de-lampe. Un puits d'extraction antérieur est retrouvé dans son angle nord-est. La vocation du bâtiment n'est pas identifiée. En 2000, l'on s'attaque à deux zones à la fois, à l'est du muret apparent au tracé semi-circulaire irrégulier, et dans l'angle entre la salle capitulaire et l'église. Sur la première zone, l'on met au jour six sépultures et des substructions sans lien évident avec le prieuré. Sur la deuxième zone, l'on découvre les vestiges d'un escalier desservant soit le premier étage du clocher nord, soit celui de la chapelle de la Vierge, ainsi que des vestiges de cette chapelle démolie en 1728. Le diagnostic est confirmé par les clichés de la maison démolie fin 1964, dont le mur septentrional comportait les arrachements de deux arcs formerets. À partir de 2001, le programme se focalise sur l'archéologie du bâti, et en premier lieu, sur les restes conservés en élévation de la crypte. Du fait de l'hypothèse de Philippe Racinet, qui considère l'architecture de la crypte comme incohérente, l'on se croit obligé de vérifier si les chapiteaux ne constituent pas des réemplois, et il s'avère qu'ils occupent bien leur emplacement d'origine. L'on trouve aussi les indices du comblement de la crypte, peut-être dès la fin du XIIIe siècle, et des traces de reparementage sur le mur méridional de la crypte, qui concernent uniquement l'arc d'inscription d'une ancienne voûte. Aurélie Gnat veut y voire un tracé en arc brisé, et conclut à une voûte d'arêtes puisqu'il n'y a pas le moindre arrachement. L'auteur ne se rend ici pas compte que les arcs en tiers-point ne sont pas attestés dans la région avant le second quart du XIIe siècle, et que si sa conclusion s'avère juste, ceci sous-entend un revoûtement à une période indéterminée.

## Description

### Aperçu général

Plan de l'ancienne abbaye.

L'église priorale n'est pas parfaitement orientée, et son axe dévie légèrement vers le nord-est du côté du chevet. L'église paroissiale Saint-Denis, qui lui fait face à l'est, suit exactement la même orientation. Dans les deux cas, la raison semble assez évidente : les deux édifices sont parallèles à la muraille de la ville, qui surplombe la vallée. La muraille actuelle, en fait le mur de soutènement du cimetière et de l'espace vert à l'est du prieuré, est certainement moderne, mais l'aile nord des bâtiments conventuels est réputée englober l'enceinte médiévale, et suit elle aussi la même orientation. L'ordonnancement des bâtiments du prieuré est donc basé sur cette ligne, et tous ses bâtiments sont parallèles ou perpendiculaires à celle-ci. Malgré son importance, avec un effectif prévu de vingt-huit moines, le cloître et les bâtiments conventuels sont de dimensions assez modestes, alors que l'église priorale était un édifice très imposant de soixante-dix mètres de longueur, qui dépassait de loin l'église Saint-Denis et même la collégiale Saint-Thomas, qui atteignait quarante mètres de longueur. Les dimensions de l'église étaient tout à fait comparables avec l'église de Saint-Leu-d'Esserent, également clunisienne, qui mesure soixante et onze mètres de longueur, et partage avec Saint-Arnoul (et Morienval) les deux tours de chevet.
La configuration du chœur est inconnue. La nef était basilicale, et comportait sept travées, sans compter celle comprise entre les deux tours. La galerie sud du cloître n'était pas directement accolée au bas-côté nord de l'église : un étroit bâtiment, peut-être sans étage, s'insérait entre les deux. Il devait comporter la sacristie. La galerie orientale du cloître, la seule conservée, compte cinq travées, dont la première et la dernière correspondaient à la dernière travée des galeries nord et sud. Il n'y avait donc que trois arcades donnant sur le jardin du cloître. La galerie orientale dessert la salle capitulaire, qui a six travées réparties sur deux vaisseaux, et le parloir et le chauffoir, qui sont carrés, et comptent quatre travées chacun. L'étage ne subsiste plus. Il aurait abrité le dortoir, la chambre du prieur, et probablement la bibliothèque. L'aile septentrionale, à présent éventrée, contenait notamment le réfectoire au rez-de-chaussée, et sans doute la cuisine, à l'angle nord-ouest, où se trouve une salle dite « du four » en raison des vestiges que l'on y voit. Hormis cette salle, l'aile occidentale, pratiquement disparue, comportait notamment l'hôtellerie et l'infirmerie. Le cellier était située sous l'ensemble de l'aile septentrionale, et desservie par une galerie voûtée en berceau, dont le début, côté est, subsiste encore, ainsi qu'un escalier depuis le chauffoir. Le logis du prieur, dit « Le Corandon », a été édifié à l'emplacement d'une partie de l'aile occidentale et sur un terrain acquis en 1269, et entièrement rebâti en 1759. Cet édifice, de l'aspect d'un hôtel particulier de l'époque, est toujours en place.

### Ruine de l'église abbatiale

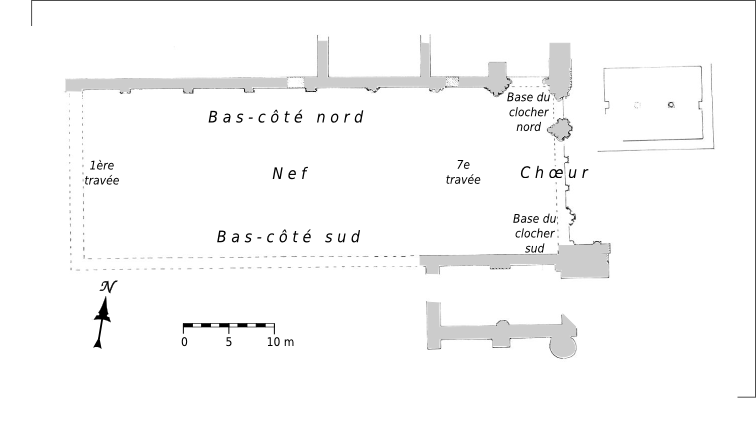
Plan des vestiges de l'église.

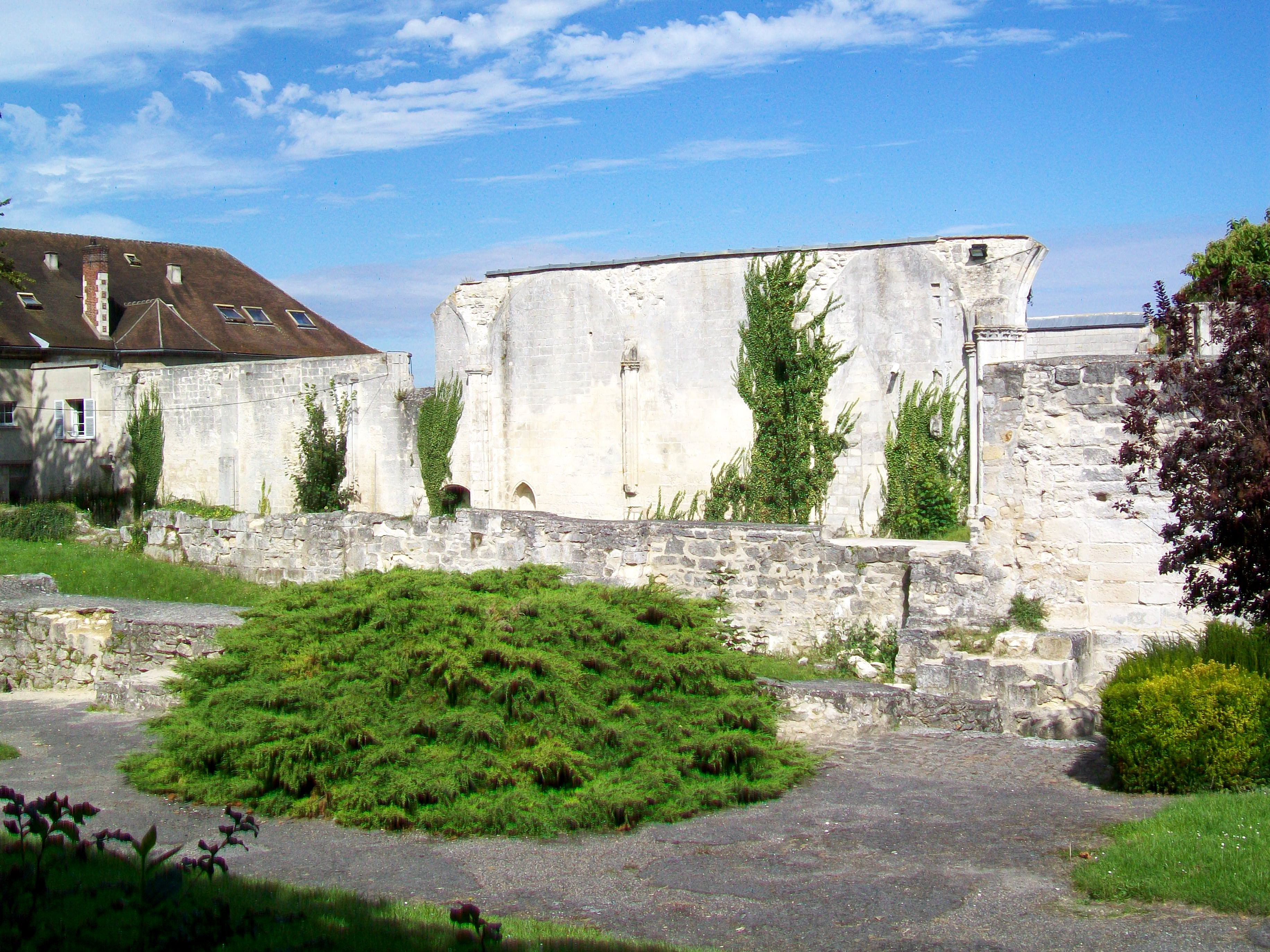
Vue générale depuis le sud-est.

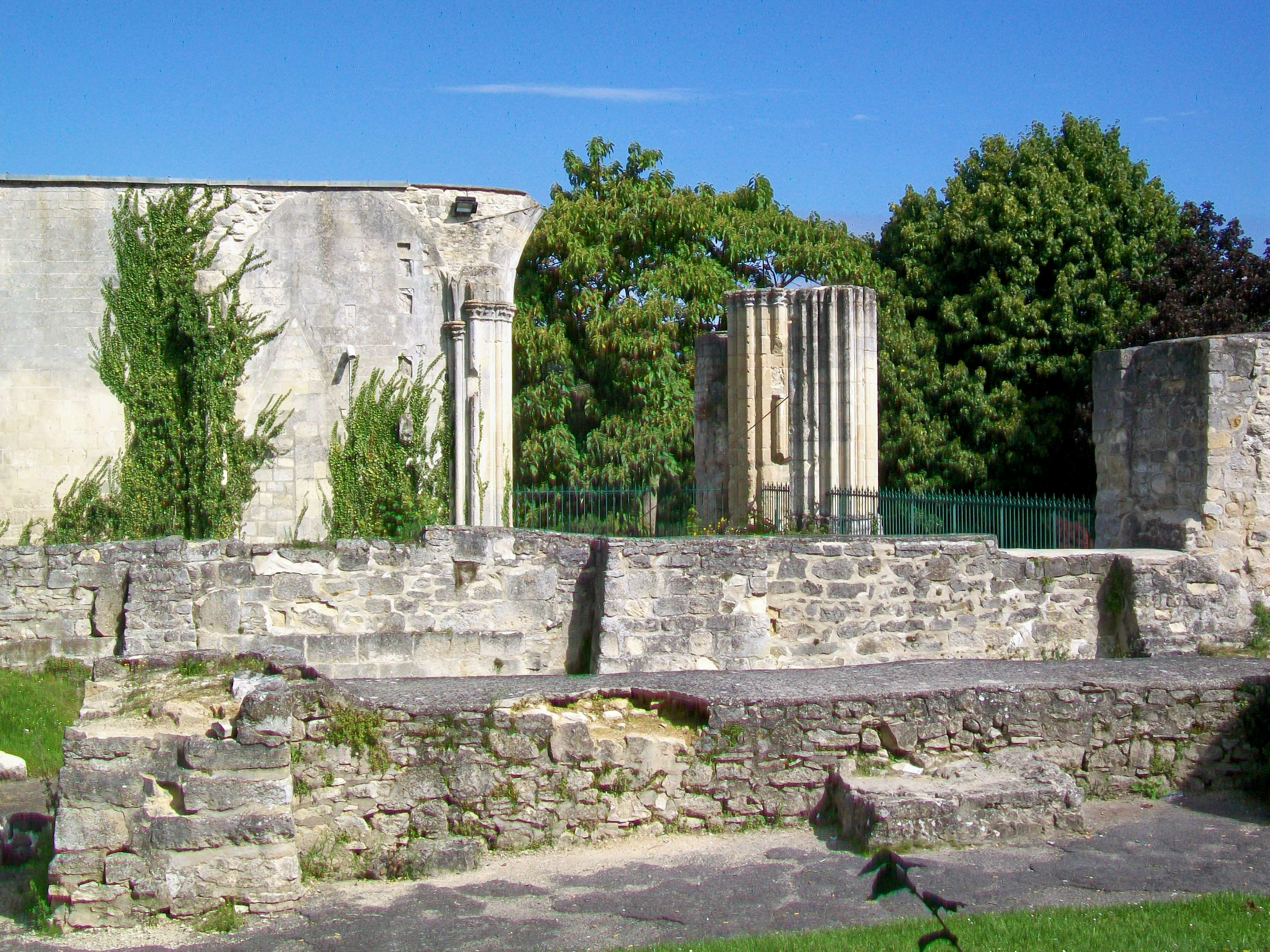
Vue depuis le sud sur la 7e et 8e travées.

La nef de l'église avait une longueur de 45,50 m, et mesurait 18,50 m de largeur y compris les deux bas-côtés. La longueur est susceptible d'inclure la travée entre les deux clochers romans, bien que celle-ci constitue en réalité la première travée du chœur, en raison de la tradition carolingienne d'édifier les tours de chevet à côté de la première travée du chœur. Le fait que ces tours s'inscrivent dans la tradition carolingienne, au même titre que les colonnes octogonales, semble faire l'unanimité parmi les auteurs. Mais par commodité, l'on considère le mur occidental de la crypte comme limite entre nef et chœur, puisqu'il marque également la limite orientale de l'église depuis le milieu du XVe siècle, et la limite orientale des vestiges conservés en élévation. Ceux-ci portent sur huit travées. Selon Jean-Pierre Trombetta, « les restes de la première travée datent de la fin du XIIe siècle comme l'indique le départ du large doubleau ». Le mur septentrional de cette travée et des trois suivantes subsiste jusqu'à trois assises au-dessus des tailloirs des chapiteaux. Dans la quatrième travée, l'on voit une porte en anse de panier bouché et l'ébrasement d'une fenêtre, qui commence trois assises en dessous des chapiteaux. Le piédroit droit est encore presque complet, et à partir d'ici, le mur s'élève encore presque jusqu'au sommet des arcs d'inscription des voûtes d'ogives, et l'on voit bien leur arrachement. Dans la cinquième travée, il y a une petite porte en tiers-point, entourée d'un tore, qui donnait accès au cloître. Dans la septième travée, l'on voit l'arrachement d'un gâble aigu, qui devrait correspondre au mausolée du comte Simon. Les piliers engagés sont cantonnés de fines colonnettes appareillées, dont le nombre est égal au nombre de nervures à supporter, soit cinq colonnettes pour les piliers à l'intersection de deux travées : un fût pour de doubleau, deux pour les ogives, et deux pour les formerets. Une rupture de style est visible à partir du doubleau occidental de la huitième travée, qui est plus large, et retombe sur deux colonnettes. À partir d'ici, les chapiteaux sont implantés plus haut. La colonnette médiane est garnie d'un filet, qui se poursuit sur le chapiteau et même sur la base, qui forme un bec à son arrivée. Sur les piliers du clocher, ce sont trois colonnettes qui portent un filet. La composition exacte de ces piliers reste à déterminer, car aucun n'est tout à fait intact. Les corbeilles des chapiteaux sont évasées, et sculptées de trois collerettes de petites feuilles d'une facture assez naturaliste. Le cas échéant, la sculpture s'évince pour laisser passer le filet.
La nef n'a pas encore été fouillée exhaustivement, ce qui aurait notamment permis de connaître le type des piliers des grandes arcades, qui, selon les textes, devaient encore être romanes. L'on aurait également pu obtenir une réponse à la question, posée par aucun des auteurs, si les murs bas au sud de la septième et huitième travée proviennent du bas-côté sud et de la base du clocher sud, ou d'une chapelle latérale : dans le premier cas, une partie du chœur ne se serait pas située au-dessus de la crypte. Les vestiges plus importants au nord n'ont pas non plus fait l'objet d'études détaillées. Jean-Pierre Trombetta a examiné le mur septentrional du bas-côté nord, mais n'a pas opposé ses constats sur le terrain aux textes, et ne s'est pas rendu compte que les piliers cantonnés de la dernière travée représentent les piles reprises en sous-œuvre du clocher nord, et appartiennent à une campagne de construction du second tiers du XIVe siècle. Ayant identifié une date proche de 1250 pour les travées précédentes, il s'est efforcé de démontrer que les caractéristiques stylistiques des piliers cantonnés du clocher nord seraient, en principe, compatibles avec le milieu du XIIIe siècle. Il cite comme preuve les piliers du chœur de la cathédrale de Meaux, qui ont été repris en sous-œuvre entre 1253 et 1275. Un problème est toutefois posé par les bases, qui appartiennent à un type rare en Île-de-France, sans scotie, mais avec un tore supérieur divisé en deux, ce que l'on peut interpréter comme une exagération de la forme en doucine renversée qui s'impose à partir des années 1260. Jean-Pierre Trombetta a trouvé des bases semblables dans l'église de Montépilloy et dans le cloître du chapitre de la cathédrale de Beauvais, qui sont généralement datés du XIVe siècle. L'auteur relativise cette contradiction par le fondement pas assez solide de ces datations. Dominique Vermand va dans le sens contraire, et veut dater l'ensemble du mur septentrional du second tiers du XIVe siècle, en se basant cette-fois ci sur les textes, mais en ne tenant pas compte de ceux qui font état des travaux lancés vers 1250. Il dit que « Les chapiteaux au décor de petites feuilles se développant à la manière d'une frise continue et la baguette [le filet] appliquée sur les colonnettes appartiennent bien à la manière de ce temps ». Éliane Vergnolle a exploité l'ensemble des sources connues, y compris les descriptions souvent confuses des auteurs anciens, et examiné visuellement les parties conservées en élévation, et est parvenue à la conclusion déjà signalée, que le remaniement de la nef et la reconstruction du chœur avec les bases des deux clochers, appartiennent à deux campagnes distinctes, après 1250 et entre 1340 et 1357.

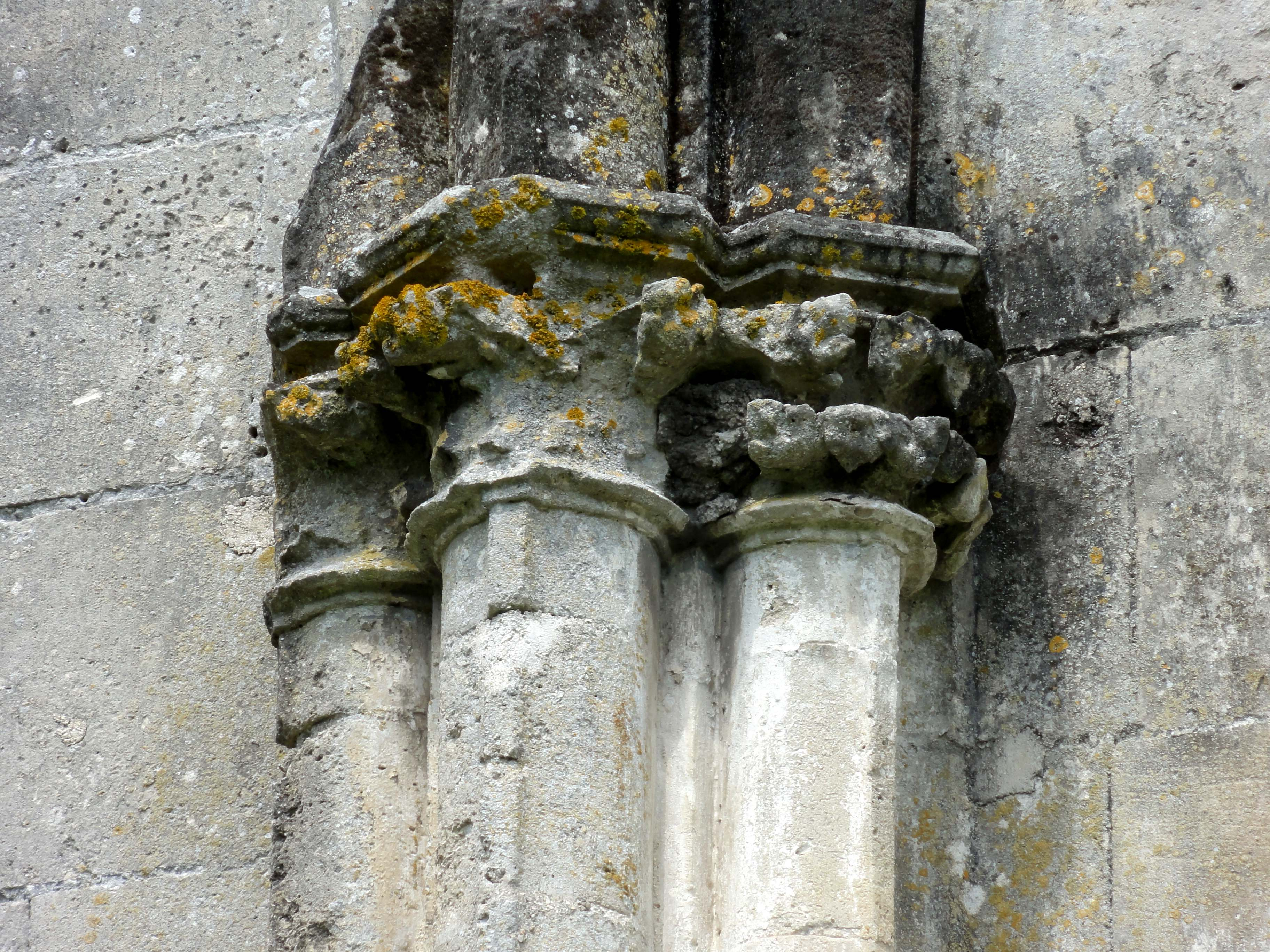
Bas-côté nord, chapiteaux du 5e doubleau.
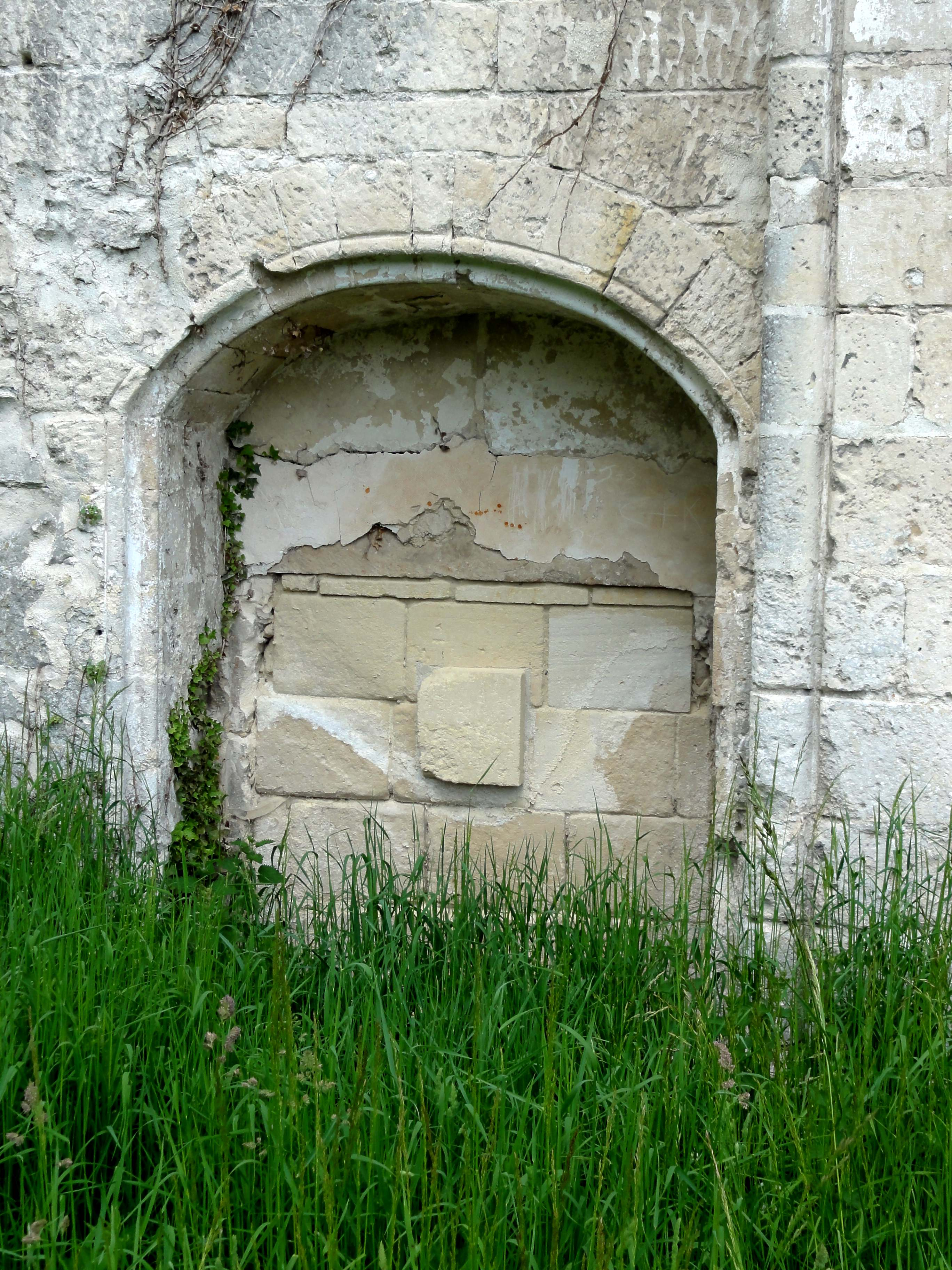
Bas-côté nord, 4e travée, porte vers le cloître.
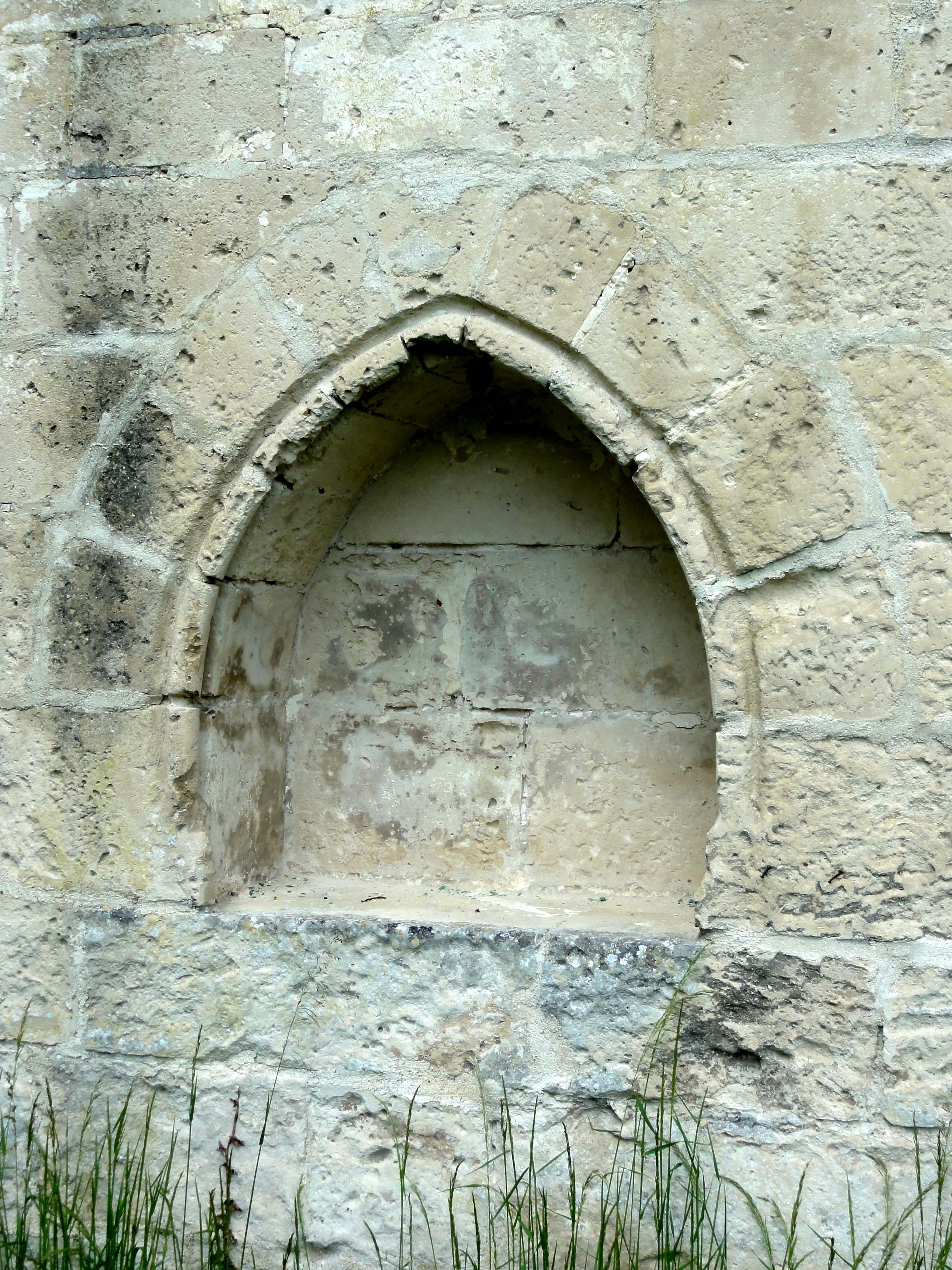
Bas-côté nord, 5e travée, piscine liturgique.
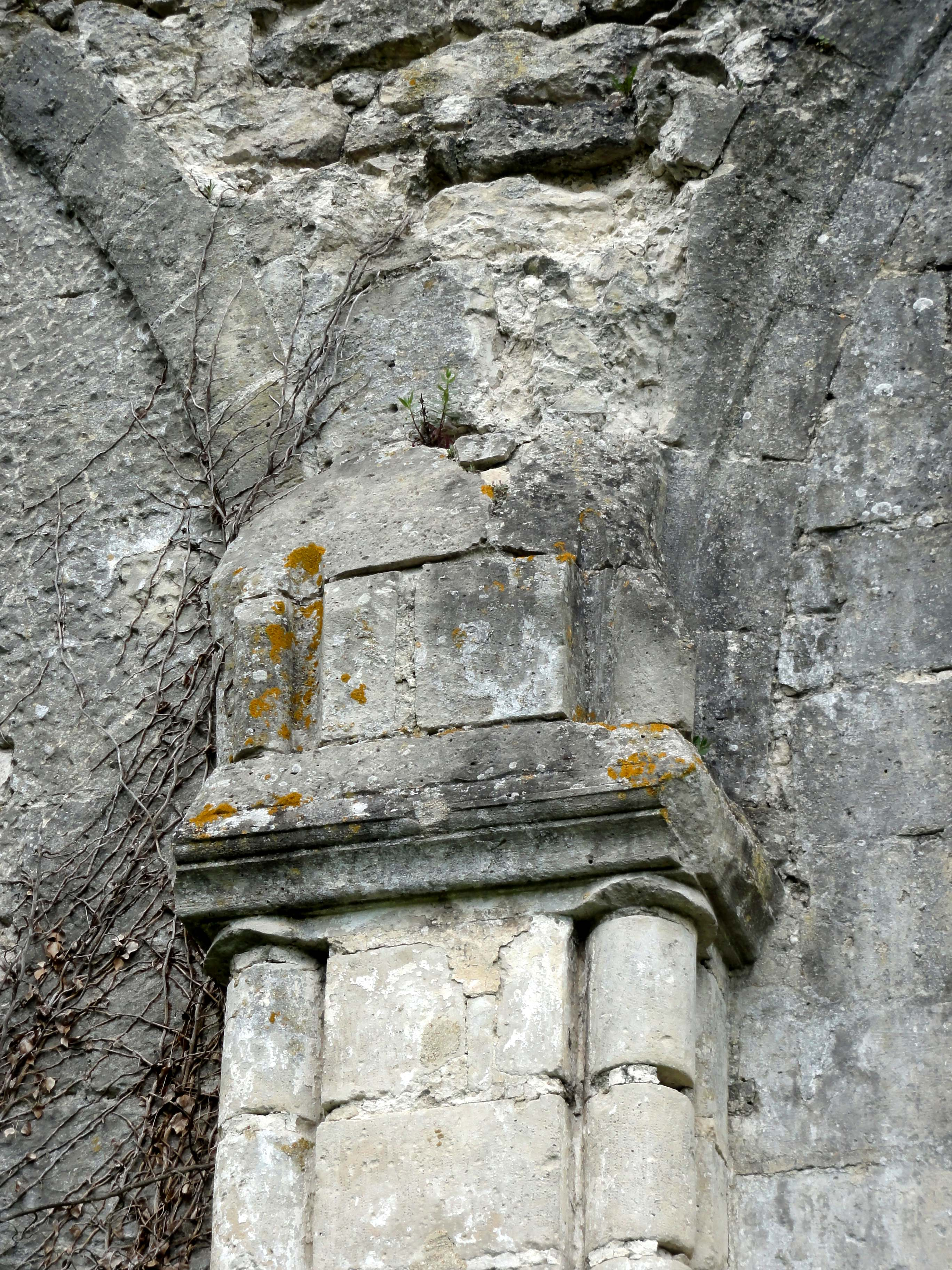
Bas-côté nord, chapiteaux du 4e doubleau.
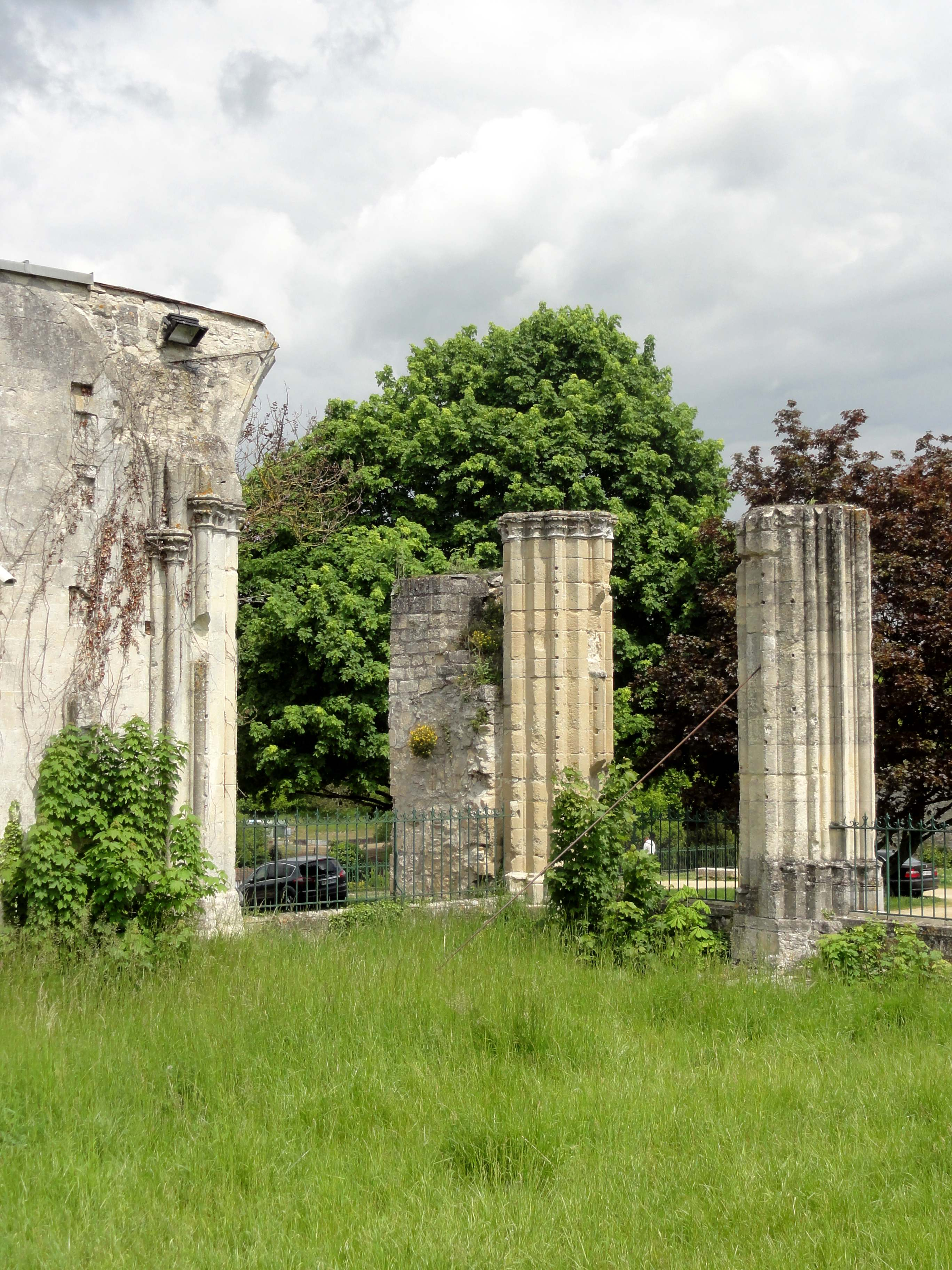
Piliers du clocher nord, vue vers le nord-est.
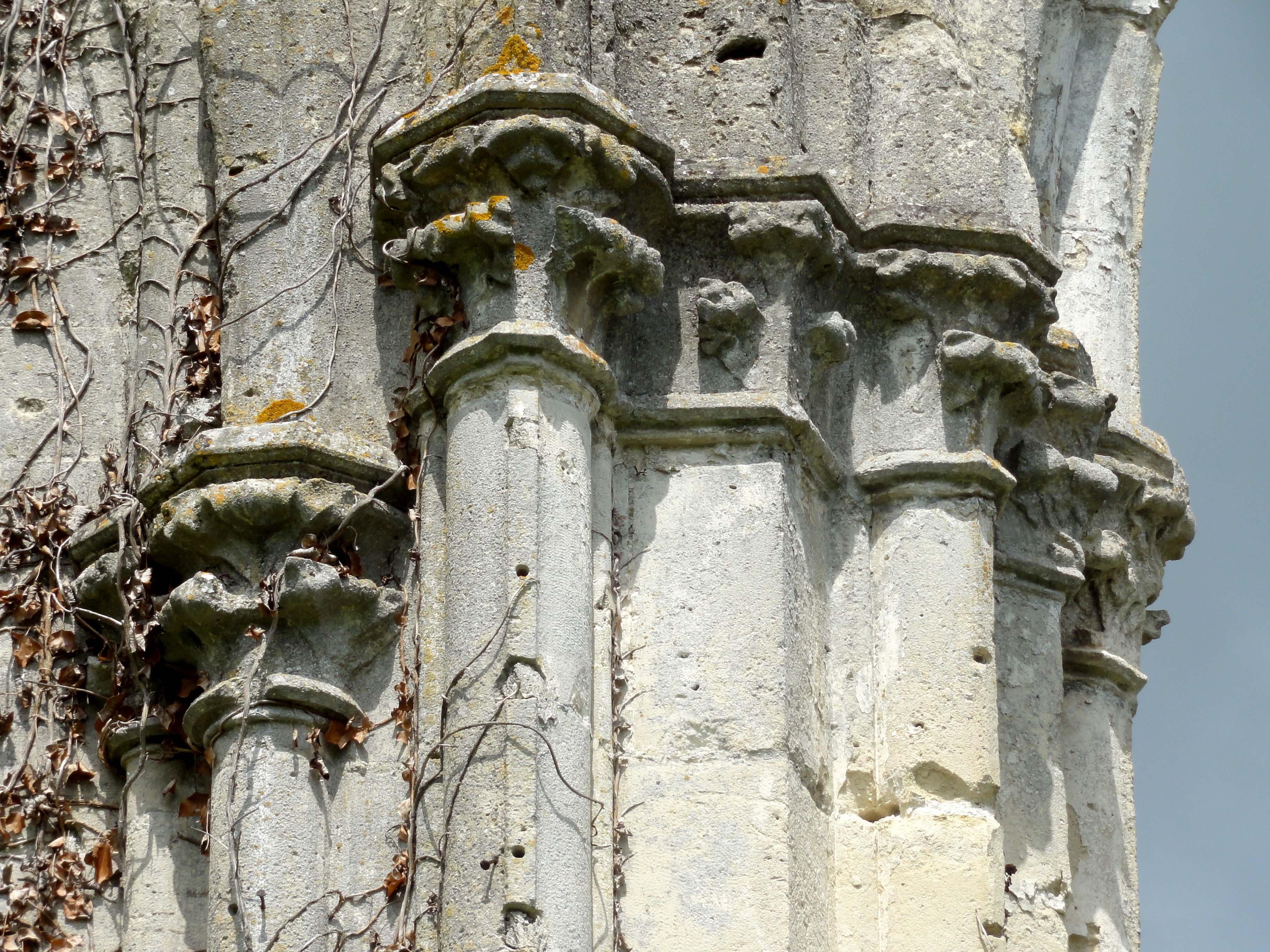
Base du clocher nord, chapiteaux au nord-ouest.

### Vestiges de la crypte

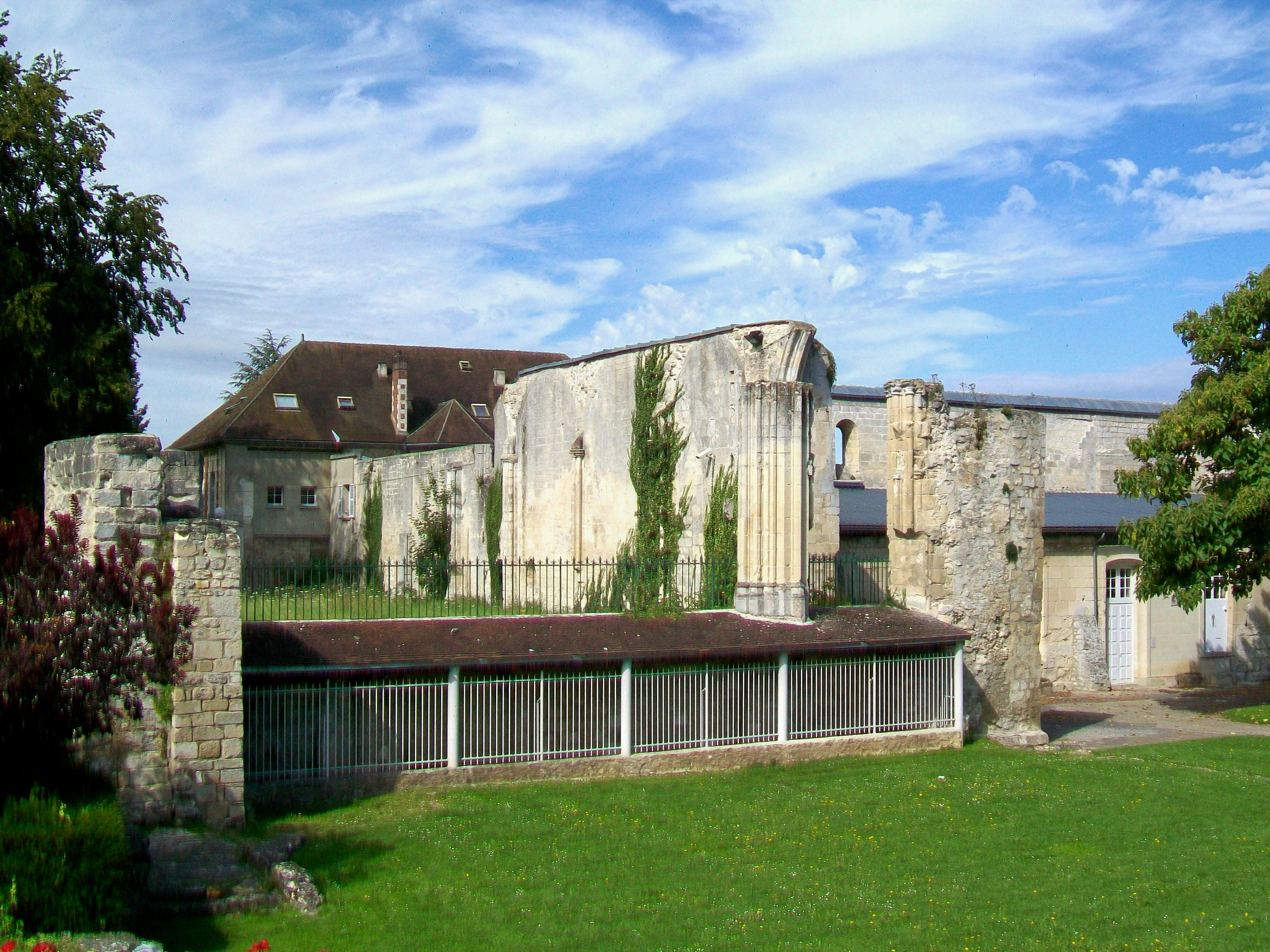
Emplacement de la crypte, vue vers l'ouest sur les colonnes à chapiteaux du mur occidental, cachées par la grille.

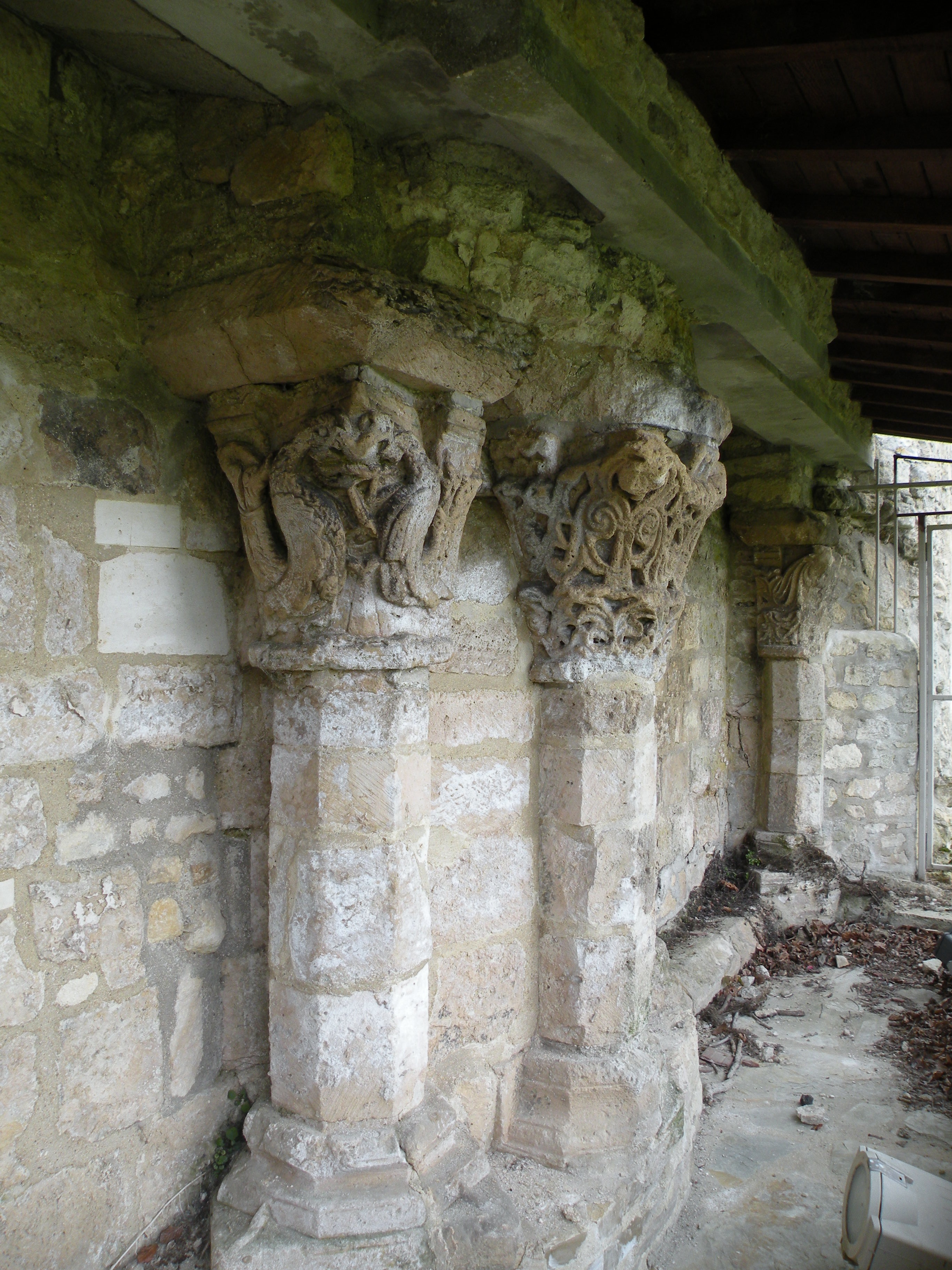
Colonnes à chapiteaux du mur occidental, vue vers le nord.

Pour son architecture romane à la marge des traditions locales, et pour avoir constitué l'une des cryptes romanes les plus vastes de l'Île-de-France historique, avec 16,50 m de largeur et 25 m de longueur selon l'abbé Carlier, la crypte peut être considérée comme la partie la plus intéressante de l'ancien prieuré au point de vue de l'histoire de l'art. Elle constitue également la seule partie au moins partiellement conservée en élévation, qui remonte encore aux premières années suivant la fondation du prieuré. Seuls subsistent le mur occidental, et le début du mur méridional, avec un total de sept piliers engagés, dont un au sud. Deux des piliers à l'ouest sont des massifs de maçonnerie cantonnés de trois colonnes octogonales. Ils marquaient le début des arcades séparant le vaisseau central des collatéraux. Les cinq autres sont des piliers octogonaux uniques : un au sud, deux dans les angles, et deux entre les piliers cantonnés. Ces derniers marquaient le début de rangés de piliers, qui subdivisaient le vaisseau central en trois rangs de voûtes. La crypte se trouvait ainsi structurée en travées carrées de 2,50 m de côté. Un voûtement d'arêtes paraît probable, mais les voûtes d'origine ayant été remplacées par des voûtes en tiers-point à une date indéterminée si l'on fait foi aux tracés repérées sur le mur méridional de la crypte en 2001, le type du voûtement d'origine reste en suspens. Les piliers octogonaux, dits aussi à pans coupés, ou à angles abattus (quand les pans biais sont plus courts que les autres, comme à la Basse-Œuvre de Beauvais), sont hérités de l'architecture carolingienne. Dans la région, les fûts octogonaux sont quelquefois employés pour les arcatures plaquées qui animent les soubassements des murs à l'intérieur des églises, comme à Saint-Clair-sur-Epte et Us, ainsi que pour les baies des clochers, comme à Labruyère et Saint-Vaast-de-Longmont. Entre la base et l'astragale, les fûts mesurent seulement 95 cm de hauteur, pour 35 cm de section. Très curieuse est l'implantation à 45° des bases des colonnes d'angle et de celles au milieu des piliers cantonnés, car le monde roman est « généralement fidèle à l'angle droit et aux articulations franches » (Éliane Vergnolle). Les bases, également octogonales, sont flanquées de quatre petites griffes droites, et ne forment qu'un seul bloc avec les socles cubiques. Elles sont moulurées, du haut vers le bas, d'un petit tore aplati, d'un cavet entre deux listels, et d'un grand tore aplati. Elles évoquent l'abbaye Saint-Lucien de Beauvais et la crypte de la cathédrale de Châlons-en-Champagne,.
Tous les chapiteaux sont implantés orthogonalement. Avec une hauteur de 70 cm, tailloirs compris, ils paraissent surdimensionnés par rapport aux fûts. L'astragale épouse encore le plan octogonal des fûts. La transition vers un plan circulaire s'opère successivement sur la partie basse de la corbeille. L'épannelage est simplement,
mais fortement, articulé. Les tailloirs ne sont pas moulurés, ni sculptés ou gravés, et se résument à une plate-bande et un chanfrein. La sculpture distingue entre une couronne pour la partie basse, et des motifs d'angle et des motifs de face pour la partie supérieure de la corbeille. Cette organisation est empruntée au chapiteau corinthien, dont les volutes d'angle de trois ou quatre chapiteaux s'inspirent assez clairement. Par leur sculpture, les chapiteaux de Saint-Arnoul se rattachent surtout à l'art roman de la France moyenne. Les motifs sont, pour l'essentiel, végétaux, et dérivés de la palmette de feuille d'acanthe. L'acanthe elle-même est absente à Saint-Arnoul. Parfois les demi-palmettes sont inversées, ou affrontées et reliées ensemble par des tiges. Comparés aux chapiteaux romans plus anciens du centre et du sud de la France, qui revêtent souvent un caractère précieux et relèvent de l'esthétique de l'orfèvrerie, la stylisation est déjà assez nette. Elle est le reflet d'une recherche d'un effet de monumentalité, qui fait suite à la prise de conscience que les chapiteaux ne sont habituellement pas contemplés de près. L'on est en même temps encore loin du degré de schématisation qu'atteignent la plupart des chapiteaux romans de la région, presque tous postérieurs à 1070 / 1080, sauf par exemple ceux de la nef de Morienval. Des motifs géométriques, dont des dents de scie et des triangles creusés, se mêlent au décor, et introduisent des influences régionales. Les seuls motifs non végétaux sont un oiseau sur la face latérale d'une corbeille, et des basilics affrontés sur un autre chapiteau, qui rappellent un sujet récurrent pendant toute la période romane, les lions affrontés, que l'on voit d'une façon similaire à Morienval. Anne Prache identifie plus prosaïquement des coqs « dans un mouvement saisissant de combat, traité dans un relief très prononcé sur fond de feuilles cotelées. Les cous et les têtes se détachent du fond avec une maîtrise, qui fait songer avec des contacts avec la Bourgogne, mais les traits incisés des plumages et la courbe nuancée des formes sont plus proches de l'art régional »,.
Deux motifs, que l'on peut qualifier d'arbre de palmette (figurant aux angles) et de volutes inversées, sont assez rares. Ils ont probablement fait leur première apparition à l'abbaye de Saint-Benoît-sur-Loire, où les spécimens les plus anciens ont été sculptés par le moine Unbertus. Le degré de schématisation des chapiteaux de Saint-Arnoul donne à penser que l'inspiration ne vient pas de ces chapiteaux, mais de ceux de la génération de sculpteurs suivante. Selon Éliane Vergnolle, l'on peut même ramener les chapiteaux de Saint-Arnoul à seulement deux exemplaires dans la tour-porche de Saint-Benoît, « exceptionnels par leur traitement sommaire et leur décor de palmettes pointues ». Cependant, il ne faut pas conclure que le sculpteur qui fut à l'œuvre à Crépy soit issu du chantier de Saint-Benoît-sur-Loire. « L'éclectisme même du choix de ses modèles, son goût des « citations », une certaine sécheresse dans le traitement des végétaux ainsi que le choix, pour certaines couronnes, de solutions ornementales étrangères à la tradition de Saint-Benoît-sur-Loire, le montrent aisément. Cependant, sa connaissance de sculptures appartenant à des périodes diverses de la construction de l'église, son imprégnation de certains procédés suggèrent la possibilité de relations artistiques entre les deux monastères ». Ces relations peuvent facilement se concevoir si l'on tient compte du fait que le comte de Valois du temps de la construction de la crypte fut Hugues Ier, frère de Philippe Ier, dont l'on connaît l'attachement pour l'abbaye Saint-Benoît, où il choisit son dernier repos. Trop éloignés des traditions régionales, les chapiteaux de Saint-Arnoul ne connaissent pratiquement aucune descendance dans la région. L'on peut seulement noter la répartition de la sculpture en couronne, des motifs d'angle et de face ainsi que certains thèmes de Crépy comme la volute inversée se retrouvent dans la nef de Morienval, sans que l'on puisse affirmer que l'inspiration vienne de Saint-Arnoul,.

Chapiteaux de la crypte des années 1080-1100
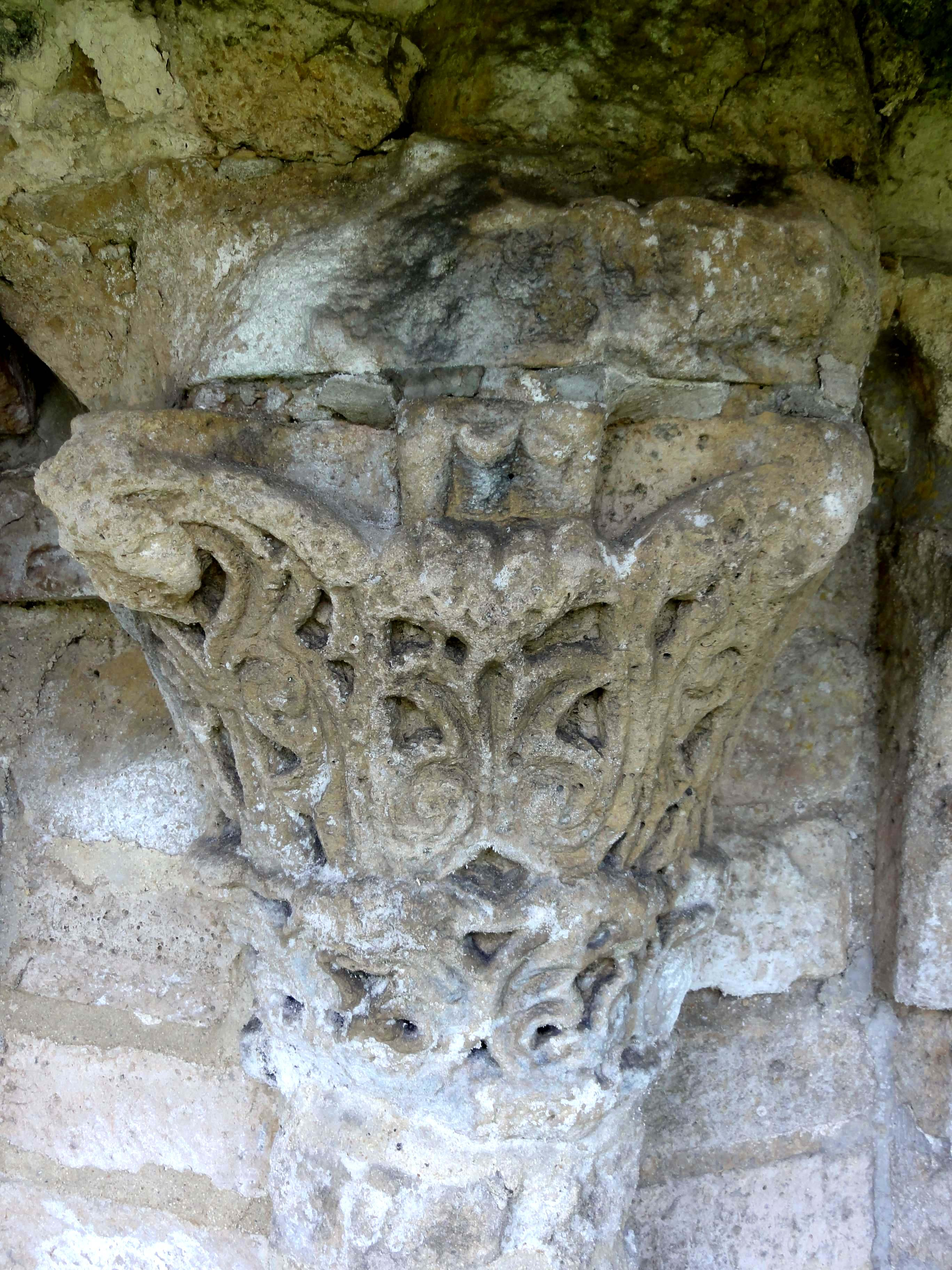
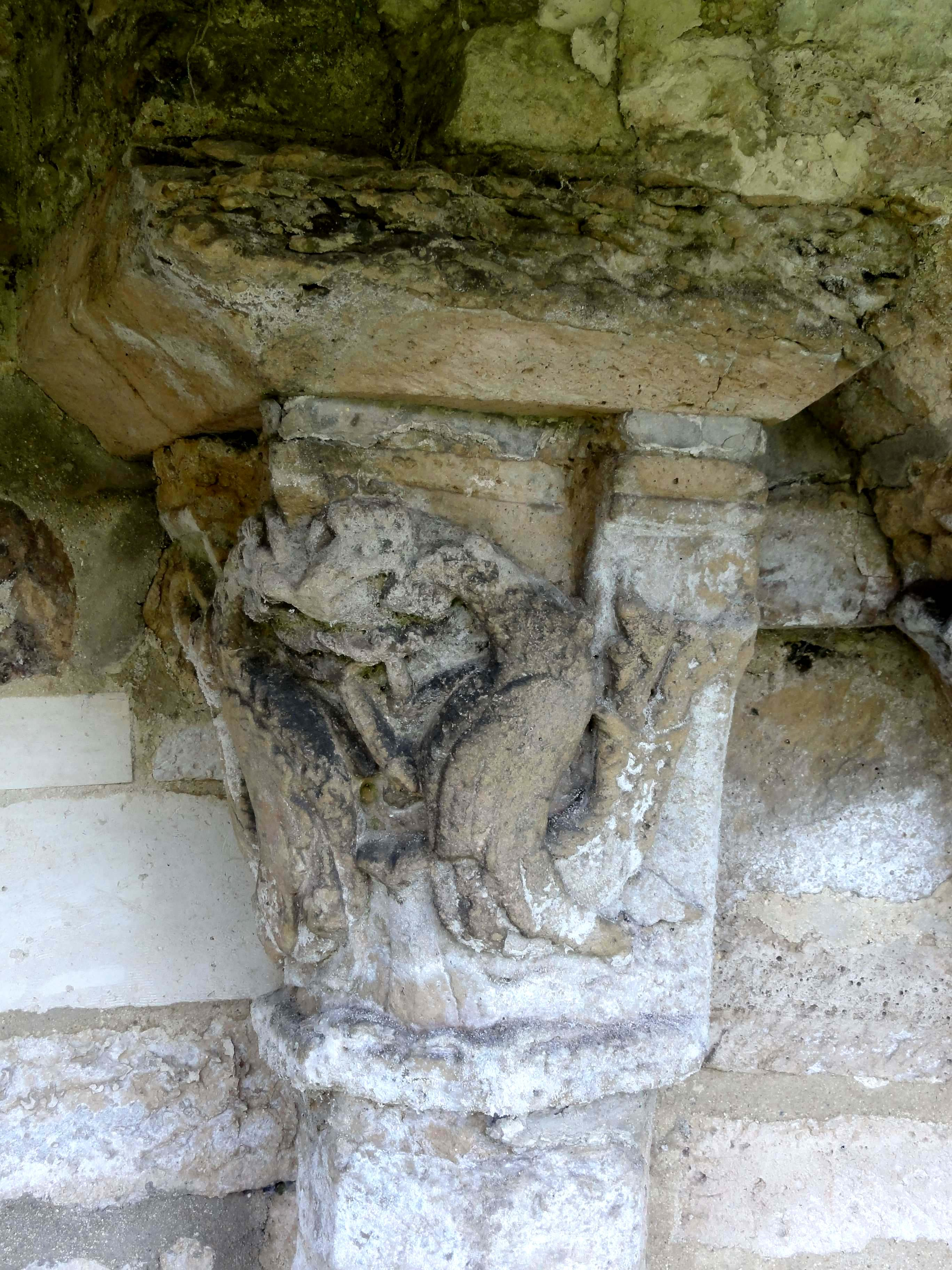
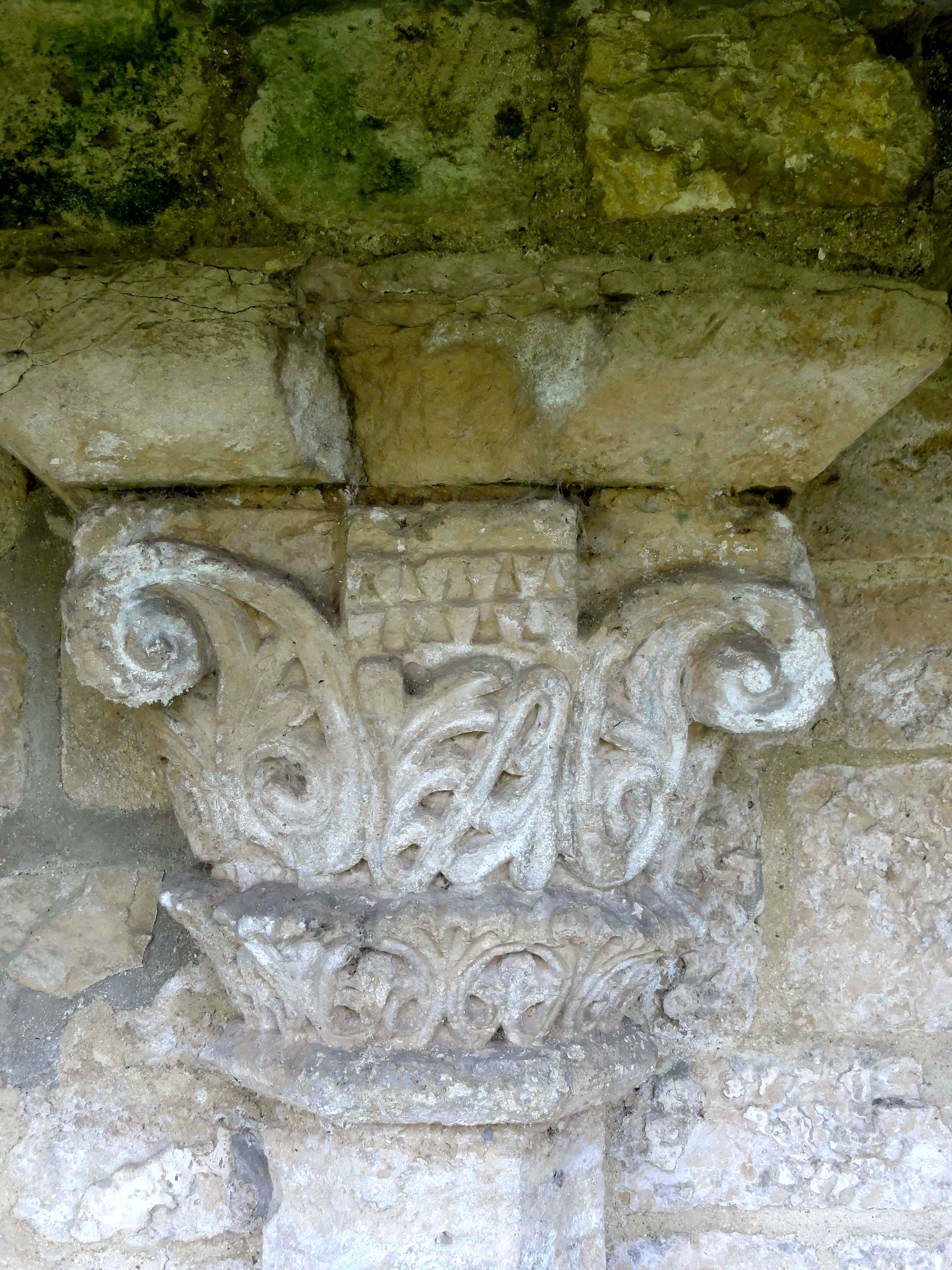
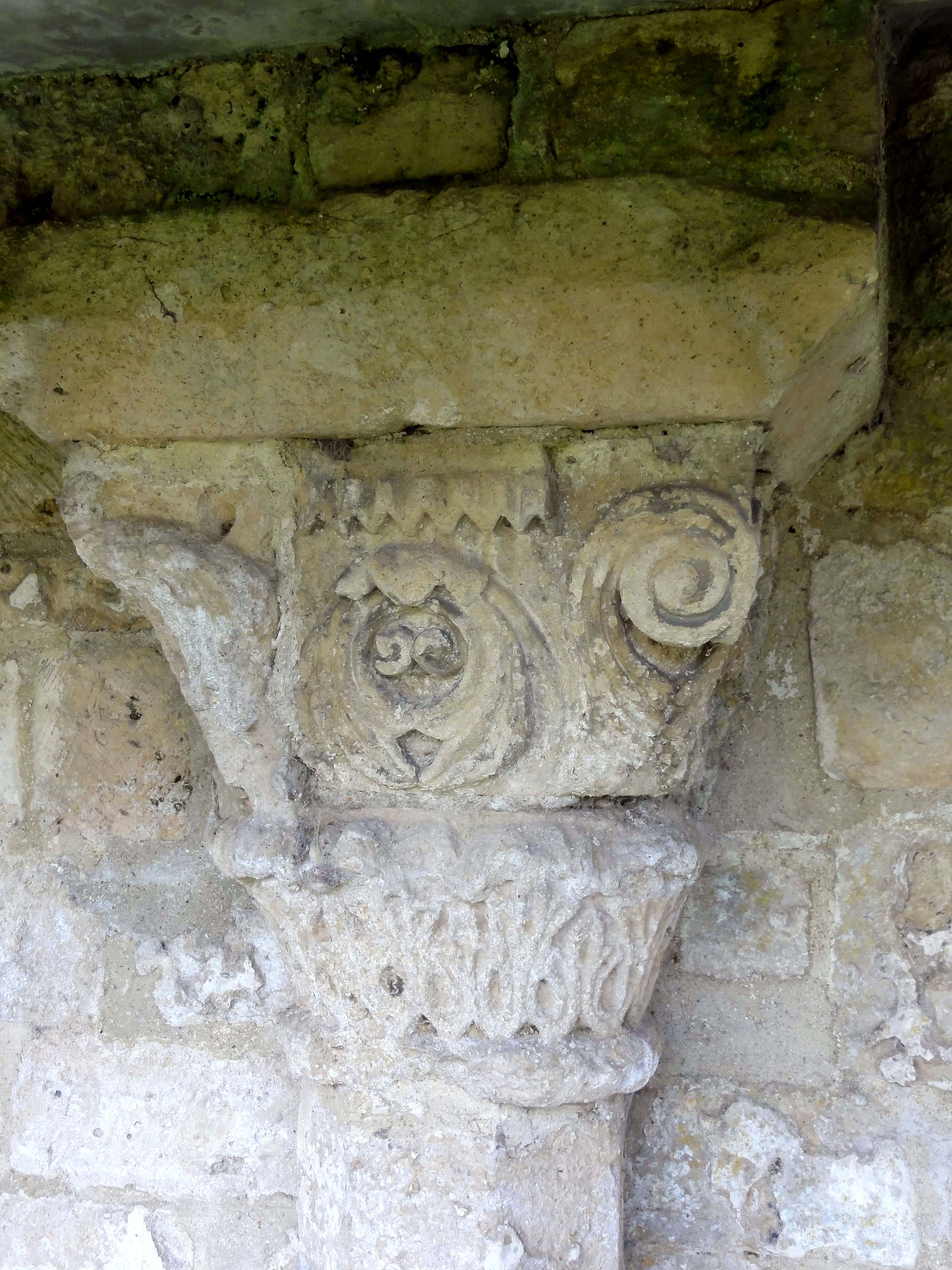
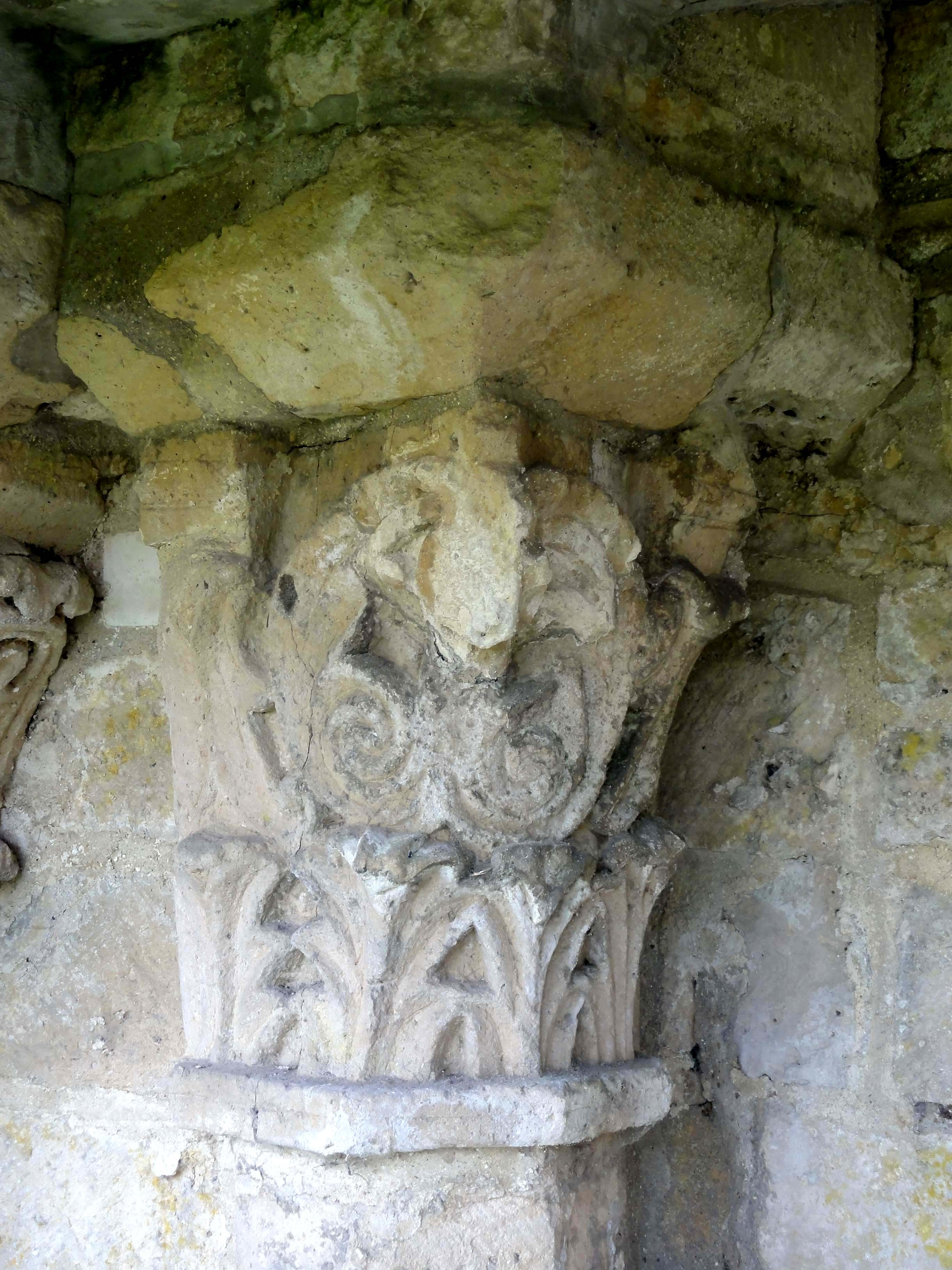
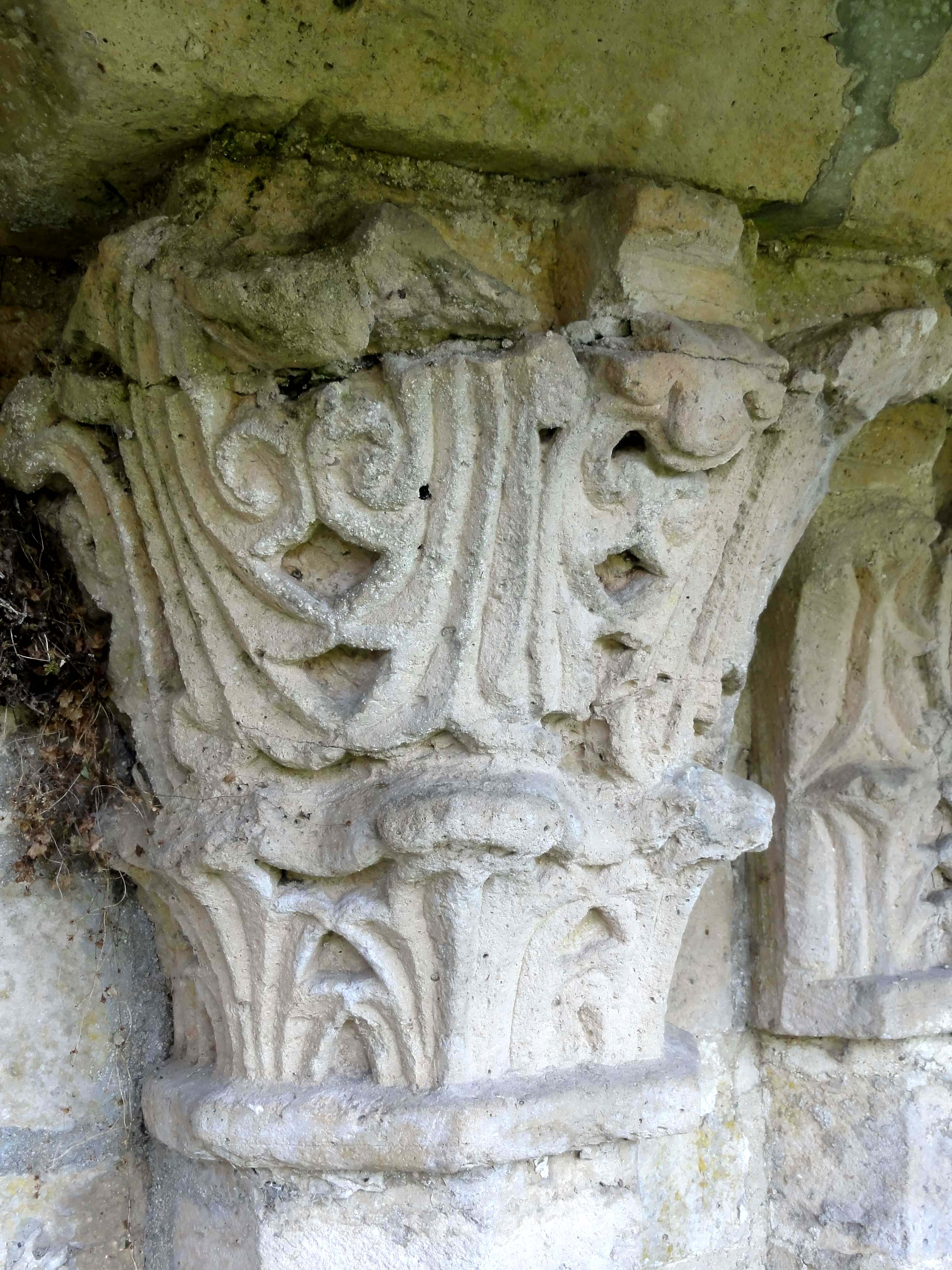

### Salle capitulaire

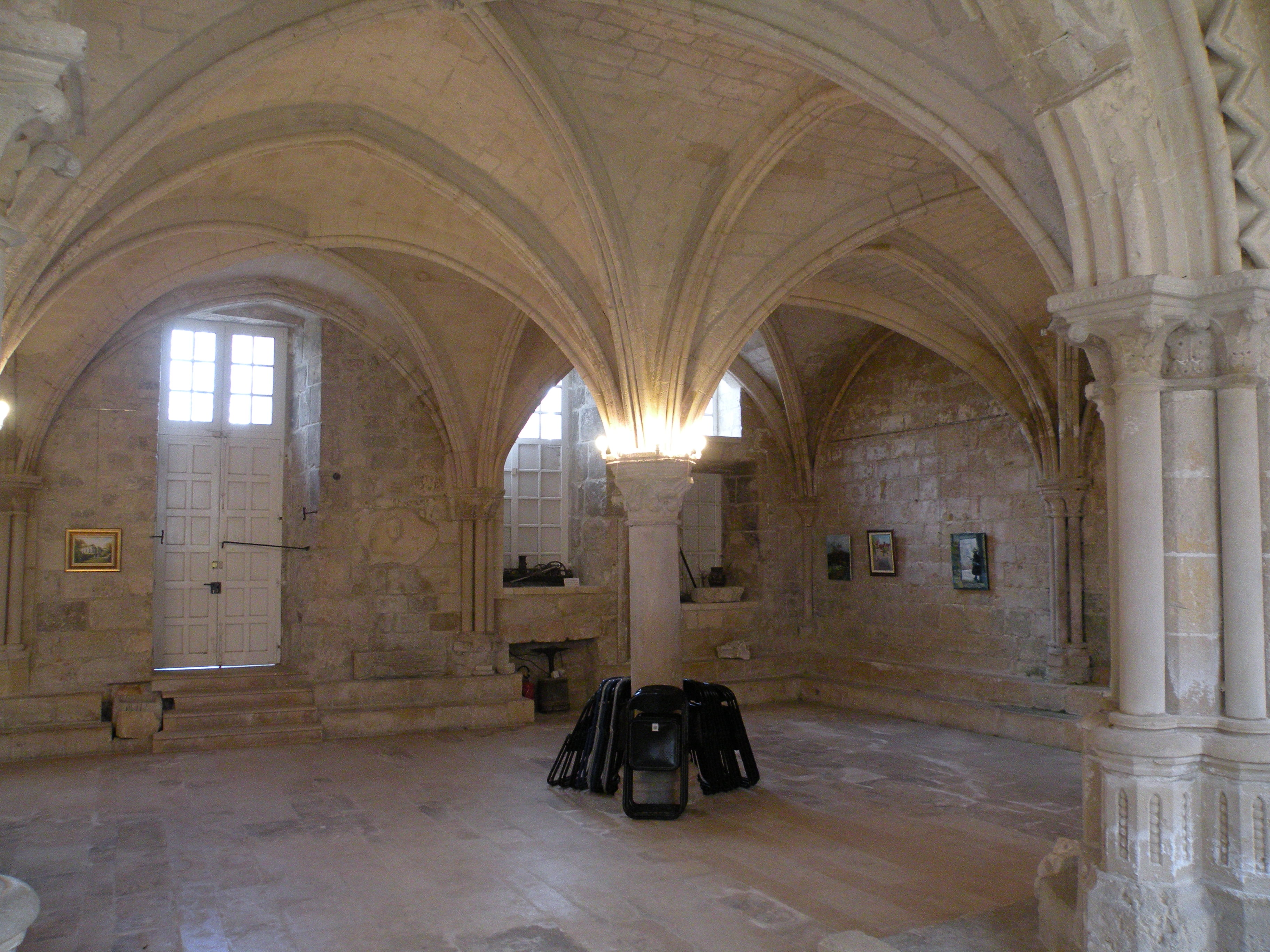
Vue vers le sud-est.

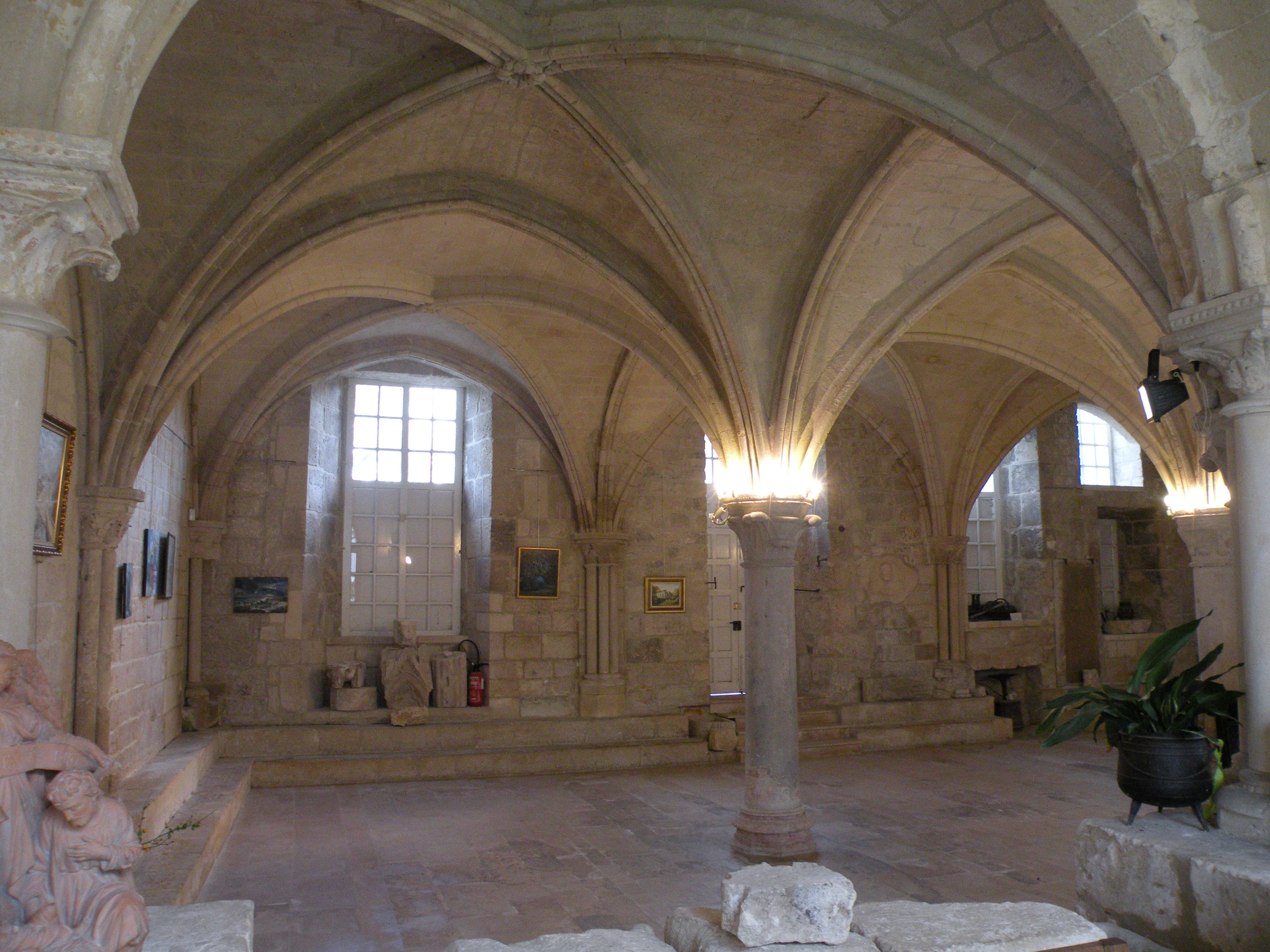
Vue vers l'est.

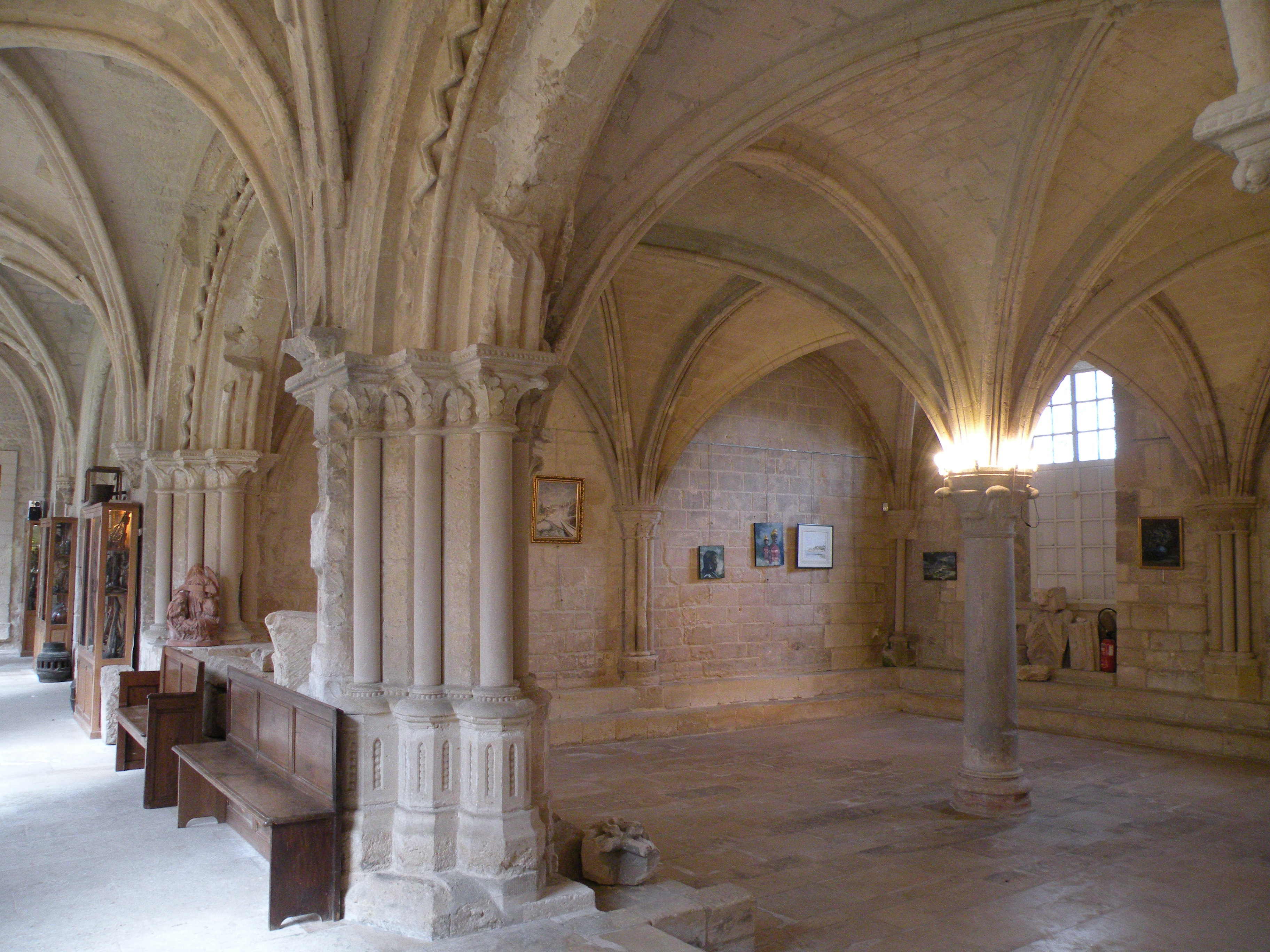
Vue vers le nord-est depuis le cloître.

La salle capitulaire, la plus grande parmi les trois salles conservées, partage avec les deux autres sa hauteur très moyenne, qui ne dépasse celle de la galerie du cloître que d'un demi-mètre, grâce à un niveau du sol plus bas. La différence de niveau est équivalente à l'envergure du banc de pierre à deux niveaux, qui a été reconstitué à la fin des années 1970 consécutivement au sondage effectué au préalable près du mur méridional. Les voûtes adoptent un tracé en arc brisé surbaissé, comme par ailleurs dans la galerie du cloître et les deux autres salles, et se distinguent par des doubleaux identiques aux ogives, et des supports très élégants. Avec les trois arcades qui établissent l'intercommunication avec la galerie contigüe du cloître, ils font le principal intérêt de la salle capitulaire. En effet, les murs du nord et du sud ne comportent pas d'ouvertures ni d'autres particularités, le mur oriental a été entièrement refait en 1727 après la démolition de la chapelle de la Vierge, et le sol n'est plus celui d'origine. Les ogives et doubleaux accusent une arête entre deux tores, ce qui est un profil très répandu sous toute la première période gothique. Les clés de voûte sont garnies de petites rosaces. Des formerets existent tout autour. Au milieu de la salle, les nervures des voûtes sont reçues sur les tailloirs octogonaux de chapiteaux de crochets, portés par des colonnes monolithiques. Leurs bases, qui se composent d'un petit et d'un grand tore aplatis séparés par une scotie, reposent sur des socles également octogonaux. Dans les quatre angles, les nervures des voûtes sont reçues sur des colonnettes à chapiteaux uniques, et au milieu des élévations latérales, sur des faisceaux de trois colonnettes à chapiteaux. Ces faisceaux se partagent un même tailloir, qui est au plan d'un demi-octogone, ce qui correspond à l'implantation des supports des ogives à 45°, face à celles-ci. L'ensemble des fûts sont en délit, et du même diamètre. Deux particularités sont la décoration des tailloirs par un rang de têtes de clous, et le très gros boudin inférieur des bases. Les tailloirs se composent, du haut vers le bas, d'une plate-bande ; d'un rang de têtes de clous ; d'une baguette ; d'un cavet ; d'un biseau ; et d'une deuxième plate-bande, avec une séparation entre les chapiteaux à ce niveau. Les corbeilles des chapiteaux présentent en haut un anneau, et sont sculptés d'un rang de crochets aux angles, et d'un rang de petites feuilles polylobées ou de fleurs à cinq pétales, qui s'interposent entre les crochets. L'on voit des supports très semblables, mais sans le rang de têtes de clous, dans le bas-côté nord de Gonesse, que Daniel Bontemps date des années 1200-1208
L'élévation occidentale, avec les trois arcades ouvrant sur la galerie du cloître, apparaît clairement comme le résultat de deux campagnes de construction distinctes. Des formerets existent au-dessus des arcades, bien distincts des rouleaux supérieurs de celles-ci. À l'intersection des travées, les faisceaux de trois colonnettes des voûtes de la salle sont plaquées devant les trumeaux des arcades, et l'on ne trouve donc pas des piliers cantonnés homogènes. Côté galerie, l'on note l'absence totale de colonnettes à chapiteaux pour la voûte de celle-ci, et il n'y a qu'un étroit trumeau. Les ogives et doubleaux de la galerie retombent sur des culs-de-lampe posés un peu maladroitement sur les tailloirs des arcades, qui sont continues de ce côté-ci. Les tailloirs et chapiteaux des arcades sont situés à un niveau supérieur par rapport à ceux de la salle capitulaire, et à plus forte raison les bases, ce qui vient surtout des très haut stylobates. Éliane Vergnolle suppose que les arcades ont été reprises en sous-œuvre, et ces travaux ont vraisemblablement été dirigés par le même architecte qui fut chargé de la reconstruction de la salle capitulaire, car les tailloirs et chapiteaux sont très similaires. Les tailloirs adoptent globalement le même profil que leurs homologues de la salle, mais le cavet est moins élevé, et le méplat inférieur manque, ce qui donne une hauteur nettement moins importante. Sur les corbeilles des chapiteaux, les feuilles polylobées du premier rang sont plus envahissantes, et se superposent totalement aux crochets. Comme particularité, les intervalles entre deux chapiteaux sont sculptés des mêmes feuilles polylobées.
Les arcades sont à double rouleau côté salle, et à triple rouleau vers la galerie. Le rouleau supérieur devait être sculpté d'un mince tore accompagné d'une gorge, mais le tore a disparu, et les traces de mutilation sont nombreuses sur les arcades. Le rouleau inférieur affiche un large filet entre deux tores dégagés par des gorges. Le rang de claveaux médian, qui n'existe que du côté cloître, accuse un rang de bâtons brisés et un tore dégagé par des gorges. Les bâtons brisés se superposent à la large gorge supérieure sur la totalité de son envergure. Il s'agit d'un élément décoratif typiquement roman d'origine normande, qui cesse généralement d'être employé après les années 1160 / 1170. La superposition des bâtons brisés à une gorge est exceptionnelle. Si l'on rattache les arcades à la même campagne que les deux petites salles, qui dateraient justement du milieu des années 1170, il s'agirait de l'un des emplois les plus tardifs de ce motif dans la région. Sans évoquer les nombreuses occurrences sur les portails, des bâtons brisés se trouvent également sur les clochers de Bonneuil-en-Valois, Courcelles-sur-Viosne et Labruyère, l'arc triomphal de Béthisy-Saint-Pierre et Néry, les grandes arcades de Bury ; les doubleaux du transept de Foulangues ; les arcades du rond-point de l'abside de Chars et Saint-Germer-de-Fly ; les ogives de la troisième travée d'Acy-en-Multien et de la salle à l'étage du massif occidental de Saint-Leu-d'Esserent ; dans la travée nord de l'avant-nef de la basilique Saint-Denis ; et dans la chapelle axiale de Saint-Martin-des-Champs. Pour venir aux bases, elles se composent d'un petit tore aplati ; d'un listel ; d'un rang de perles ; et du même gros boudin que les bases de la salle capitulaire. Elles sont établies en encorbellement par rapport aux stylobates, ce qui est racheté par deux ressauts doublement chanfreinés. Les stylobates ne concernent que l'arcade médiane : les deux autres sont en effet des baies, dont la partie basse est fermée par des murets de deux ou trois assises de hauteur. Ils sont de plan octogonal, et comportent sur chacune des faces une étroite arcade en arc brisé, qui contiennent un rang de grosses perles disposées verticalement.

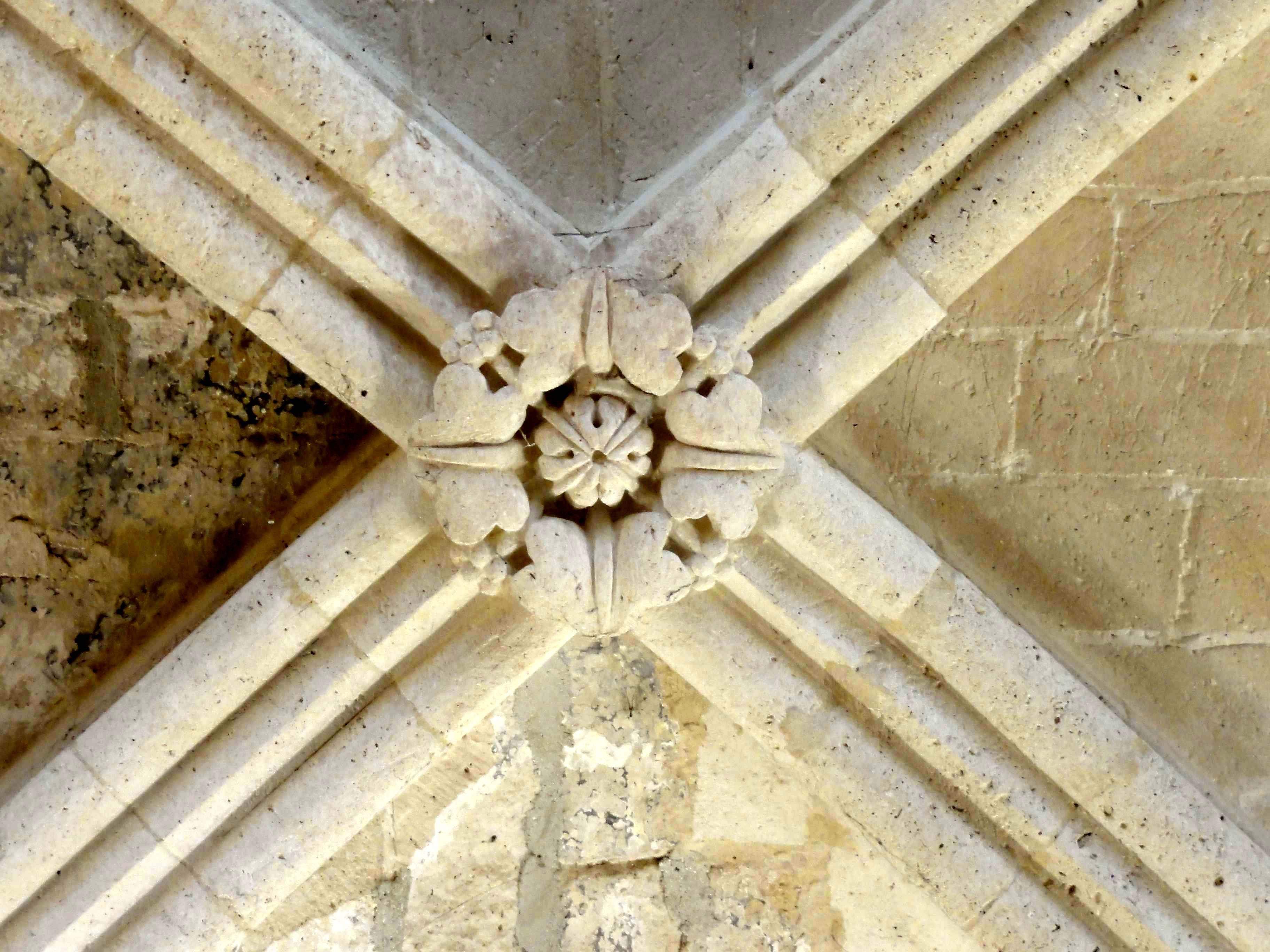
Clé de voûte.
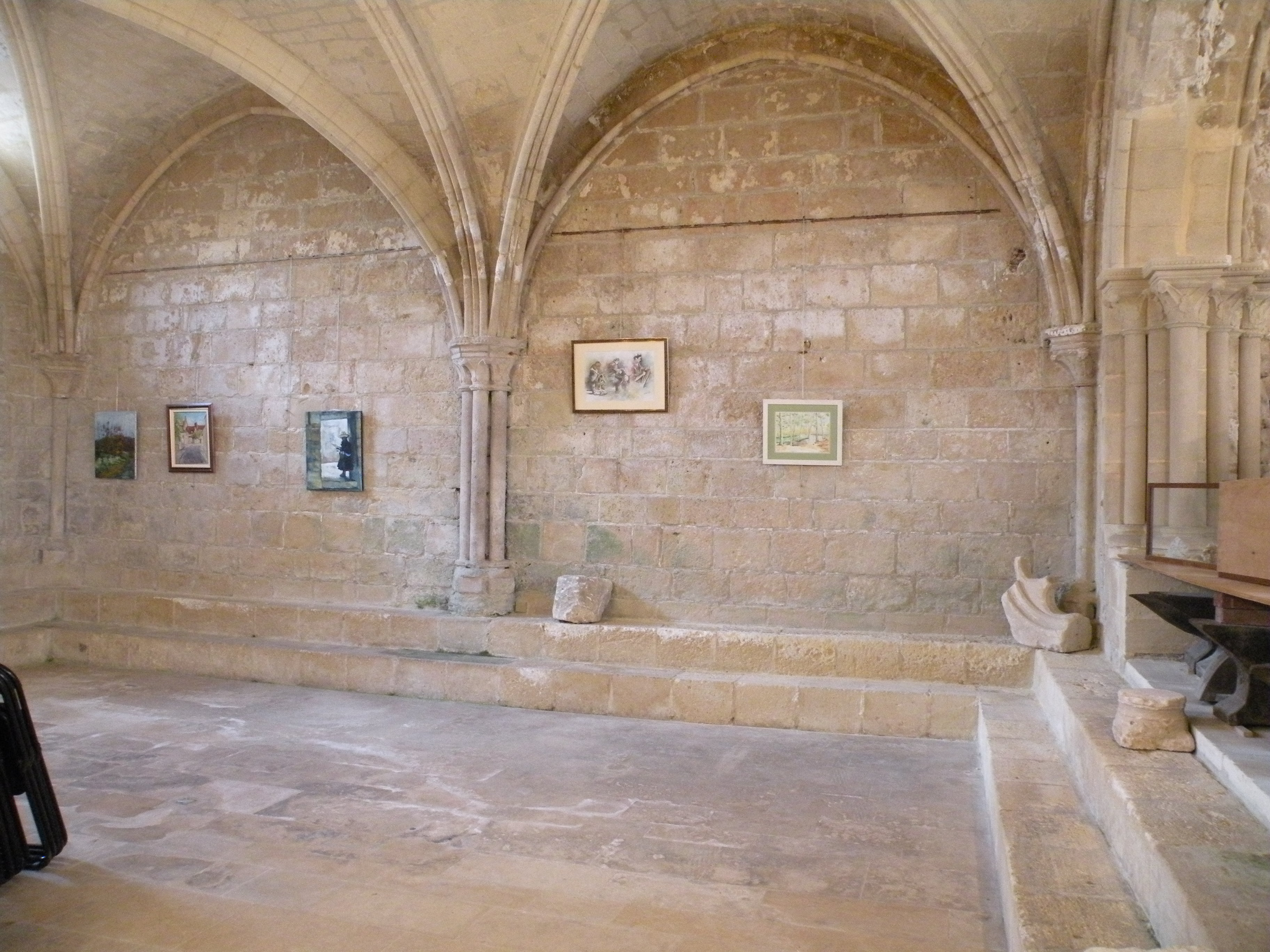
Vue vers le sud.
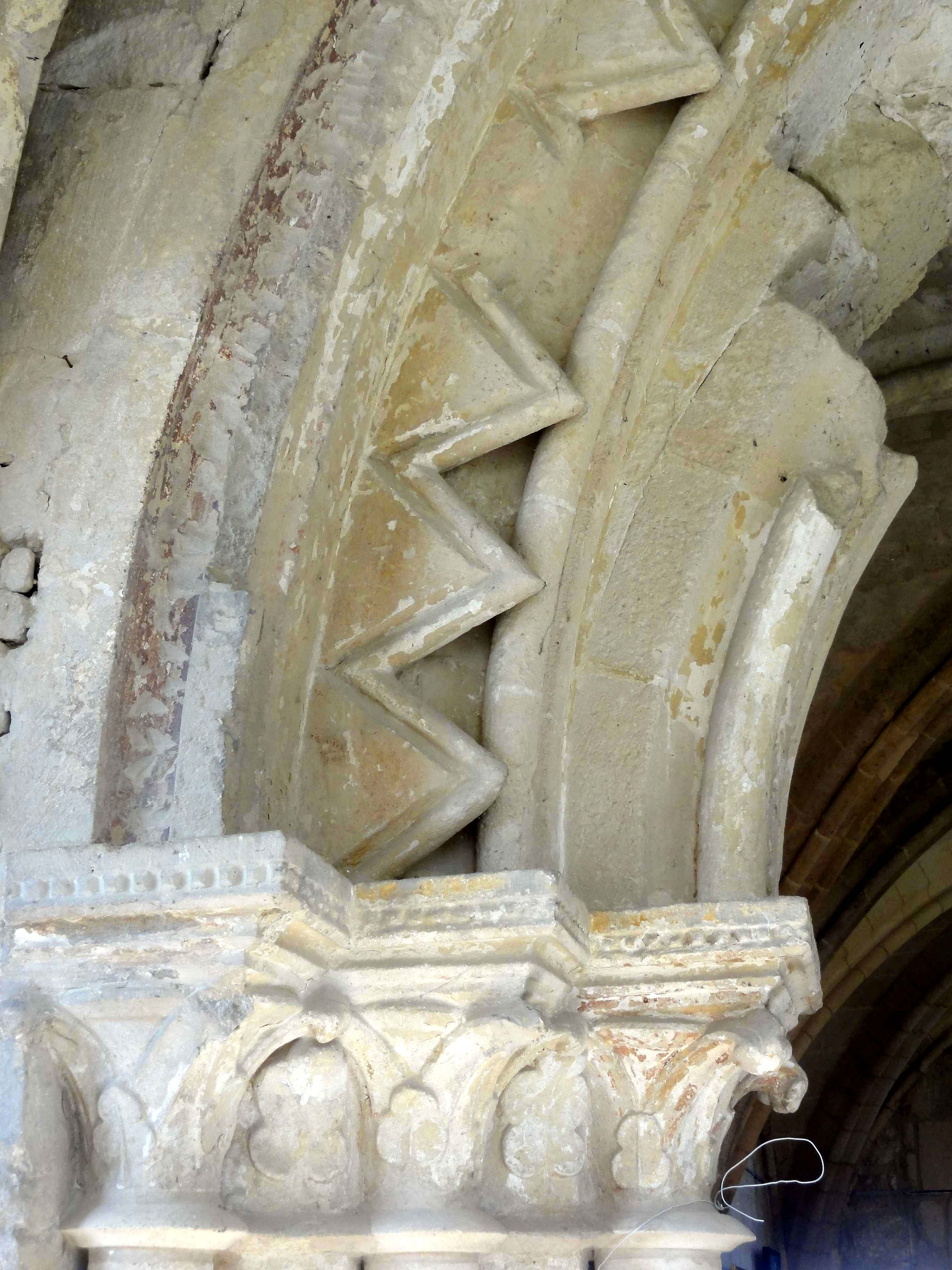
Modénature et chapiteaux d'une arcade côté galerie.
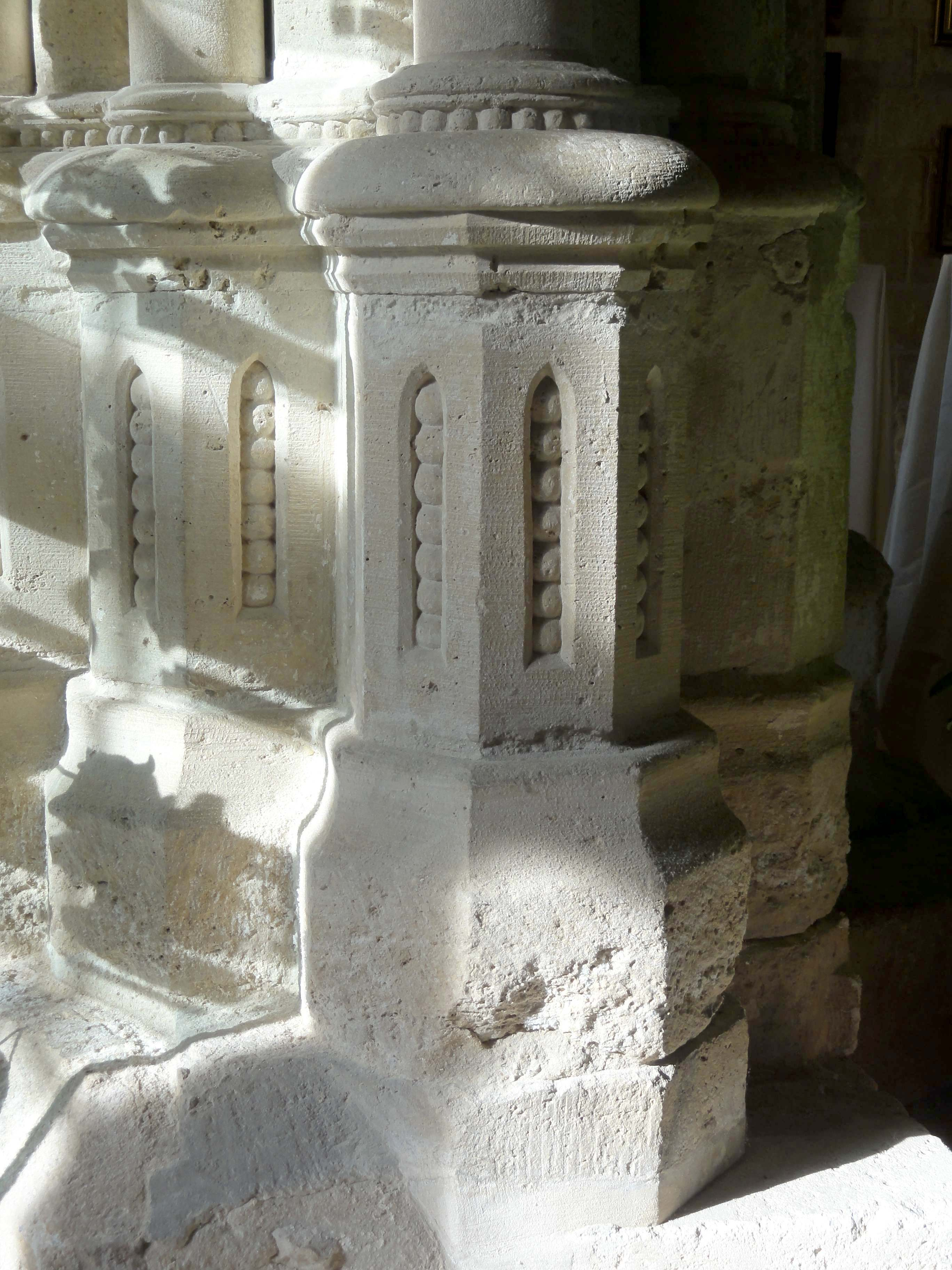
Stylobates des arcades.
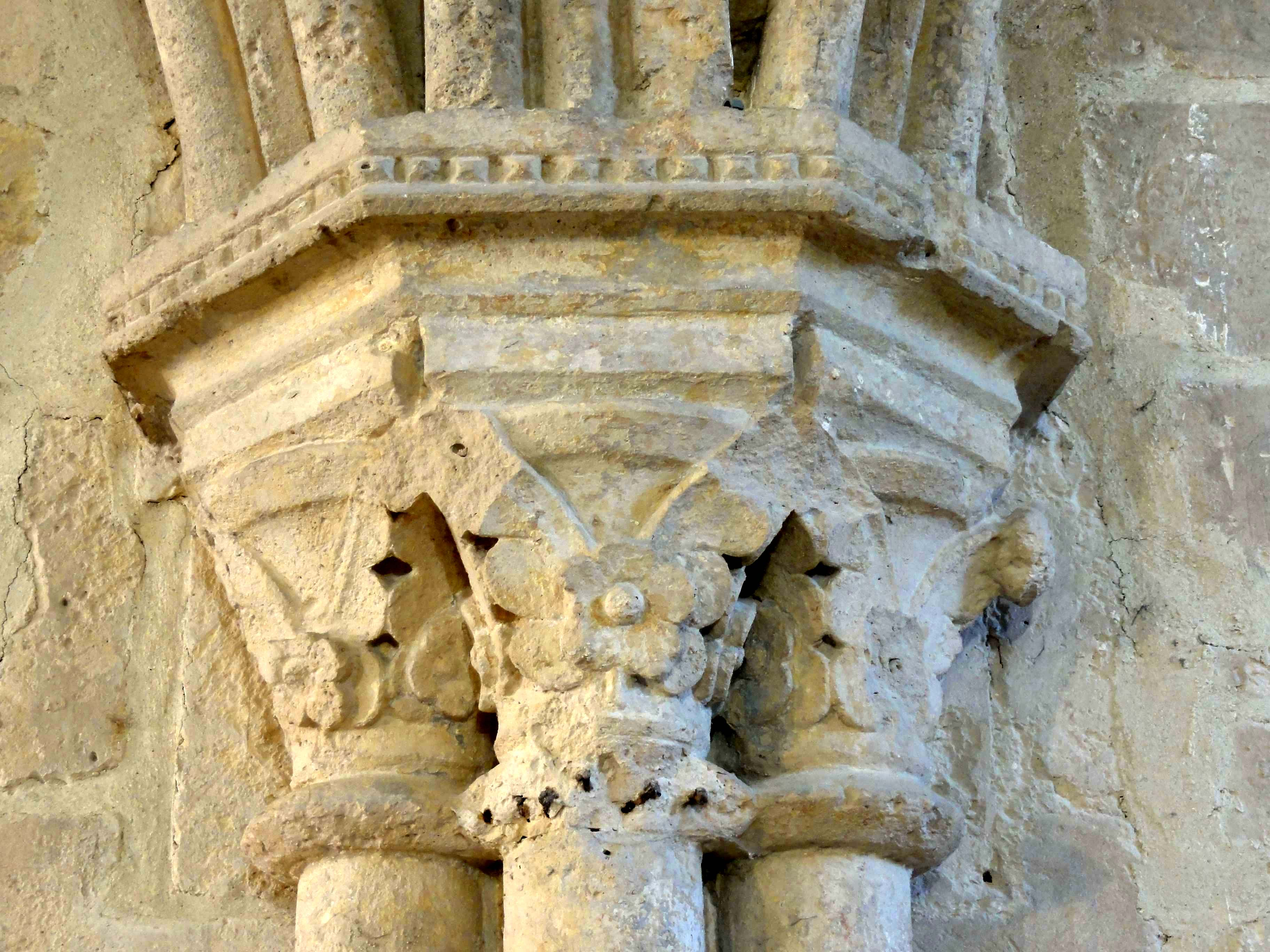
Chapiteaux de la salle capitulaire.
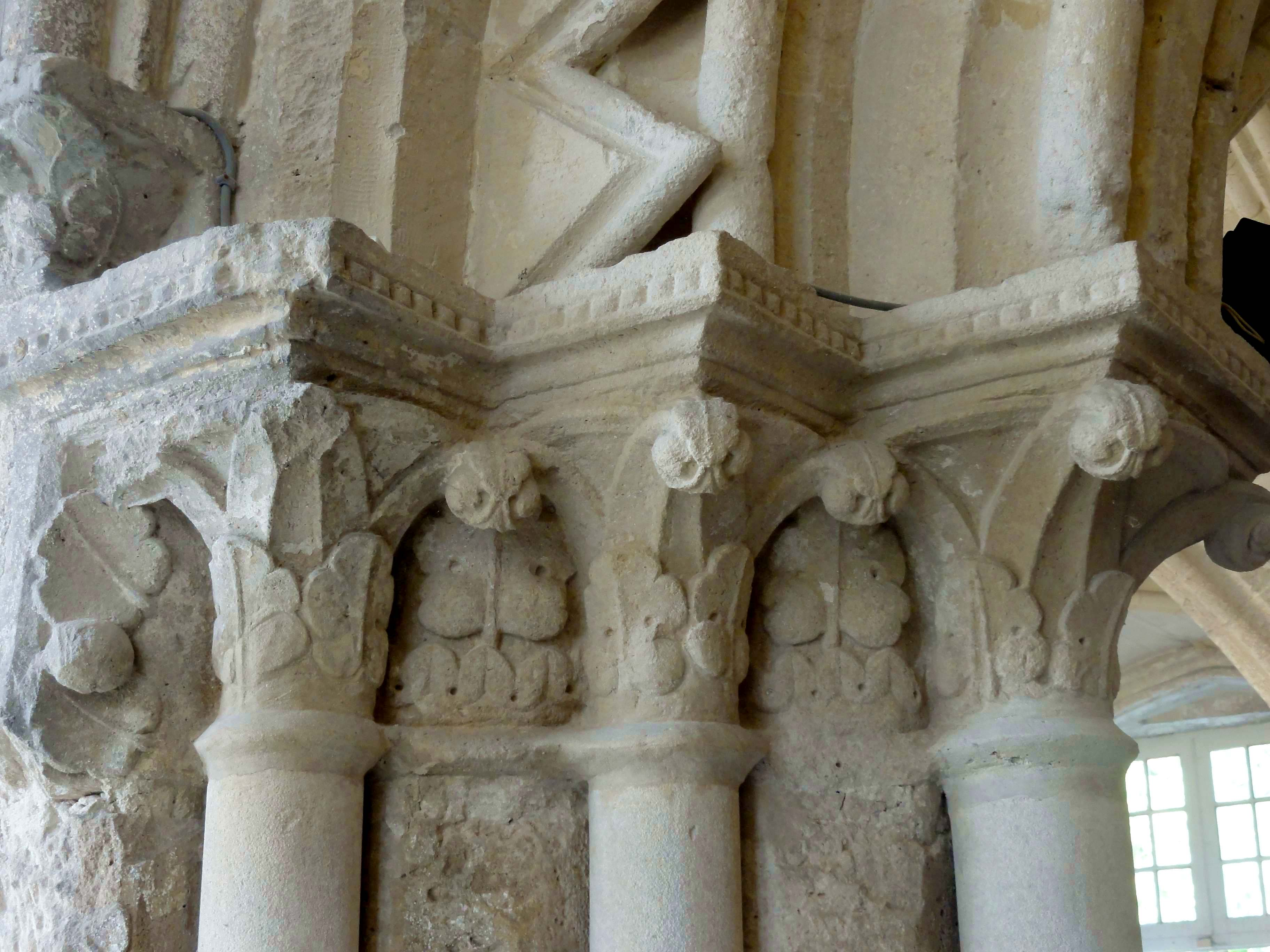
Chapiteaux des arcades, côté galerie.

### Galerie orientale du cloître

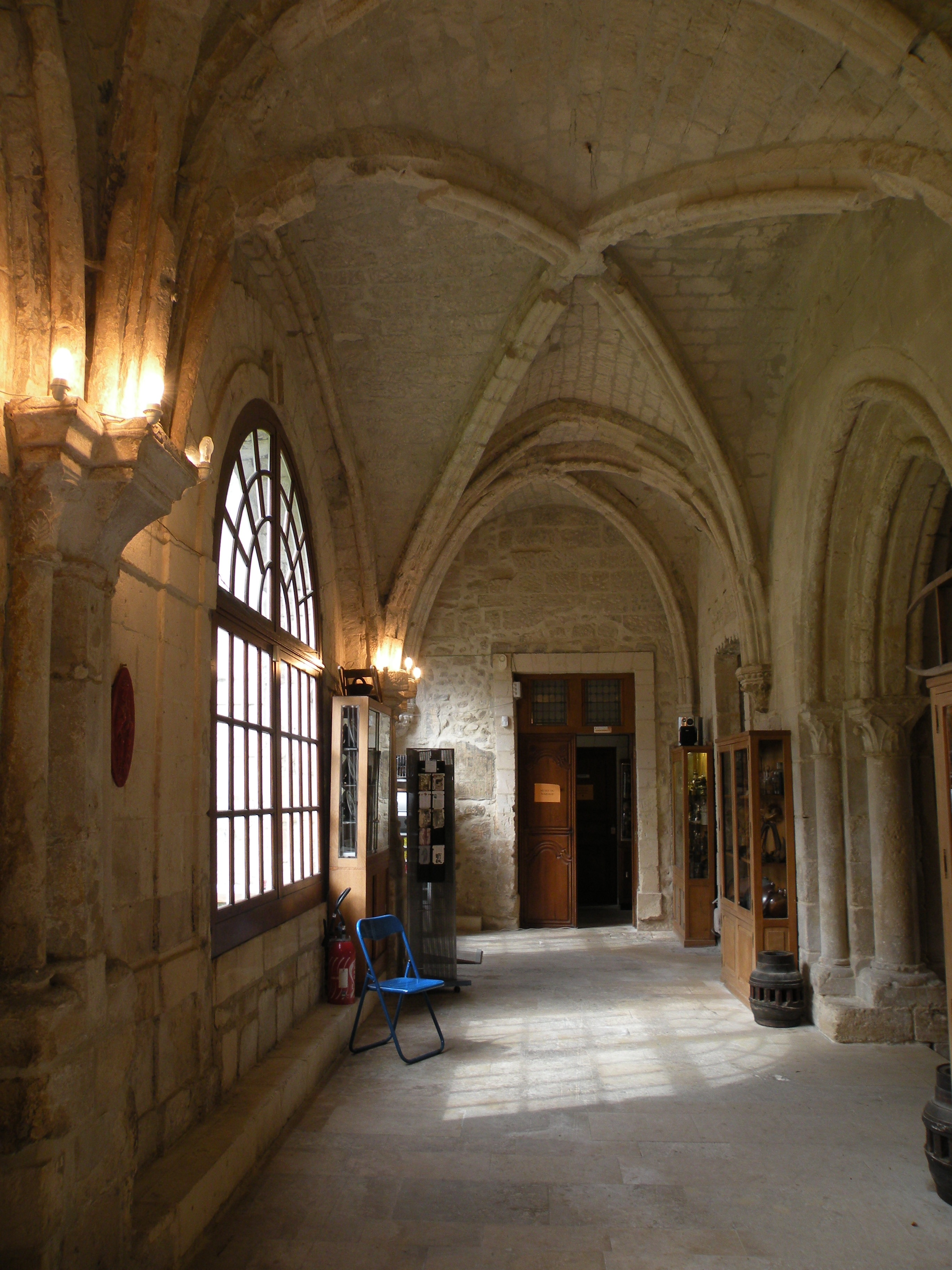
Vue vers le nord.

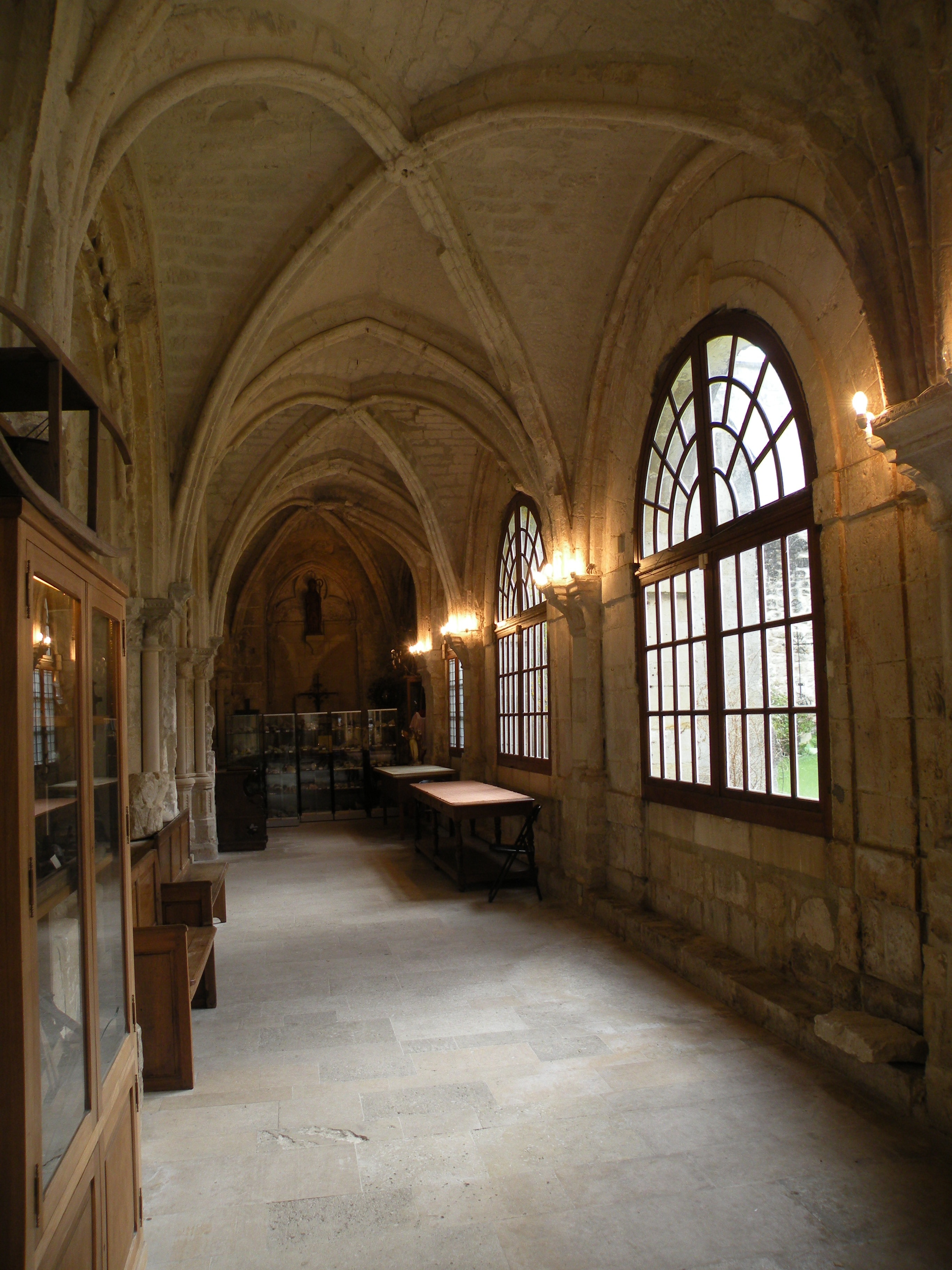
Vue vers le sud.

Dans les cinq travées de la galerie, les ogives et doubleaux affichent le même profil que dans la salle capitulaire, et les voûtes adoptent le même tracé que dans la salle. Éliane Vergnolle les attribue donc à la même campagne de travaux, ce qui est moins évident, car la reprise en sous-œuvre des trois arcades n'appartient déjà pas à la même campagne, et les supports des voûtes de la galerie sont encore différents de ceux des arcades, et peuvent même être classés en trois types (en plus des culs-de-lampe devant les trumeaux des arcades, qui sont homogènes avec les supports de ces dernières). En plus, il y a les clés de voûte garnies de rosaces « tournantes », déjà signalées, qui n'existent pas dans la salle capitulaire. Elles sont la manifestation d'un style plus avancée, même si elles sont compatibles avec la période de construction supposée de la salle, soit les années 1220 / 1230 : dans le contexte des bas-côtés de l'église de Trumilly, Maryse Bideault et Claudine Lautier remarquent que ce type de clés est caractéristique de la période après 1220. Mais comme évoqué ci-dessus, la salle capitulaire pourrait bien être d'une vingtaine d'années plus ancienne, et les travaux mentionnés dans les textes pour les années 1220 / 1230 peuvent se rapporter à des bâtiments conventuels aujourd'hui disparus. — D'autres exemples de clés tournantes existent dans le croisillon nord d'Ableiges ; le croisillon sud de Montgeroult ; la chapelle de la Vierge de Condécourt, les chapelles nord de Brenouille et Glaignes ; et les chœurs de Borest, Courcelles-sur-Viosne et Sarcelles. Une particularité est la voûte de la première travée au sud, qui est à cinq branches d'ogives, car regroupant deux arcades du côté ouest : une large arcade bouchée vers un étroit bâtiment disparu s'insérant entre l'église et la galerie méridionale du cloître, et une étroite arcade desservant cette galerie, également disparue. Les deux arcades subsistent encore du XIIIe siècle, alors que celles des travées suivantes ont toutes été refaites en 1727, voir après 1965 pour la dernière. Dans ce contexte, l'on peut signaler le tympan à arcature trilobée au-dessus de l'ancienne porte de l'église, au sud de la première travée. L'on ne trouve pas de voûte particulière à l'extrémité opposée de la galerie, où la dernière travée est plus courte, et se connectait uniquement à la galerie septentrionale du cloître du côté ouest. Une porte moderne ferme l'étroit local dans le prolongement septentrional de la galerie. Son affectation primitive n'est pas connue (il abrite aujourd'hui les sanitaires).
Les voûtes sont dépourvues de formerets du côté est, ce qui peut être interprété comme un indice de leur postériorité aux arcades vers la salle capitulaire et aux trois salles. Elles sont reçues sur des culs-de-lampe du côté est (vers les salles), et dans les angles. À l'ouest, elles retombent sur des faisceaux de trois colonnettes entre deux arcades. Si l'on compare ces faisceaux à leurs homologues dans la salle capitulaire, l'on observe quatre principales différences : les tailloirs chapiteaux correspondant aux ogives ne sont pas implantés de biais ; les fûts sont appareillés et pas monolithiques ; le fût médian est d'un diamètre plus fort que les deux autres, mais ne prend pas appui contre un dosseret ; et les bases ne sont pas placées sur des socles, mais sur des faibles ressauts du mur. La modénature et la sculpture sont également différentes. Les tailloirs accusent une plate-bande et un cavet entre deux baguettes. Par rapport aux trois arcades vers la salle, il manque donc le rang de perles, et par rapport à la salle capitulaire, il manquent le rang de têtes de clous et la plate-bande inférieure. Les chapiteaux des fûts correspondant aux doubleaux sont deux fois plus grands que les autres. Les corbeilles sont sculptées de feuilles appliquées. L'on reconnaît aisément le hêtre et le chêne, mais la plupart des chapiteaux sont trop dégradés pour apprécier encore tous les détails de la sculpture. Le cul-de-lampe à l'est du troisième doubleau appartient au même type. Il n'y a, bien entendu, qu'un unique tailloir et une unique corbeille pour les trois nervures. À l'instar des faisceaux de colonnettes de la salle capitulaire, le plan est d'un demi-octogone. Ce sont des culs-de-lampe de ce type que l'on trouve au nord du mur du bas-côté nord de l'église, et qu'Éliane Vergnolle date des années 1250. Le deuxième type de culs-de-lampe est représenté par les exemplaires à l'est du quatrième doubleau, et dans l'angle nord-ouest. Ici, le cavet des tailloirs est garni d'un rang de besants, motif emprunté à l'architecture antique qui est assez fréquent à la Renaissance, mais rare à la période gothique. L'on peut notamment citer le chœur de la chapelle d'Auvillers (commune de Neuilly-sous-Clermont). Dans l'angle nord-ouest, l'on trouve à titre exceptionnel une corbeille qui n'est pas sculptée de motifs végétaux, mais de bustes humains. Un dernier type de cul-de-lampe figure dans l'angle nord-est, où l'on voit un tailloir double au-dessus d'une corbeille simplement épannelée. L'on pourrait reconnaître un écusson vierge, mais les culs-de-lampe plus complexes à la retombée des doubleaux des deux salles carrées sont conçues de la même façon, et montrent que ce résultat est fortuit.

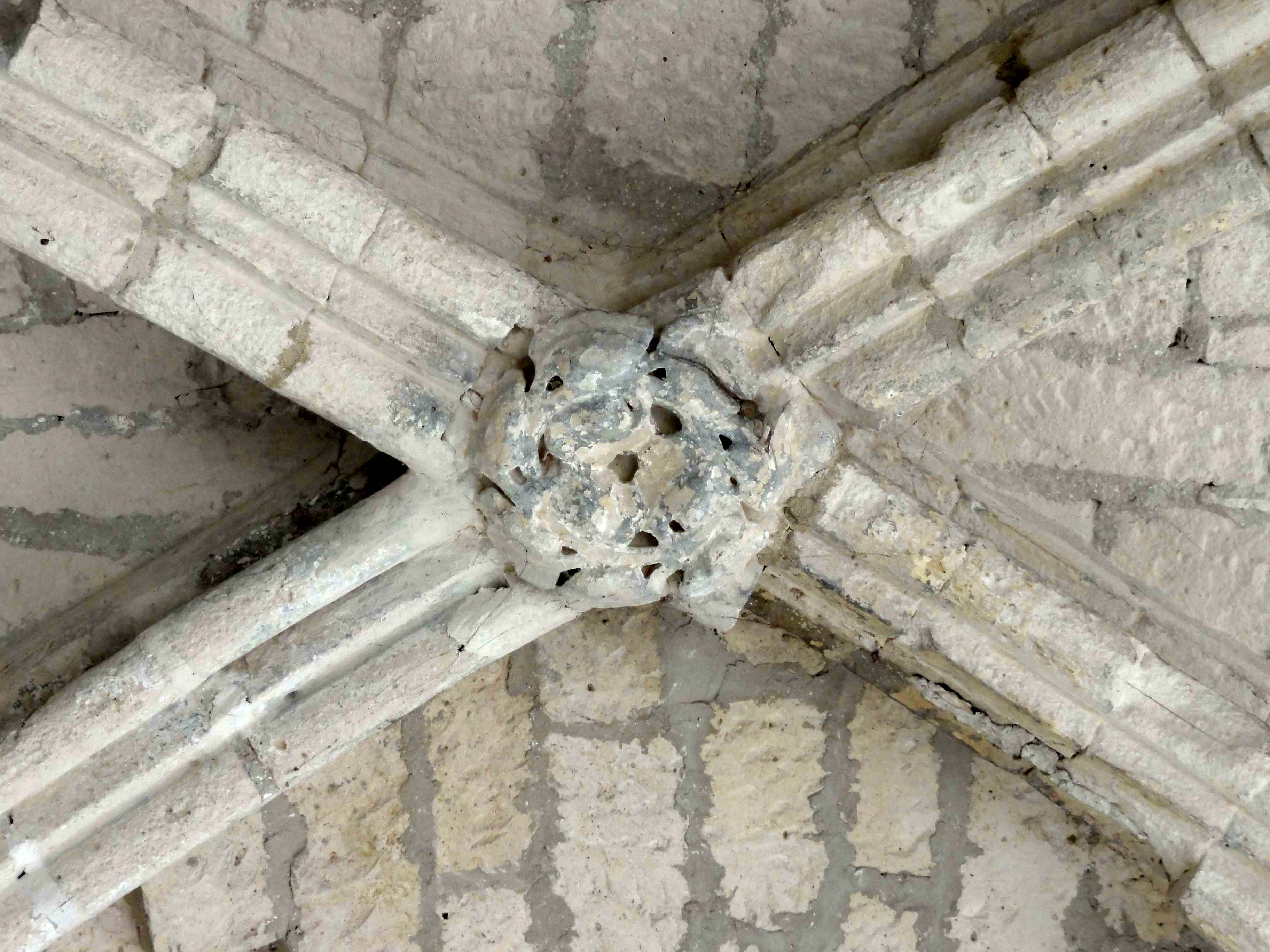
Clé de voûte « tournante » de la 2e travée.
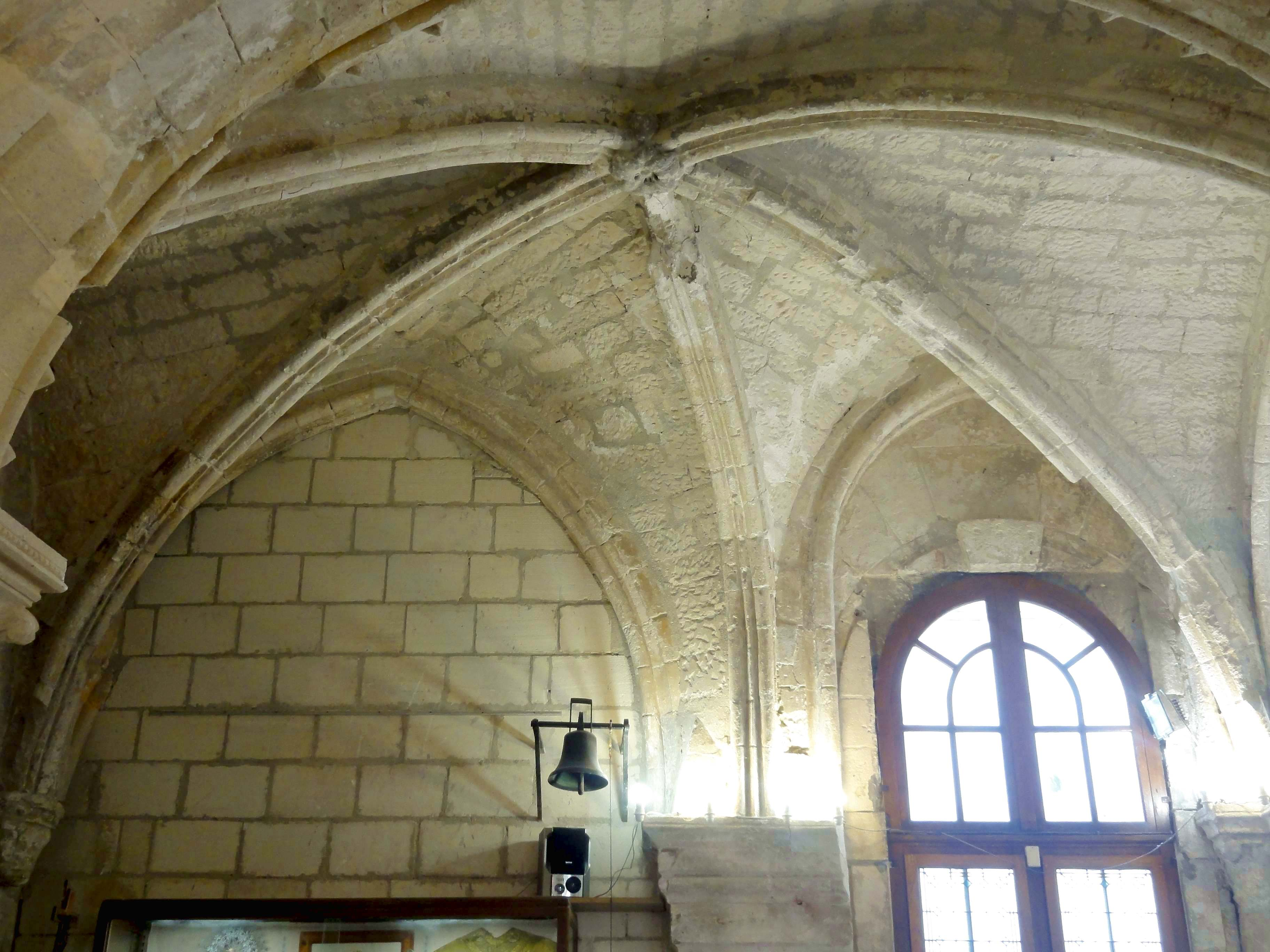
Voûte de la première travée au sud.
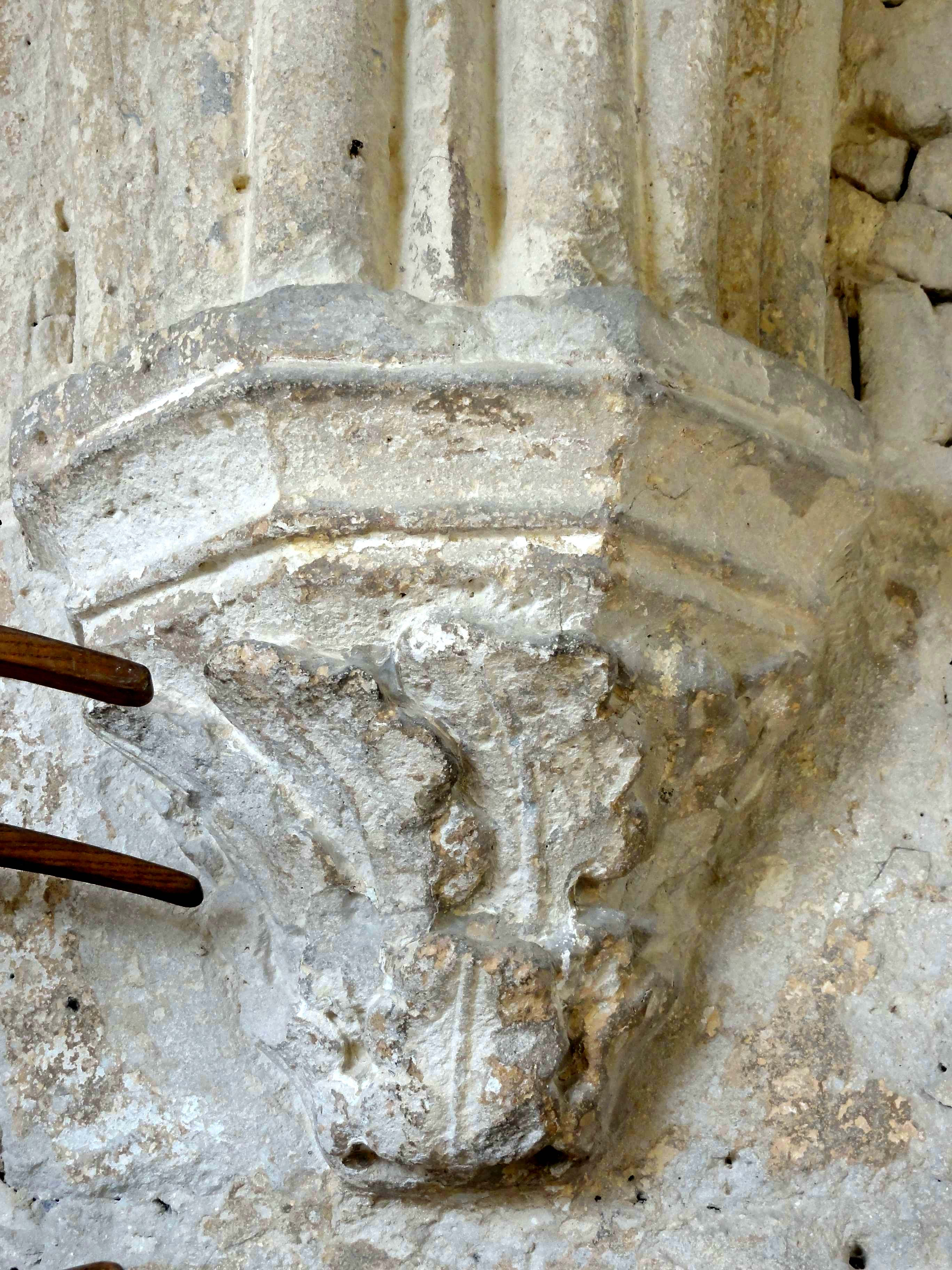
Cul-de-lampe à l'est du 3e doubleau.
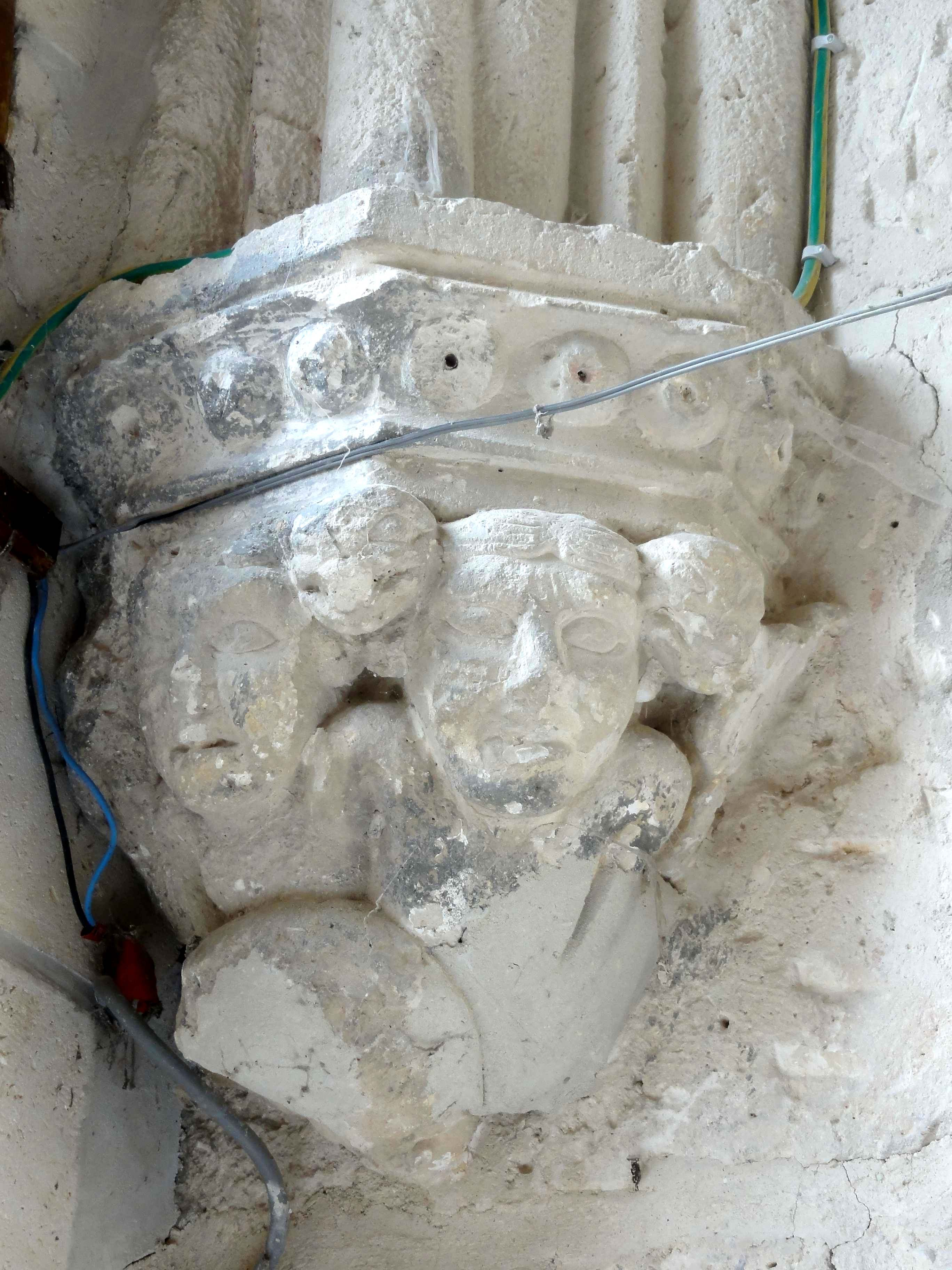
Cul-de-lampe à besants dans l'angle nord-ouest.
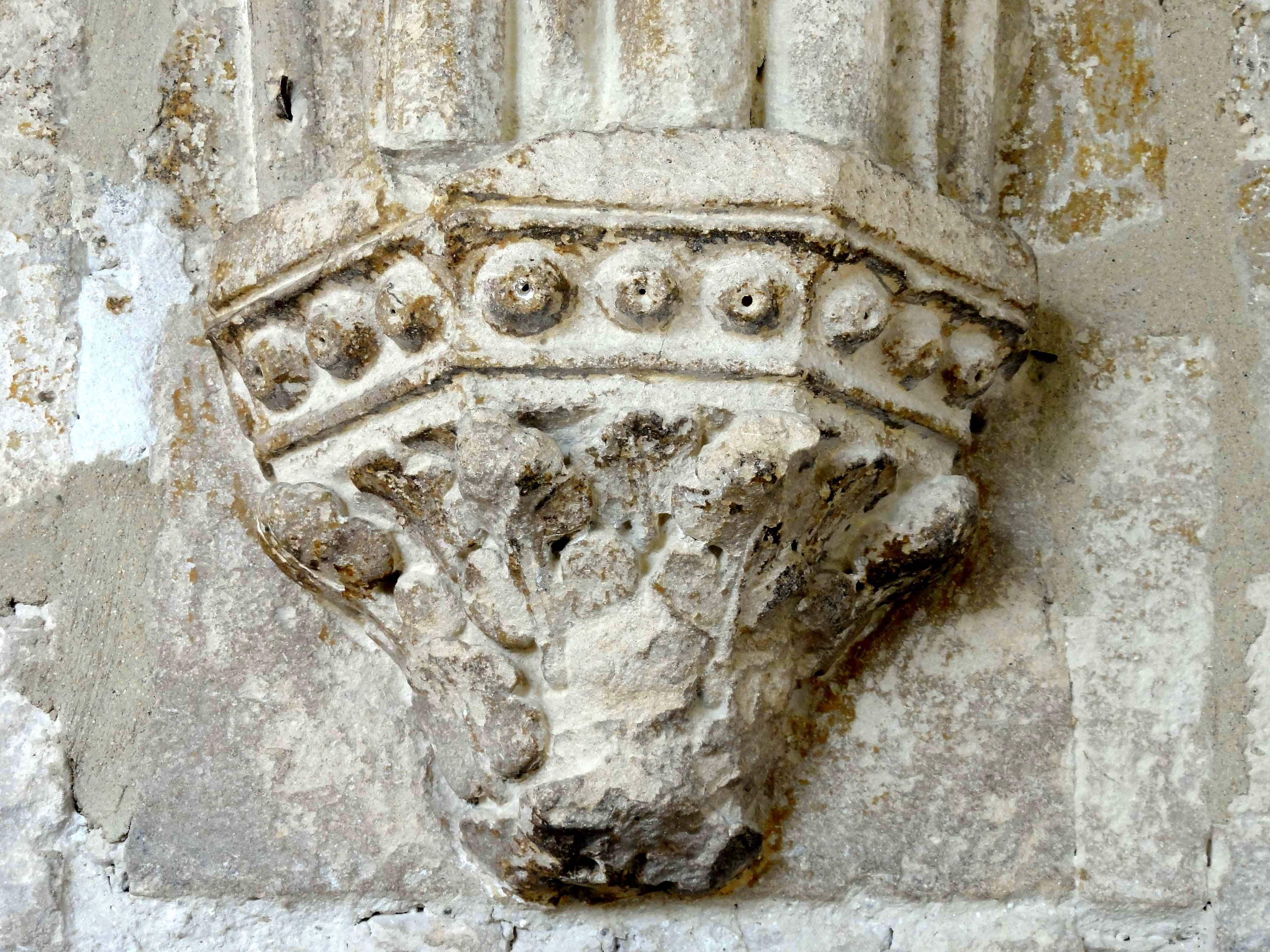
Cul-de-lampe à besants à l'est du 4e doubleau.
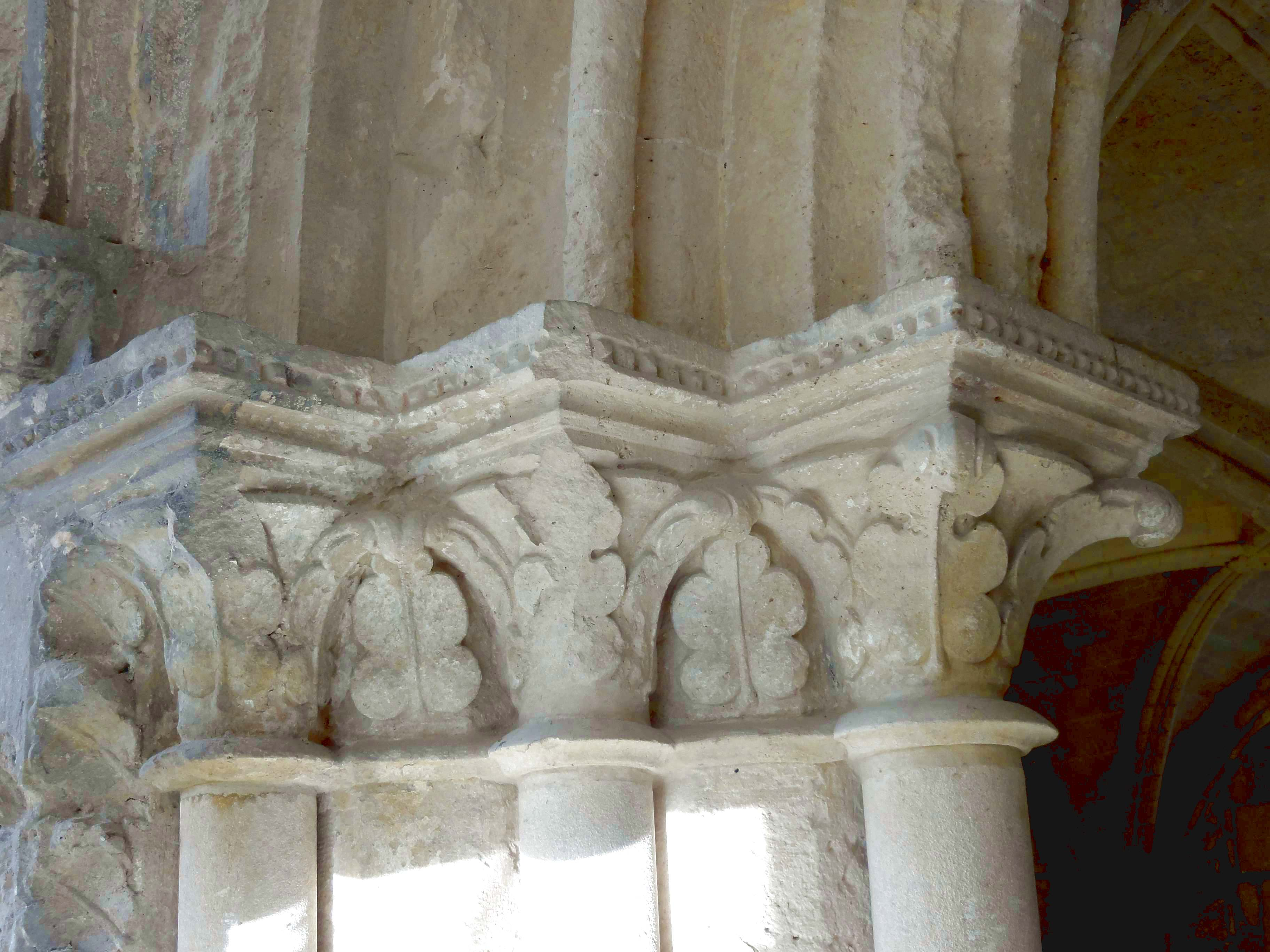
Chapiteaux des arcades de la salle capitulaire.

### Parloir et chauffoir

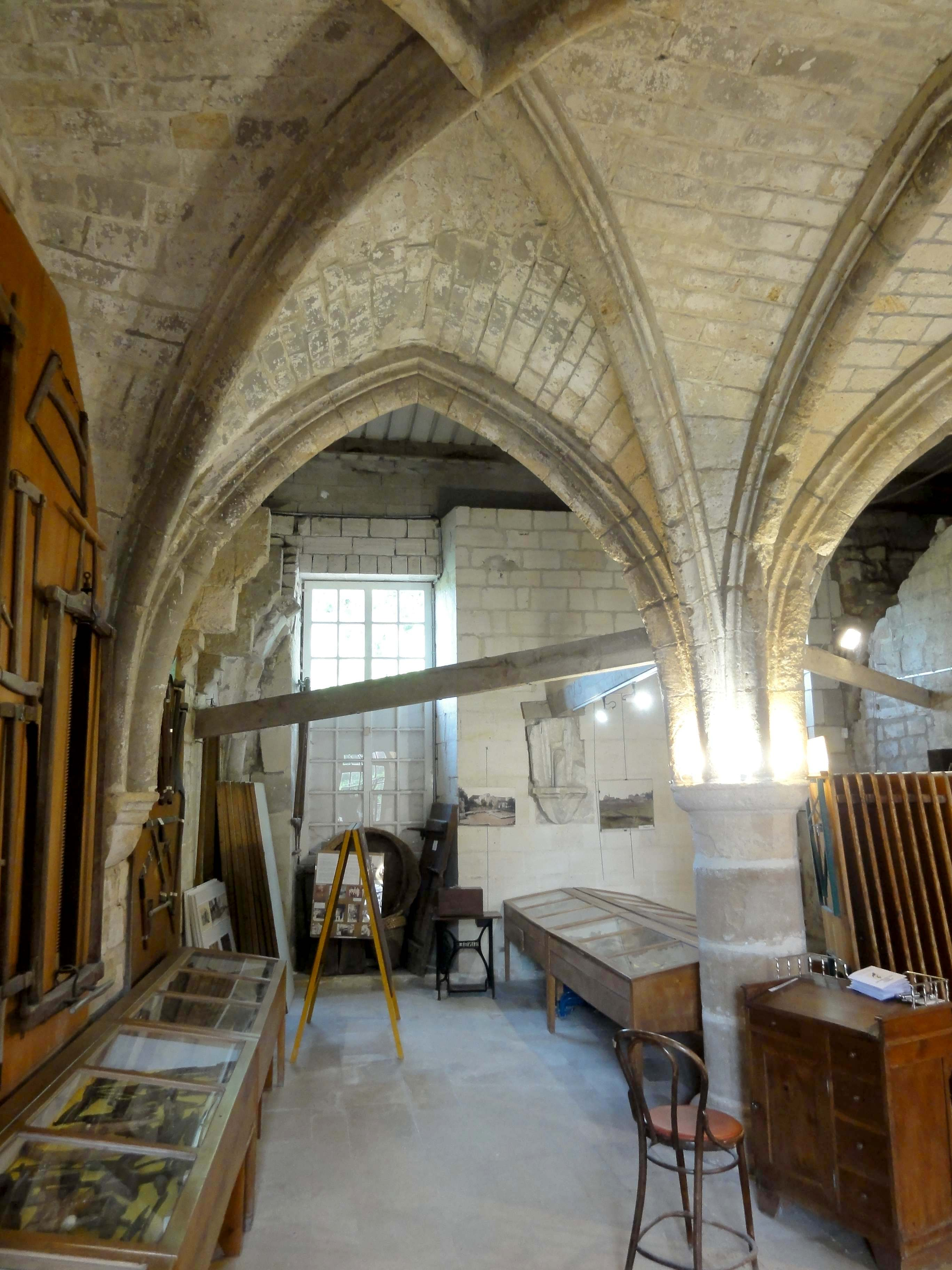
Parloir, vue vers l'est.

Les deux salles carrées considérées comme le parloir et le chauffoir du prieuré sont largement analogues, sauf que la première s'ouvre par une arcade et une porte, et la deuxième, assez logiquement, par une porte uniquement, qui n'est plus celle d'origine, et que le décor sculpté fait entièrement défaut dans le parloir. Dans les deux salles, les deux voûtes orientales sont en grande partie détruites, et la vue s'ouvre directement sur le revers du toit en tôle. Comme dans les autres parties du bâtiment, le mur extérieur avec ses ouvertures a été refait en 1727 (voire après 1965 pour le parloir). L'architecture est plus simple que dans la galerie du cloître et la salle capitulaire, avec renoncement à des colonnettes à chapiteaux au droit des murs et dans les angles, et renoncement à des formerets. Sauf au milieu des salles, les doubleaux et ogives sont donc reçus sur des culs-de-lampe, dont les corbeilles sont lisses. Il reste à voir si l'absence de formerets et la réception des voûtes sur des culs-de-lampe doivent être interprétées, comme assez souvent, et de même que dans la galerie du cloître, comme les marques d'un revoûtement. En effet, les clés de voûte du chauffoir sont sculptées de rosaces « tournantes », que l'on trouve aussi dans la galerie, et qui sont le plus souvent postérieures à 1210 / 1220, ce qui n'est pas le cas des chapiteaux. On en trouve sur le pilier central du chauffoir, et sur les colonnettes qui flanquent l'arcade ouvrant sur le parloir. Ces chapiteaux, considérés comme datant du milieu des années 1170 (ce qui serait également la période des trois arcades de la salle capitulaire), sont sculptés de crochets uniquement. Sur les chapiteaux de l'arcade, des grands crochets aux angles alternent avec des petits crochets au milieu des faces de la corbeille. Leurs extrémités sont cassées. Il n'y a pas d'anneau en haut de la corbeille, qui est donc de plan carré en dessous du tailloir. Celui-ci se résume à une plate-bande et un chanfrein. Le chapiteau du pilier central du chauffoir possède un tailloir analogue, ce qui justifie pour le considérer comme contemporain, et pour imaginer que les feuilles des chapiteaux de l'arcade se terminaient par les mêmes volutes vigoureuses avant leur mutilation. Reste à évoquer la modénature. Les ogives et doubleaux accusent un tore en forme d'amande entre deux baguettes. Aux clés de voûte du parloir, les ogives se croisent simplement, comme dans le chœur de Béthancourt-en-Valois, par exemple. L'arcade faisant communiquer la galerie du cloître avec le parloir est à double rouleau, et le rang de claveaux supérieur est mouluré d'un tore dégagé de chaque côté, tandis que l'intrados affiche un méplat entre deux tores dégagés. Ces profils, courant pendant une longue période, ne sont pas utiles pour une datation précise.

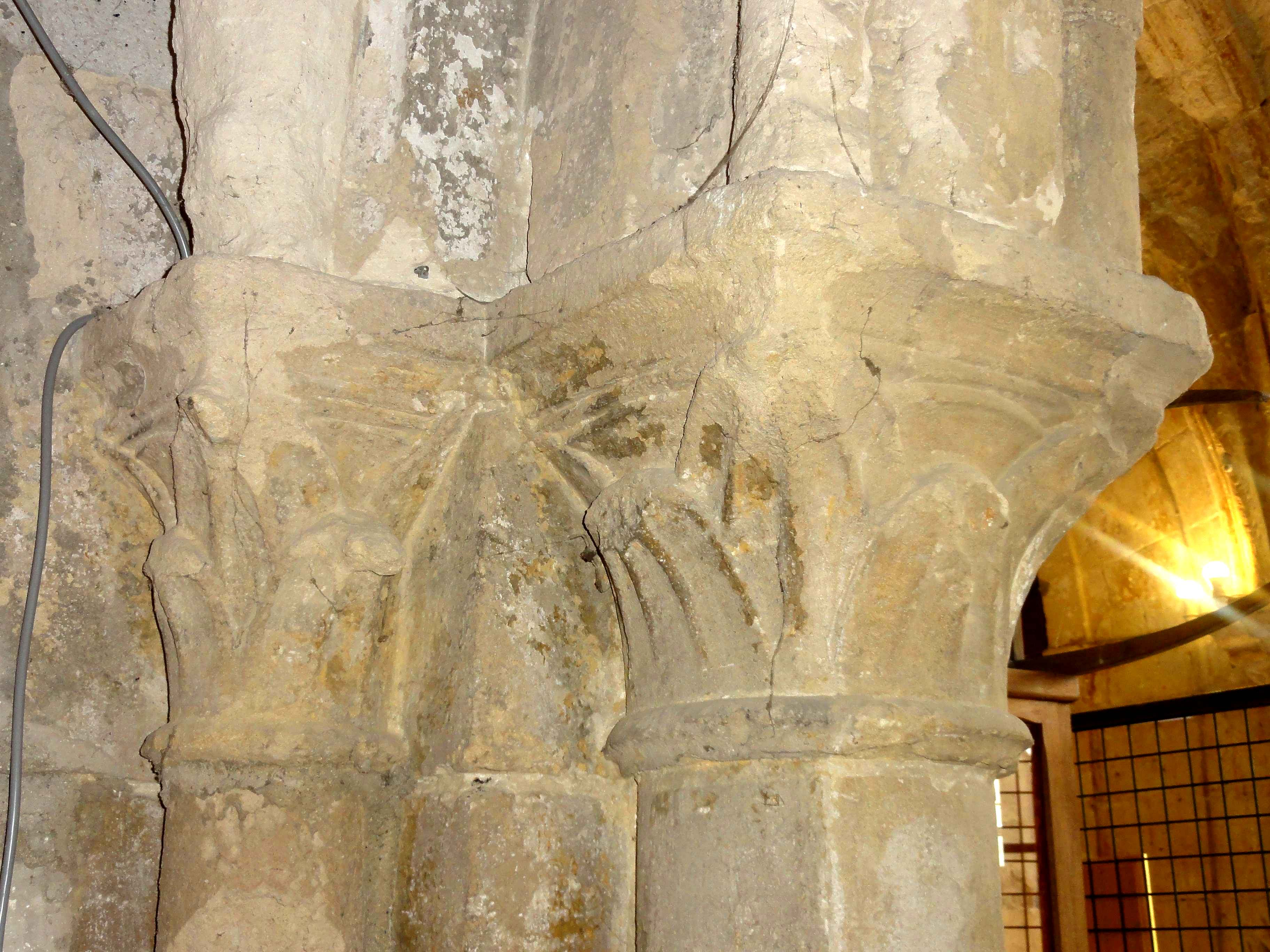
Chapiteaux de l'arcade ouvrant sur le parloir.
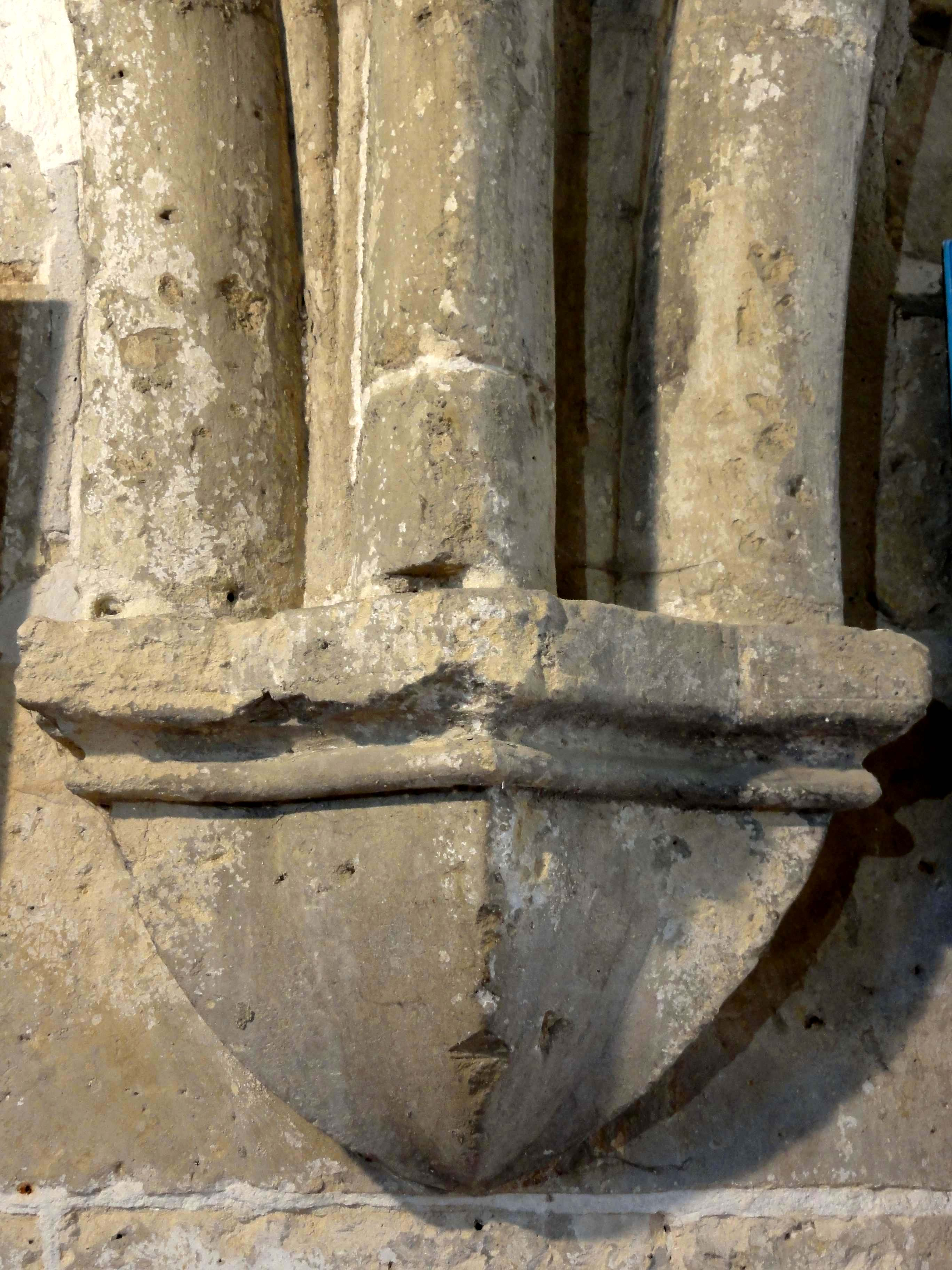
Parloir, cul-de-lampe à la retombée des doubleaux.
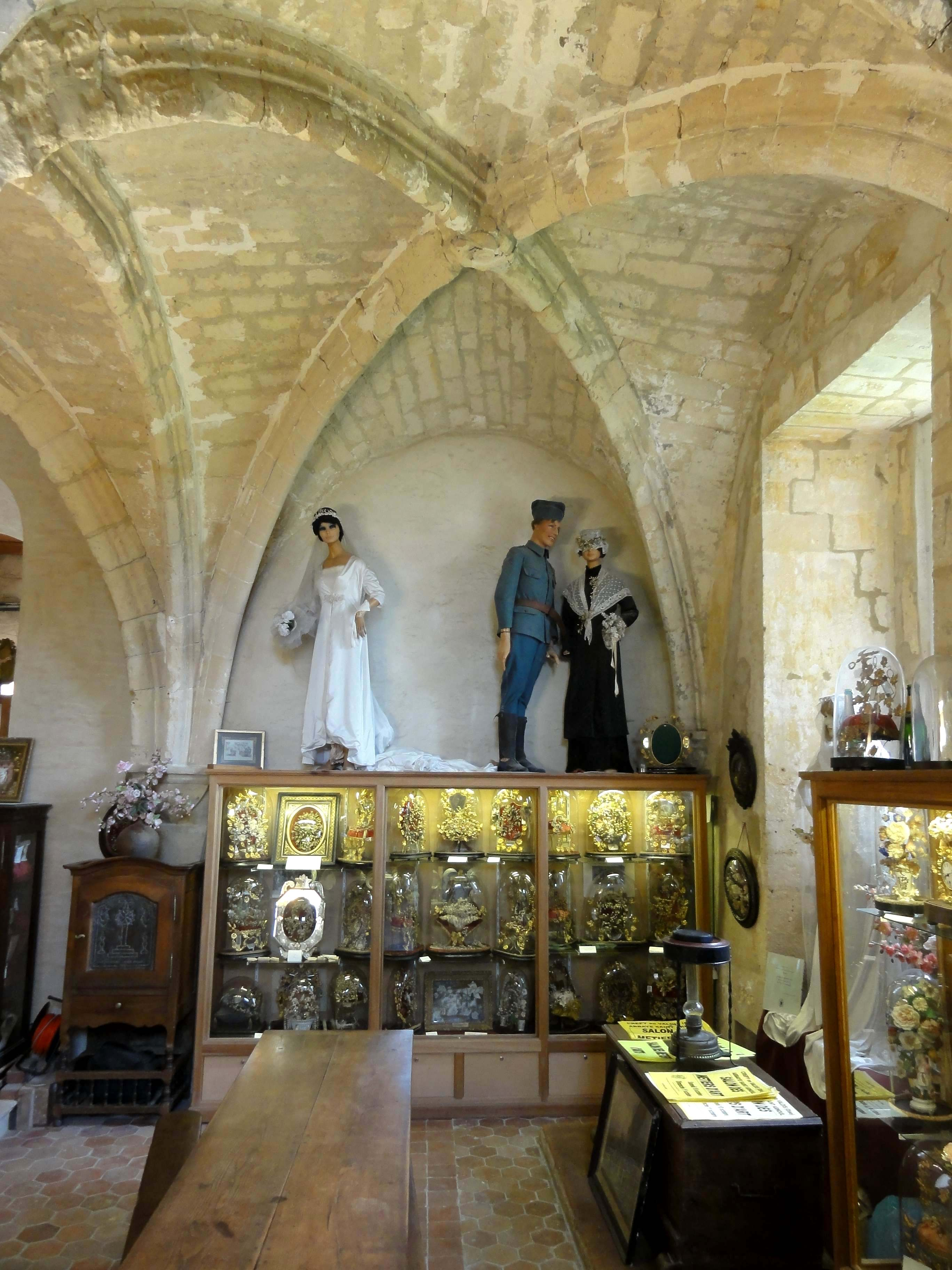
Chauffoir, vue vers le nord sur le mur extérieur.
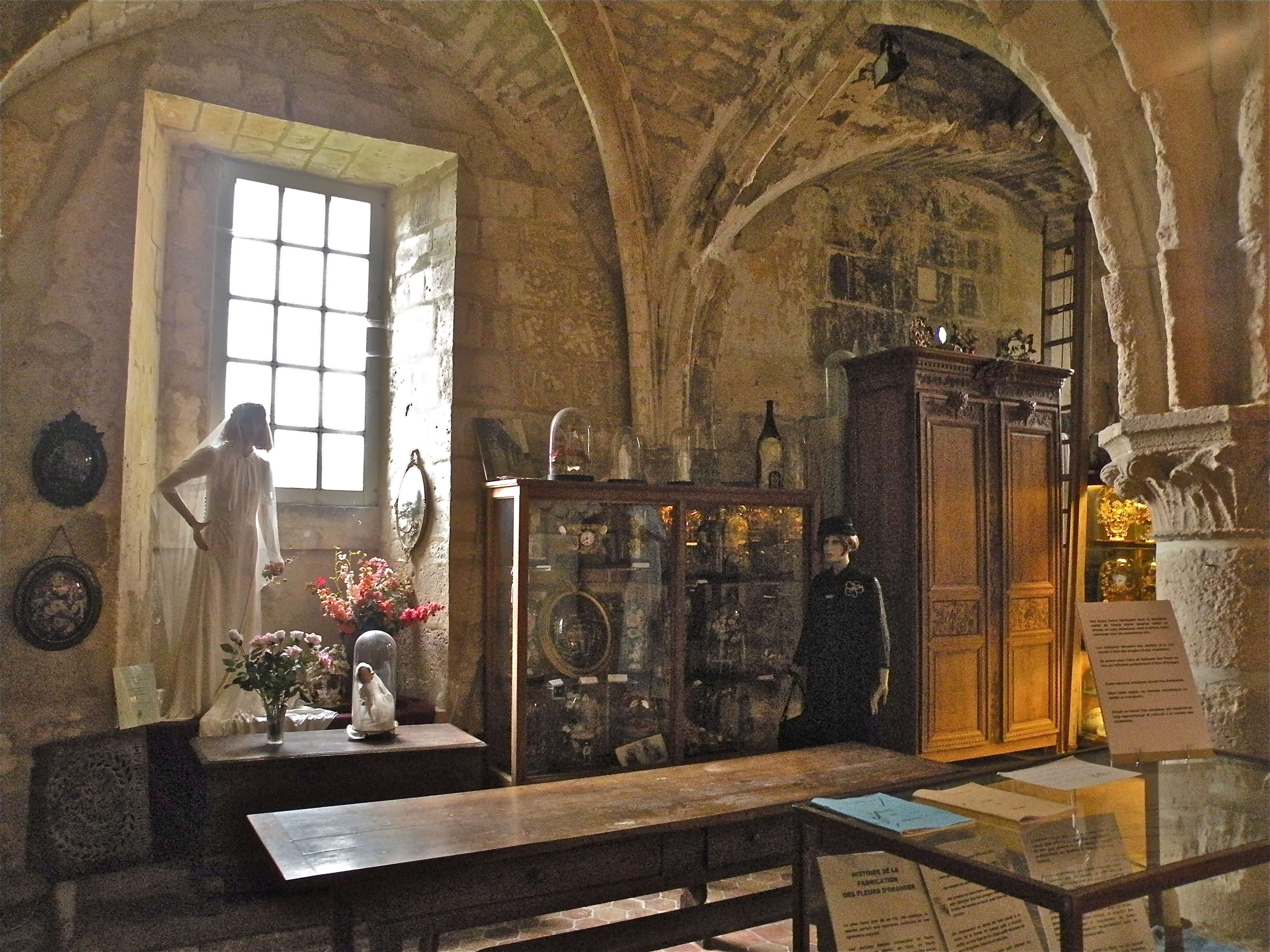
Chauffoir, vue vers l'ouest sur le mur du cloître.
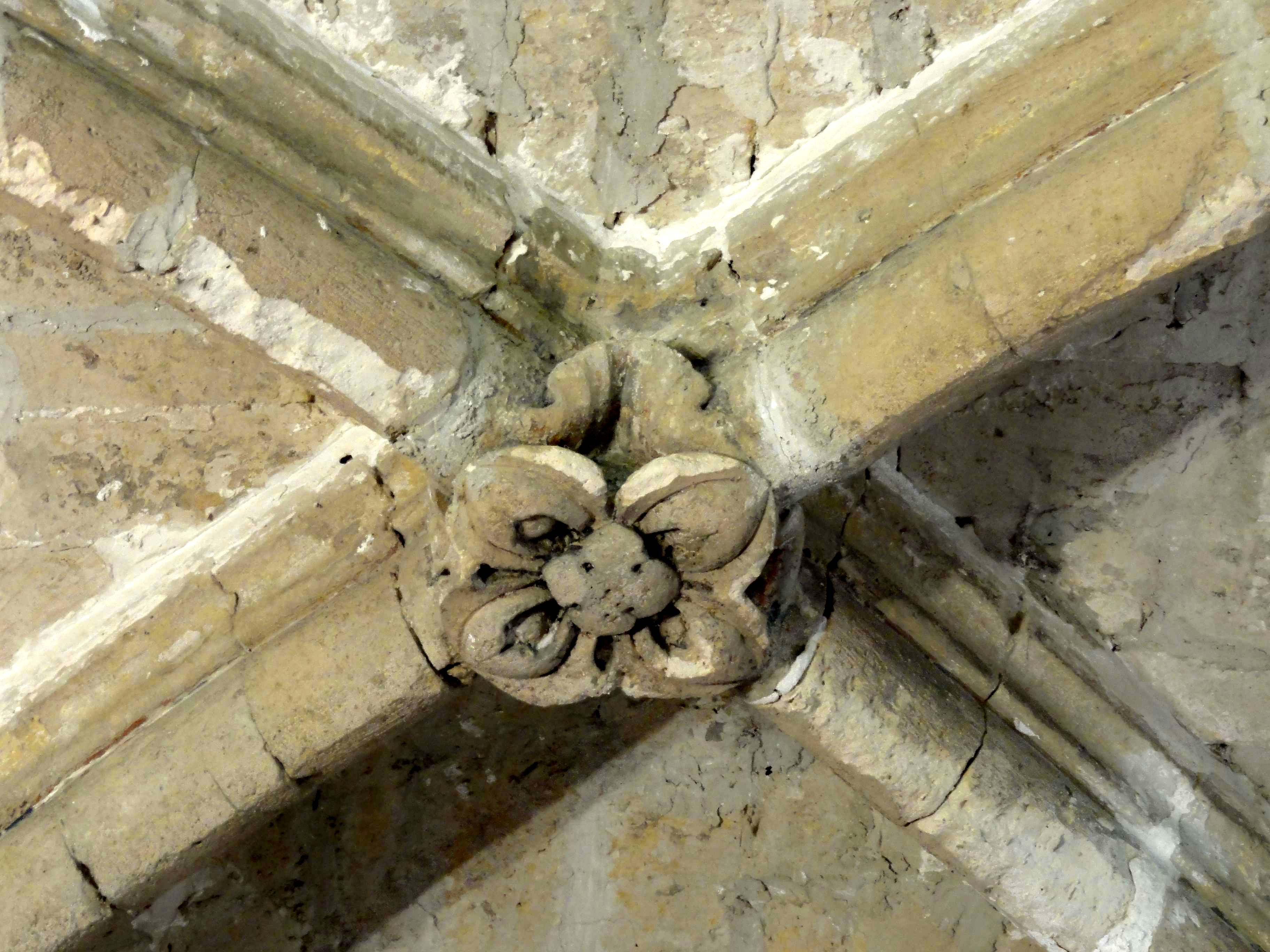
Chauffoir, clé de voûte.
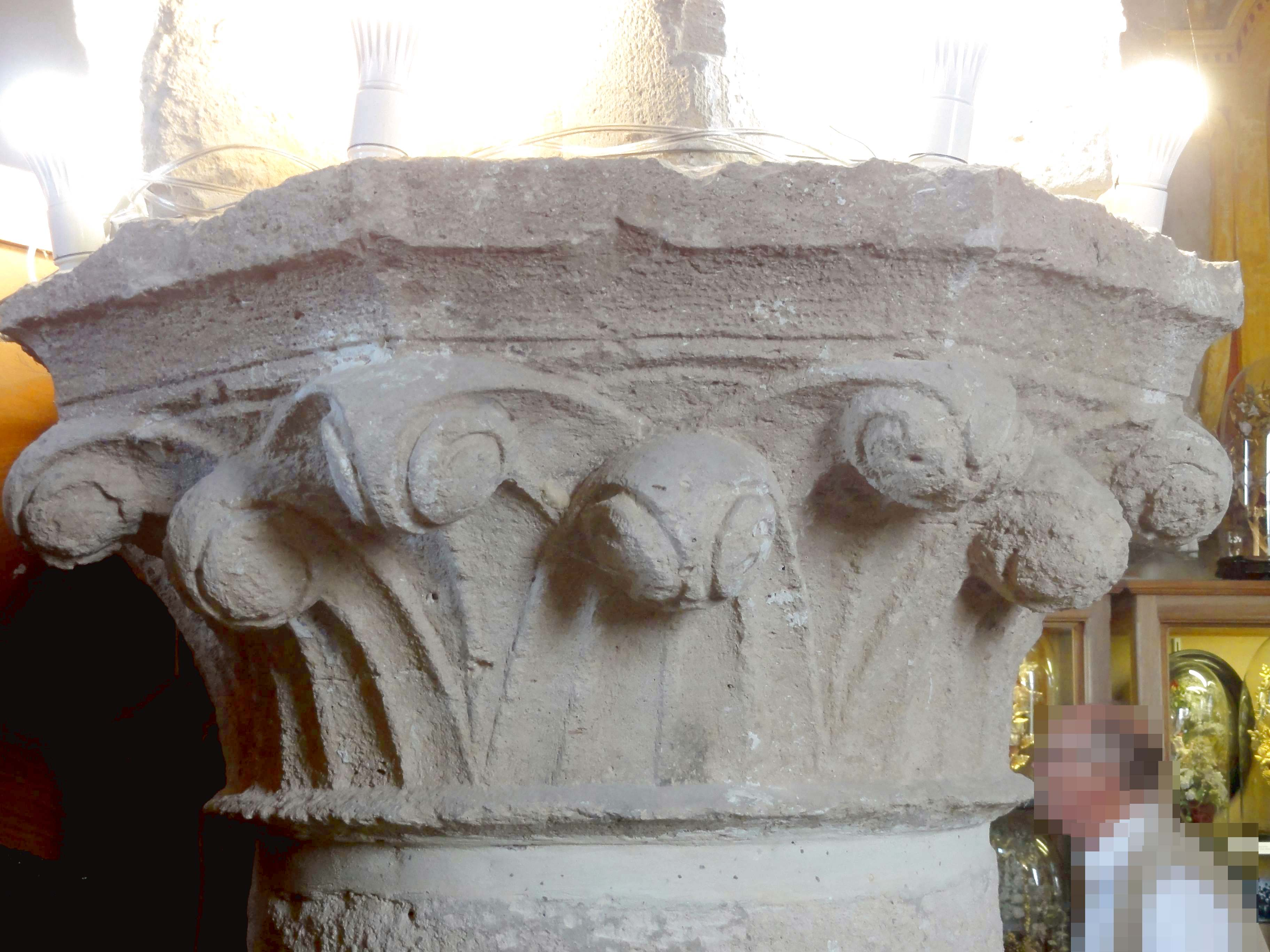
Chauffoir, chapiteau du pilier central.